# Richard
Richard ist ein männlicher Vorname, der auch als Familienname Verwendung findet.

## Herkunft und Bedeutung
Der Name stammt aus dem Althochdeutschen und ist zusammengesetzt aus den Wörtern rihhi „reich, mächtig“ und hart „stark“. Lateinische bzw. latinisierte Formen sind Ricardus und Richardus.

## Verbreitung
In Deutschland ist Richard seit mehr als hundert Jahren ein geläufiger Jungenname. In den letzten 10 Jahren wurde er etwa 4.700 Mal vergeben. In Österreich wird der Name seit 1984 jährlich bei der Namenswahl berücksichtigt. Von 1984 bis 2001 gehörte er stets zu den 100 beliebtesten Jungennamen. Im Jahr 2023 belegte er Rang 224. Von 1984 bis 2023 wurden rund 3.300 Jungen so genannt. Der Name kommt in der Schweiz seit 1930 regelmäßig in der Namensgebung vor. Bis 1975 lag der Name durchgehend in den Top-100, danach ging seine Beliebtheit stetig zurück. Von 1930 bis 2023 wurde er circa 7.900 Mal vergeben. Die Vergabe ist auch in Liechtenstein nachgewiesen.
Der Name lag in Frankreich von 1900 bis 2004 durchgehend in den Top-500. Von 1930 bis 1982 befand er sich in den Top-100 der Hitlisten. Von 1930 bis 2023 wurde er rund 80.400 Mal gewählt. In Belgien kommt der Name seit 1995 jedes Jahr in den Hitlisten vor, er gilt als mäßig beliebt. Richard wird in den Niederlanden seit 1930 alljährlich in der Namensgebung berücksichtigt. Zwischen 1951 und 1996 lag der Name stets in den Top-100 und von 1963 bis 1985 in den Top-30. Seine Hochphase unter den 10 beliebtesten Namen hatte er von den späten 1960er Jahren bis 1976. Der Name wurde bis 2023 rund 39.400 Mal gewählt.
In den nordischen Ländern Dänemark, Norwegen und Schweden gehört Richard zu den geläufigen Vornamen, die regelmäßig vergeben werden. Der Name wird in Polen seit der Jahrtausendwende fast jährlich vergeben, jedoch in einem geringen Umfang. Die Schreibweise Richárd ist in Ungarn seit dem Jahr 2000 in den Top-100.
Der Name wird in England und Wales seit 1996 regelmäßig vergeben. Bis 1999 lag er in den Top-100 der Vornamenscharts. In Schottland befand er sich von 1935 bis Anfang der 1990er Jahre in den Top-40 der Hitlisten, danach ließ seine Beliebtheit nach. In Nordirland lag der Name von 1997 bis kurz nach der Jahrtausendwende in den Top-100. Der Name Richard zählte in Irland von 1964 bis 1991 dauerhaft zu den Top-40. Seitdem geht seine Popularität zurück.
In den USA gehörte der Name von 1880 bis 1987 durchgehend zu den Top-30 der Vornamenscharts. Von 1921 bis 1970 war er stets unter den 10 beliebtesten Jungennamen anzutreffen. Seit Anfang der 1990er Jahre lässt seine Beliebtheit nach. Der Vorname lag in Kanada von 1920 bis 2001 in den Top-100. Besonders populär war er zwischen 1942 und 1969, als er zu den 10 beliebtesten Vornamen zählte. In Australien hatte sich der Name von 1952 bis 1974 in den Top-30 etabliert. Seitdem geht seine Popularität kontinuierlich zurück. Seit 1998 befindet er sich nicht mehr in den Top-100. Der Name befand sich in Neuseeland von 1900 bis 1932 in den Top-40 und von 1933 bis 1989 in den Top-20. Danach ging seine Popularität stark zurück. Seit 1999 befindet sich der Name nicht mehr unter den 100 beliebtesten Jungennamen.

## Varianten
- Raik, Reik, Rejk, Reijk
- Ric, Rick, Rikard, Rickert
- Ricardi, Riccardi
- Ricardo, Riccardo
- Ricci, Richie, Ritchie, Richi, Richy
- Rico, Ricco
- Rikkert, Rik, Rijk (niederländisch)
- Ricarda (weiblich)
- Ričardas (litauisch)
- Rikhard, Riku (finnisch)
- Ryszard (polnisch)
- Hicks

## Namenstage
Die Namenstage von Richard sind der 7. Februar (Richard von Wessex) und der 3. April (Richard von Chichester).

## Namensträger

### Vorname

#### Personen des Mittelalters
- Hl. Richard von Wessex (angeblich † 722), auch Richard der Sachse, Richard der König, Richard von England, Richard von Lucca, Richard von Schwaben oder Richard der Pilger, legendärer westsächsischer König in Wessex
- Hl. Richard von Chichester (* 1197/1198, † 1253), Heiliger der römisch-katholischen und der anglikanischen Kirche und Bischof von Chichester
- König Richard Löwenherz (1157–1199), König von England
- König Richard II. (1367–1400), König von England
- König Richard III. (1452–1485), König von England
- Herzog Richard I., Herzog der Normandie
- Herzog Richard II. († 1026), zweiter Herzog der Normandie
- Herzog Richard III., dritter Herzog der Normandie
- Herzog Richard der Gerichtsherr (858–921), Herzog von Burgund
- Richard von Acerra († 1196), Graf von Acerra
- Richard (um 970–1039), Abt von Amorbach, Abt von Fulda
- Richard Airmyn (um 1290–1340), englischer Geistlicher und Beamter
- Ricardus Anglicus (1180–1252), englischer Mediziner
- Richard von Arnsberg (auch Richard Anglicus, Richard von Wedinghausen; † 1190), Prämonstratenser und religiöser Autor; Seliger
- Richard Aungerville (auch Richard de Bury; 1281 oder 1286/87–1345), königlicher Hofbeamter und Gesandter, Priester, Lehrer, Autor, Bischof von Durham
- Richard Beauchamp, 13. Earl of Warwick (1382–1439), englischer Adliger und Militär
- Richard de Bienfaite, Seigneur de Bienfaite et d’Orbec, später Lord of Clare and Tonbridge
- Richard († 1178), Bischof von St Andrews
- Richard Blund († 1257), englischer Geistlicher, Bischof von Exeter
- Richard de Bures († 1247), Großmeister des Templerordens
- Richard († 1293), Domherr von Magdeburg
- Richard de Burgh (vor 1194–1243), englischer Baron und Justiziar Irlands
- Richard de Burgh, 2. Earl of Ulster (um 1259–1326), hiberno-normannischer Adliger, Schwiegervater des schottischen Königs Richard I.
- Richard de Camville († 1191), englischer Baron und Kreuzfahrer, Regent von Zypern
- Richard de Capella († 1127), Bischof von Hereford
- Richard von Capua († 1078), normannischer Fürst in Unteritalien
- Richard von Chieti, Graf von Chieti, Sohn Kaiser Friedrichs II.
- Richard de Clare, 3. Earl of Hertford (1162–1218), englischer Peer
- Richard von Cornwall (1209–1272), König des Heiligen Römischen Reiches, Earl of Cornwall, Graf von Poitou
- Richard von Daun († 1257), von 1247 bis 1257 Bischof von Worms
- Richard von Deidesheim († 1278), Dekan des Stifts Wimpfen und Vorreiter bei der Einführung des gotischen Baustils in Deutschland
- Richard d’Étampes (1395–1438), Graf von Étampes
- Richard, Graf von Évreux
- Richard Filangieri, kaiserlicher Marschall von Sizilien, Gefolgsmann Kaiser Friedrichs II., Statthalter von Jerusalem
- Richard von Greiffenklau zu Vollrads (1467–1531), Erzbischof von Trier
- Richard von Mediavilla (um 1249–um 1308), Theologe
- Richard Middleton († 1372), englischer Kleriker und Lordkanzler
- Richard of Middleton (um 1249–um 1308), Theologe, siehe Richard von Mediavilla
- Richard of the Provender (Bischof, † 1178), († 1178) Bischof von Dunkeld
- Richard von Montfort, Herr von Montfort und Épernon
- Richard Newport († 1318), englischer Geistlicher und Bischof von London
- Richard Palmer († 1195), Bischof von Syrakus, Erzbischof von Messina, Familiar Wilhelms II. von Sizilien
- Richard von Passau († 902), Bischof von Passau
- Richard vom Prinzipat, Seneschall von Apulien und Kalabrien, Graf von Mottola Castellaneta und Oria, Regent von Edessa
- Richard von San Germano (um 1165–1244), Historiker
- Richard von St. Viktor (1110–1173), Augustinerchorherr
- Richard Swineshead (auch Richard Suisset, John Suisset, Richard Suiseth; bl. 1340 – 1354), englischer Mathematiker, Logiker und Naturphilosoph
- Richard von Wallingford (1292–1336), englischer Geistlicher, Astronom und Uhrmacher

#### A
- Richard Aaron, US-amerikanischer Cellist und Musikpädagoge
- Richard Atkinson Abbott (1883–1954), neuseeländischer Architekt
- Richard Abdy (* 1970), britischer Numismatiker
- Richard Abé (1840–1919), deutscher Stahlformgießer
- Richard Abegg (1869–1910), deutscher Chemiker
- Richard Abelein (1891–1973), deutscher Tierarzt und Hochschullehrer
- Richard Abels (* 1951), US-amerikanischer Historiker
- Richard Abramowski (1862–1932), deutscher Kirchenlieddichter und Geistlicher
- Richard Abril (* 1982), kubanischer Boxer
- Richard Åbrink (1889–1973), schwedischer Speerwerfer
- Richard Acarapi (* 1978), bolivianischer Radrennfahrer
- Richard Achenbach (1916–2003), deutscher Diplomat
- Richard Henry Ackerman (1903–1992), US-amerikanischer Geistlicher, römisch-katholischer Bischof von Covington
- Richard Ackermann (1869–1930), deutscher Seeoffizier, zuletzt mit Charakter als Konteradmiral
- Richard Ackermann (1892–1968), deutscher Maler und Zeichner
- Richard Ackerschott (1921–2002), deutscher Fußballspieler
- Richard Acland (1906–1990), britischer Politiker
- Richard Benno Adam (1873–1937), deutscher Maler
- Richard Adams (1920–2016), britischer Schriftsteller
- Richard Newbold Adams (1924–2018), US-amerikanischer Anthropologe
- Richard Adamík (1867–1952), tschechischer Neurologe und Moralidealist
- Richard Addinsell (1904–1977), britischer Filmkomponist
- Richard Leonard Adelman (* 1946), US-amerikanischer Basketballspieler und -trainer, siehe Rick Adelman
- Richard Adjei (1983–2020), deutscher Bobsportler und American-Football-Spieler
- Richard Adler (1907–1977), deutscher Maler, Illustrator und Grafiker
- Richard Adler (1921–2012), US-amerikanischer Komponist und Liedtexter
- Richard Aeschlimann (* 1944), Schweizer Maler, Designer, Galerist und Schriftsteller
- Richard Agreiter (* 1941), österreichischer Bildhauer
- Richard Ahlers (1884–1950), deutscher Rechtsanwalt und Politiker
- Richard Aimonetto (* 1973), französischer Eishockeyspieler
- Richard Airey, 1. Baron Airey (1803–1881), britischer General
- Richard Alagich (* 1973), australischer Fußballspieler, siehe Richie Alagich
- Richard Daniel Alarcón Urrutia (* 1952), peruanischer Geistlicher, Erzbischof von Cuzco
- Richard Alba (1942–2025), US-amerikanischer Soziologe
- Richard Alber (1893–1962), deutscher Landrat
- Richard Albert (* 1983), deutscher Filmkomponist und Songwriter
- Richard Albitz (1876–1954), deutscher Maler
- Richard Albrecht (um 1843–1908), deutscher Verwaltungsbeamter
- Richard Albrecht (1871–1945), deutscher Ingenieur
- Richard Albrecht (1936–2021), deutscher Fußballspieler
- Richard Albrecht (* 1945), deutscher Sozialwissenschaftler
- Richard Aldington (1892–1962), britischer Schriftsteller
- Richard S. Aldrich (1884–1941), US-amerikanischer Politiker
- Richard Aldridge (1945–2014), britischer Paläontologe
- Richard Alewyn (1902–1979), deutscher Germanist, Literaturkritiker und Hochschullehrer
- Richard Alexander (1852–1923), deutscher Schauspieler
- Richard Alexander (1902–1989), US-amerikanischer Schauspieler
- Richard Alexander (1934–2008), britischer Politiker
- Richard L. Alexander (* vor 1975), US-amerikanischer Tontechniker, siehe Rick Alexander
- Richard Alff (* 1915), deutscher Jurist und Richter
- Richard Alff (* 1943), deutscher Jurist und Nachrichtendienstmitarbeiter
- Richard Allan (1923–1999), US-amerikanischer Schauspieler und Tänzer
- Richard Van Allan (1935–2008), englischer Opernsänger (Bass)
- Richard Allan (* 1942), französischer Pornodarsteller und Schauspieler
- Richard Allan, Baron Allan of Hallam (* 1966), britischer Politiker
- Richard Allen (1760–1831), US-amerikanischer Gründer und Bischof der African Methodist Episcopal Church
- Richard Allen (Pistol; 1932–2002), US-amerikanischer Musiker
- Richard Allen (* 1964), britischer Illustrator
- Richard B. Allen (Richard Binion Allen; 1927–2007), US-amerikanischer Jazz-Historiker
- Richard Hinckley Allen (1838–1908), US-amerikanischer Naturforscher und Astronom
- Richard James Allen (1902–1969), indischer Hockeyspieler
- Richard John Cyril Allen (* 1963), englischer Musiker, siehe Rick Allen
- Richard V. Allen (Richard Vincent Allen; 1936–2024), US-amerikanischer Politiker
- Richard Wayne Allen (* 1951), US-amerikanischer Politiker, siehe Rick W. Allen
- Richard Alley (* 1957), US-amerikanischer Geologe und Hochschullehrer
- Richard Alonzo, US-amerikanischer Maskenbildner
- Richard Alpert (1931–2019), US-amerikanischer Professor für Psychologie, siehe Ram Dass
- Richard Althans (1862–1939), deutscher Berghauptmann
- Richard Althaus (1852–nach 1919), deutscher Richter
- Richard Althaus (1905–1995), deutscher Schriftsteller
- Richard Altmann (1852–1900), deutscher Pathologe und Histologe
- Richard Altorfer (* 1949), Schweizer Arzt, Verleger und Politiker
- Richard Altvater (1923–2001), deutscher Bauunternehmer und Sportfunktionär
- Richard Aman (1914–1988), Schweizer Diplomat
- Richard J. Amann (* 1960), deutsch-kanadischer Eishockeyspieler, siehe Rick Amann
- Richard Ambronn (1887–1954), deutscher Geophysiker
- Richard Amery (* 1951), australischer Politiker, Mitglied der Legislativversammlung und Minister
- Richard Amsel (1947–1985), US-amerikanischer Illustrator und Grafikdesigner
- Richard Winfred Anane (* 1954), ghanaischer Politiker und Humanmediziner
- Richard Anconina (* 1953), französischer Schauspieler
- Richard Anders (1853–1917), deutscher Bildhauer und Hochschullehrer
- Richard Anders (1928–2012), deutscher Schriftsteller
- Richard Andersch (1868–1921), deutscher Gewerkschaftsfunktionär und Politiker
- Richard Anderson (1907–1979), britischer Generalleutnant
- Richard Anderson (1926–2017), US-amerikanischer Schauspieler
- Richard Clough Anderson (1788–1826), US-amerikanischer Politiker
- Richard Dean Anderson (* 1950), US-amerikanischer Schauspieler
- Richard H. Anderson (* 1955), amerikanischer Manager im Transportbereich
- Richard Heron Anderson (1821–1879), US-amerikanischer General
- Richard L. Anderson, US-amerikanischer Tontechniker
- Richard Paul Anderson (* 1946), US-amerikanischer American-Football-Spieler, siehe Dick Anderson
- Richard Andersson (1851–1918), schwedischer Pianist und Komponist
- Richard Andersson (* 1982), dänischer Jazzmusiker
- Richard Andree (1835–1912), deutscher Geograph, Kartograph und Ethnograph
- Richard Andriamanjato (1930–2013), madagassischer Pfarrer und Politiker
- Richard Angelo (* 1962), US-amerikanischer Serienmörder
- Richard Anger (1873–1938), deutscher Ingenieur und Hochschullehrer
- Richard Angst (1905–1984), Schweizer Bergsteiger, Skiläufer und Kameramann
- Richard Annang (* 1991), ghanaischer Fußballspieler
- Richard Anschütz (1852–1937), deutscher Chemiker und Hochschullehrer
- Richard Ansdell (1815–1885), englischer Maler
- Richard Anstruther-Gough-Calthorpe (1908–1985), britischer Heeresoffizier
- Richard Anthony (1938–2015), französischer Sänger
- Richard Antinucci (* 1981), US-amerikanischer Automobilrennfahrer
- Richard Anton (1887–1977), deutscher Chemiker, Oberbürgermeister von Castrop-Rauxel und NSDAP-Funktionär
- Richard Anuszkiewicz (1930–2020), US-amerikanischer Maler und Grafiker
- Richard Aoki (1938–2009), US-amerikanischer Bürgerrechtler
- Richard Applin (1894–1917), britischer Jagdflieger
- Richard Appora (* 1972), zentralafrikanischer Ordensgeistlicher, Bischof von Bambari
- Richard Arauner (1902–1936), deutscher Agrarfunktionär und SS-Oberführer
- Richard Archbold (1907–1976), US-amerikanischer Zoologe, Pilot und Philanthrop
- Richard Arden, 1. Baron Alvanley (1744–1804), britischer Politiker und Jurist
- Richard Arden, 3. Baron Alvanley (1792–1857), britischer Offizier
- Richard Arendt (1878–1953), deutscher Elektroingenieur und Manager
- Richard Friederich Arens (1919–2000), US-amerikanischer Mathematiker
- Richard Arioli (1905–1994), Schweizer Landschaftsarchitekt
- Richard Arkless (* 1975), schottischer Politiker
- Richard Arkwright (1732–1792), britischer Textilindustrieller und Erfinder
- Richard Arlen (1900–1976), US-amerikanischer Schauspieler
- Richard Arlt (1911–1999), deutscher Widerstandskämpfer, Gewerkschafter und Bergbauingenieur
- Richard Keith Armey (* 1940), US-amerikanischer Politiker, siehe Dick Armey
- Richard Armitage (1945–2025), US-amerikanischer Diplomat und Politiker
- Richard Armitage (* 1971), britischer Schauspieler
- Richard Armstark (* 1947), österreichischer Maschinenbauer und Antiquitätenhändler
- Richard Armstedt (1851–1931), deutscher Philologe, Historiker und Lehrer
- Richard Lee Armstrong (1937–1991), kanadischer Geologe und Geochemiker
- Richard Arnell (1917–2009), britischer Komponist und Dirigent
- Richard J. Arneson (* 1945), US-amerikanischer Philosoph
- Richard Arnold (* 1959), deutscher Politiker
- Richard Alexander Arnold, kanadischer Anglist und Hochschullehrer
- Richard R. Arnold (* 1963), US-amerikanischer Astronaut
- Richard Arnoldt (1845–1910), deutscher Philologe und Gymnasiallehrer
- Richard Arnowitt (1928–2014), US-amerikanischer Physiker
- Richard Artschwager (1923–2013), US-amerikanischer Maler, Grafiker und Bildhauer
- Richard Arvay (1897–1970), österreichischer Schriftsteller, Drehbuchautor und Stummfilmregisseur
- Richard Aschenborn (1848–1935), deutscher Konteradmiral der Kaiserlichen Marine
- Richard Ashcraft (1938–1995), US-amerikanischer Politikwissenschaftler
- Richard Ashcroft (* 1971), britischer Musiker
- Richard Asher (1912–1969), britischer Mediziner
- Richard Ashworth (* 1947), britischer Politiker
- Richard Askey (1933–2019), US-amerikanischer Mathematiker
- Richard Aspöck (1919–1941), österreichischer Gärtnergehilfe
- Richard Aßmann (Richard Assmann; 1845–1918), deutscher Meteorologe
- Richard Aßmann (1875–1933), deutscher Betriebsrat
- Richard Aßmann (1877–1955), deutscher Schauspieler
- Richard Aßmus (* 1994), deutscher Radsportler
- Richard Aster (1900–1945), deutscher SA-Gruppenführer
- Richard Paul Astley (* 1966), britischer Sänger, siehe Rick Astley
- Richard Atcherley (1904–1970), britischer Offizier der Luftstreitkräfte des Vereinigten Königreichs
- Richard C. Atkinson (* 1929), US-amerikanischer Psychologe und Hochschullehrer
- Richard J. C. Atkinson (1920–1994), britischer Archäologe
- Richard Merrill Atkinson (1894–1947), US-amerikanischer Politiker
- Richard Attah (* 1995), ghanaischer Fußballtorhüter
- Richard Attenborough (1923–2014), britischer Schauspieler und Filmregisseur
- Richard Attipoe (1957–2007), togoischer Politiker
- Richard Attlesey (1929–1984), US-amerikanischer Hürdenläufer, siehe Dick Attlesey
- Richard Attwood (* 1940), englischer Automobilrennfahrer
- Richard Atwater (1892–1948), US-amerikanischer Journalist, Hochschullehrer und Schriftsteller
- Richard Auberlen (1897 – nach 1966), deutscher Straßenbauingenieur
- Richard Auer (* 1965), deutscher Krimiautor und Journalist
- Richard Auernheimer (1942–2024), deutscher politischer Beamter
- Richard Augst (1884–1949), deutscher Geschichtspädagoge und Hochschullehrer
- Richard Auhagen (um 1822–nach 1880), deutscher Hofbeamter, Wasserbauingenieur und Architekt
- Richard Francis Ault (1925–2007), US-amerikanischer Hürdenläufer, siehe Dick Ault
- Richard Austin (1903–1989), britischer Dirigent
- Richard Bevan Austin (1901–1977), US-amerikanischer Jurist und Richter
- Richard W. Austin (1857–1919), US-amerikanischer Politiker
- Richard Avedon (1923–2004), US-amerikanischer Fotograf
- Richard Avenarius (eigentlich Richard Habermann; 1843–1896), deutscher Philosoph
- Richard Ernst Abundius Avenarius (1840–1917), deutscher Chemiker und Unternehmer
- Richard Axel (* 1946), US-amerikanischer Mediziner
- Richard S. Ayer (1829–1896), US-amerikanischer Politiker
- Richard Aylmer (1932–2023), britischer Skilangläufer
- Richard Ayoade (* 1977), englischer Comedian, Schauspieler und Regisseur

#### B
- Richard Baawobr (1959–2022), ghanaischer Geistlicher, Bischof von Wa
- Richard Bach (* 1936), US-amerikanischer Schriftsteller und Pilot
- Richard Bache (1737–1811), Postmaster General der Vereinigten Staaten
- Richard Bachman (* 1987), US-amerikanischer Eishockeytorwart
- Richard Bachman, Pseudonym des Schriftstellers Stephen King
- Richard-Ernst Bader (1912–1996), deutscher Mediziner, Hygieniker und Bakteriologe
- Richard Baer (1911–1963), deutscher SS-Sturmbannführer
- Richard Baerwald (1867–1929), deutscher Psychologe
- Richard Bahlmann (1887–1974), deutscher Politiker
- Richard Bahr (1867–1936), deutscher Publizist und Journalist
- Richard Baier (* 1926), deutscher Journalist und Rundfunksprecher
- Richard Baker (1925–2018), britischer Journalist, Nachrichtensprecher und Produzent
- Richard Baker  (* 1950), US-amerikanischer Maskenbildner und Schauspieler, siehe Rick Baker
- Richard Baker (* 1974), schottischer Politiker
- Richard Chaffey Baker (1842–1911), australischer Politiker
- Richard Colson Baker (* 1990), US-amerikanischer Musiker, siehe Machine Gun Kelly
- Richard H. Baker (* 1948), US-amerikanischer Politiker
- Richard Thomas Baker (1854–1941), australischer Botaniker
- Richard Balandras (* 1969), französischer Automobilrennfahrer
- Richard Baldauf (1848–1931), deutscher Bergingenieur, Unternehmer, Mäzen und Mineralien-Sammler
- Richard Balder (eigentlich Richard Busolt; 1867–1917), deutscher Theaterschauspieler, -regisseur und Intendant
- Richard Baldus (1885–1945), deutscher Mathematiker
- Richard Baldwin (* um 1958), US-amerikanischer Wirtschaftswissenschaftler und Hochschullehrer
- Richard Balfe (* 1944), britischer Politiker
- Richard Balken (1914–1995), deutscher Diplomat
- Richard Scott Balkey (* 1956), US-amerikanischer Schauspieler und Drehbuchautor, siehe Rick Rockwell
- Richard Ball (* 1944), US-amerikanischer Radrennfahrer
- Richard Ball (1857–1937), australischer Politiker
- Richard Ballerstädt (1873–1953), deutscher Politiker
- Richard Balles (1885–1950), deutscher Verwaltungsjurist
- Richard A. Ballinger (1858–1922), US-amerikanischer Politiker
- Richard Baltzer (Heinrich Richard Baltzer; 1818–1887), deutscher Mathematiker
- Richard Baltzer (1886–1945), deutscher Generalleutnant der Wehrmacht sowie Generalmajor der Landespolizei
- Richard Bambach (1934–2025), US-amerikanischer Paläontologe
- Richard Bamberger (1911–2007), österreichischer Literaturforscher und Autor
- Richard Bamler (* 1955), deutscher Nachrichtentechniker und Universitätsprofessor
- Richard Bampi (1896–1965), deutscher Keramiker und Maler
- Richard Bancroft (1544–1610), Erzbischof von Canterbury
- Richard Band (* 1953), US-amerikanischer Filmkomponist
- Richard Bandler (* 1950), US-amerikanischer Mathematiker, Informatiker und Psychologe
- Richard Baneham (* 1974), irischer Animator und Visual-Effects-Supervisor
- Richard Bango (* 1968), spanisch-nigerianischer Boxer
- Richard Bank (1867–1934), deutscher Verwaltungsjurist
- Richard Banusch (* 1998), deutscher Radrennfahrer
- Richard Baquié (1952–1996), französischer Objektkünstler und Bildhauer
- Richard Bär (1892–1940), Schweizer Physiker und Bankier
- Richard G. Baraniuk (* 1965), kanadisch-amerikanischer Elektroingenieur
- Richard Alvah Barber (1910–1983), US-amerikanischer Weitspringer, siehe Dick Barber
- Richard Barbieri (* 1957), englischer Synthesizer-Spieler, Keyboarder und Komponist
- Richard Allan Barbour (* 1940), US-amerikanischer Automobilrennfahrer, siehe Dick Barbour
- Richard Barbrook (* 1956), britischer Akademiker an der University of Westminster
- Richard Barclay (1931–2017), US-amerikanischer Sänger, Schauspieler, Tänzer, Filmregisseur und Filmproduzent
- Richard L. Bare (1913–2015), US-amerikanischer Drehbuchautor, Regisseur und TV-Producer
- Richard Bargel (* 1951), deutscher Sänger und Slidegitarrist, Komponist, Autor, Schauspieler und Sprecher
- Richard Harris Barham (1788–1845), englischer Dichter
- Richard Joseph Barker (1939–2020), englischer Fußballspieler und -trainer, siehe Richie Barker
- Richard John Barker (* 1951), neuseeländischer Politiker, siehe Rick Barker
- Richard Clark Barkley (1932–2015), US-amerikanischer Diplomat und letzter Botschafter der USA in der DDR
- Richard E. Barlow (Richard Eugene Barlow; * 1931), amerikanischer Mathematiker und Hochschullehrer
- Richard Gorton Barlow (1851–1919), englischer Cricketspieler, siehe Dick Barlow
- Richard Barnes (* 1944), englischer Sänger
- Richard Barnfield (1574–1620), englischer Dichter
- Richard Baron (1847–1907), britischer Missionar, Botaniker und Geologe auf Madagaskar
- Richard Barrer (1910–1996), neuseeländischer Chemiker
- Richard Barrett (1807–1847), englisch-neuseeländischer Händler, siehe Dicky Barrett
- Richard Barrett (1933–2006), US-amerikanischer Musiker und Produzent
- Richard Barrett (* 1959), britischer Komponist
- Richard Boyd Barrett (* 1968), irischer Politiker
- Richard Barrutia (1925–1999), US-amerikanischer Romanist, Hispanist, Lusitanist und Fremdsprachendidaktiker baskischer Herkunft
- Richard Barry (1919–2013), irischer Politiker
- Richard Francis Dennis Barry III (* 1944), US-amerikanischer Basketballspieler, siehe Rick Barry
- Richard Bars (1890–1987), deutscher Librettist und Textdichter
- Richard Aaron Barshay (* 1983), US-amerikanischer Jazzmusiker, siehe Richie Barshay
- Richard Barth (1883–nach 1946), deutscher Pädagoge und Hochschullehrer
- Richard Barthelmess (1895–1963), US-amerikanischer Schauspieler
- Richard Bartholdt (1855–1932), US-amerikanischer Politiker deutscher Herkunft
- Richard Bartle (* 1960), britischer Autor, Erforscher von Computerspielen und Professor für Computerspieldesign
- Richard Bärtling (1878–1936), deutscher Geologe
- Richard Bartlsperger (* 1936), deutscher Jurist
- Richard Bartmuß (1859–1910), deutscher Komponist und Organist
- Richard W. Barton (1800–1859), US-amerikanischer Politiker
- Richard Bartsch (* 1959), deutscher Politiker
- Richard Bartz (1880–1955), deutscher Schriftsteller und Heimatdichter
- Richard Bartz (* 1972), deutscher Musikproduzent
- Richard James Barwegan (1925–1966), US-amerikanischer American-Football-Spieler, siehe Dick Barwegan
- Richard Bärwinkel (1840–1911), deutscher Theologe und Pfarrer
- Richard Basehart (1914–1984), US-amerikanischer Schauspieler
- Richard Bass (1929–2015), US-amerikanischer Unternehmer und Bergsteiger, siehe Dick Bass
- Richard Lee Bass (1937–2006), US-amerikanischer Footballspieler, siehe Dick Bass
- Richard Bassett (1745–1815), US-amerikanischer Jurist und Politiker, Gouverneur von Delaware
- Richard Carlos Bates (* 1946), US-amerikanischer Schauspieler, siehe R. C. Bates
- Richard Bathurst (1722/23–1762), englischer Arzt und Schriftsteller
- Richard Batka (1868–1922), österreichischer Musikwissenschaftler, -kritiker und Librettist
- Richard Batterham (1936–2021), britischer Keramiker
- Richard Batz (1894–1965), deutscher Architekt und Politiker
- Richard Bauckham (* 1946), britischer Theologe
- Richard Bauer (1875–1935), deutscher Architekt
- Richard Bauer (1898–1962), deutscher Luftfahrtingenieur
- Richard Bauer (* 1943), deutscher Historiker und Archivar
- Richard Baugh (1864–1929), englischer Fußballspieler, siehe Dickie Baugh
- Richard Baum (1902–2000), deutscher Musikwissenschaftler und -historiker
- Richard Baum (* 1937), deutscher Romanist, Mediävist und Sprachwissenschaftler
- Richard Baumann (1899–1997), deutscher Theologe und Autor
- Richard Baumann (1921–2009), deutscher Mathematiker
- Richard Baumann, deutscher Skeletonpilot
- Richard Bäumlin (1927–2022), Schweizer Rechtswissenschaftler und Politiker
- Richard Bausch (1869–1947), deutscher Unternehmer
- Richard Baxter (1615–1691), englischer Pfarrer und Erbauungsschriftsteller
- Richard Reeve Baxter (1921–1980), US-amerikanischer Jurist und Richter am Internationalen Gerichtshof
- Richard H. Bayard (1796–1868), US-amerikanischer Politiker
- Richard Bayer (1883–1972), deutscher Industrieller
- Richard Bayer (1907–1989), österreichischer Physiologe und Gynäkologe
- Richard Bayha (1929–1993), deutscher Politiker
- Richard Lee Turberville Beale (1819–1893), US-amerikanischer Jurist, Politiker und Offizier
- Richard Beals (* 1938), US-amerikanischer Mathematiker
- Richard Bean, australischer Mathematiker und Kryptoanalytiker
- Richard Beato (* 1962), US-amerikanischer Musiker, Songwriter, Tontechniker, Plattenproduzent und YouTuber, siehe Rick Beato
- Richard Beck (1834–nach 1874), deutscher Politiker
- Richard von Beck (1851–1909), preußischer Generalleutnant
- Richard Beck (1858–1919), deutscher Geologe und Hochschullehrer
- Richard Becker (1884–1969), deutscher Politiker
- Richard Becker (1887–1955), deutscher Physiker
- Richard Becker (* 1926), deutscher Journalist
- Richard Becker (* 1991), deutscher Tennisspieler
- Richard Brydges Beechey (1808–1895), britischer Maler und Admiral der Royal Navy
- Richard Beeching (1913–1985), britischer Physiker und Ingenieur
- Richard Beek, Filmproduzent
- Richard Beek (1924–2007), deutscher Schauspieler
- Richard R. Beeman (1942–2016), US-amerikanischer Historiker
- Richard Beer (1897–?), österreichischer Fußballspieler
- Richard Beer-Hofmann (1866–1945), österreichischer Romancier, Dramatiker und Lyriker
- Richard Beesly (1907–1965), britischer Ruderer
- Richard Beez (1827–1902), deutscher Lehrer und Mathematiker
- Richard Beggs (* 1942), US-amerikanischer Tongestalter und Tontechniker
- Richard Behn (1886–1974), deutscher Rechtsanwalt und Politiker
- Richard Behrend (1889–1956), deutscher Diplomat
- Richard Fritz Behrendt (1908–1972), deutscher Soziologe
- Richard Beilfuss (* 1965), US-amerikanischer Hydrologe, Naturschützer und Ökologe
- Richard Beilharz (1932–1997), deutscher Romanist, Konzertsänger und Hochschullehrer
- Richard Bein (1920–2003), deutscher Nachrichtendienstler und MfS-Hauptabteilungsleiter
- Richard Alan Beirach (* 1947), US-amerikanischer Jazzpianist und -komponist, siehe Richie Beirach
- Richard Beissel von Gymnich (1802–1879), deutscher Verwaltungsbeamter, Rittergutsbesitzer und Hofbeamter
- Richard Beitl (1900–1982), österreichischer Volkskundler und Autor
- Richard Beitzen (1882–1918), deutscher Marineoffizier
- Richard Belcredi (1823–1902), österreichischer Politiker und Beamter
- Richard Béliveau (* 1953), kanadischer Molekularbiologe und Mediziner
- Richard Bell (1859–1930), britischer Gewerkschafter und Politiker
- Richard Bell (1876–1952), britischer Arabist
- Richard Bell (1915–1962), schottischer Fußballspieler, siehe Dick Bell
- Richard Bell (* 1953), Maler der australischen Aborigines
- Richard Albert Bell (1913–1988), kanadischer Politiker
- Richard Bellingham (1591/92–1672), englischer Rechtsanwalt, Gouverneur der Massachusetts Bay Colony
- Richard Bellis (* 1946), US-amerikanischer Komponist und Kinderdarsteller
- Richard Bellman (1920–1984), US-amerikanischer Mathematiker, Erfinder der Dynamischen Programmierung
- Richard von Below (1833–1875), deutscher Gutsbesitzer und Politiker
- Richard von Below (1879–1925), deutscher Maler und Illustrator
- Richard Claude Belt (1851–1920), britischer Bildhauer
- Richard Belzer (1944–2023), US-amerikanischer Komiker und Schauspieler
- Richard Benaud (1930–2015), australischer Cricketspieler und Sportkommentator, siehe Richie Benaud
- Richard Benedict (1920–1984), italienisch-amerikanischer Schauspieler und Regisseur
- Richard Benjamin (* 1938), US-amerikanischer Schauspieler und Regisseur
- Richard Benkin, amerikanischer Menschenrechtsaktivist, Journalist, Schriftsteller und Dozent
- Richard Bennett (1870–1944), US-amerikanischer Schauspieler
- Richard Bennett (* 1932), Segler aus Trinidad und Tobago
- Richard Bennett (* 1938), italienischer Pornofilmregisseur, siehe Antonio D’Agostino
- Richard Bennett (* 1951), US-amerikanischer Gitarrist
- Richard Bennett (* vor 1985), neuseeländischer Jurist und Menschenrechtsexperte
- Richard Bedford Bennett (1870–1947), kanadischer Politiker
- Richard Rodney Bennett (1936–2012), britischer Pianist und Komponist
- Richard Bensinger (1844–1891), badischer Verwaltungsbeamter
- Richard Bentley (1662–1742), englischer klassischer Philologe und Textkritiker
- Richard Benyon (* 1960), britischer Politiker
- Richard Benz (1874–1955), deutscher Industrieller und Automobilrennfahrer
- Richard Benz (1884–1966), deutscher Germanist, Kulturhistoriker und Schriftsteller
- Richard Benzing (1892–1947), deutscher Mediziner
- Richard Berczeller (1902–1994), österreichischer Arzt, Autor und Filmschauspieler
- Richard von Berendt (1833–1900), deutscher Generalmajor
- Richard von Berendt (1865–1953), deutscher General der Artillerie
- Richard Beresford (1755–1803), US-amerikanischer Jurist, Offizier in der Kontinentalarmee und Politiker der Province of South Carolina
- Richard Alan Berg (* 1959), US-amerikanischer Politiker, siehe Rick Berg
- Richard Berger (1885–1938), österreichischer Ingenieur
- Richard Berger (1900–1948), deutscher Heimatforscher
- Richard Berger (1923–1998), deutscher Maler, Holzschneider und Graphiker
- Richard Bergh (1858–1919), schwedischer Künstler
- Richard Alexandrowitsch Bergholz (1865–1920), russischer Maler
- Richard von Bergmann (1819–1877), deutscher Generalleutnant
- Richard Bergmann (1821–1870), deutscher Epigraphiker und Lehrer
- Richard Bergmann (1919–1970), österreichisch-englischer Tischtennisspieler
- Richard Bergner, deutscher Unternehmer, Gründer der RIBE-Gruppe
- Richard Béringuier (1854–1916), deutscher Amtsrichter
- Richard Alan Berk (1939–2014), US-amerikanischer Jazz-Schlagzeuger, siehe Dick Berk
- Richard L. Berkowitz, US-amerikanischer Gynäkologe
- Richard Keith Berman (* 1945), US-amerikanischer Fernsehproduzent und Drehbuchautor, siehe Rick Berman
- Richard Bermann (1941–2025), Vorstandsvorsitzender der Synagogengemeinde Saar und Mitglied des Direktorium des Zentralrats der Juden in Deutschland
- Richard Arnold Bermann (1883–1939), österreichischer Journalist und Reiseschriftsteller
- Richard Bernabe, amerikanischer Fotograf
- Richard Bernaschek (1888–1945), österreichischer Politiker und Widerstandskämpfer
- Richard Berndl (1875–1955), deutscher Architekt, Kunstgewerbler und Hochschullehrer
- Richard Bernheimer (1907–1958), deutscher Kunsthistoriker
- Richard Bernstein (* 20. Jh.), Tontechniker, siehe Dick Bernstein
- Richard Barry Bernstein (1923–1990), US-amerikanischer Chemiker
- Richard Douglas Berrington (* 1987), schottischer Cricketspieler, siehe Richie Berrington
- Richard Berry (1935–1997), US-amerikanischer Sänger und Songwriter
- Richard Berry (* 1950), französischer Schauspieler, Sänger und Regisseur
- Richard Berthold (1927–2007), deutscher Manager, Finanzvorstand bei der Audi AG
- Richard Bertie, 14. Earl of Lindsey (* 1931), britischer Peer und Politiker
- Richard Bertram (1904–1979), deutscher Reedereikaufmann und Direktor vom Norddeutschen Lloyd
- Richard Bessel (* 1948), US-amerikanischer Historiker
- Richard Best (1933–2014), britischer Diplomat
- Richard Best, Baron Best (* 1945), britischer Peer
- Richard A. Beth (1906–1999), US-amerikanischer Physiker
- Richard Bethell, 1. Baron Westbury (1800–1873), britischer Jurist und Politiker
- Richard Bethge, deutscher Unternehmer, Gründer der Uhrenmanufaktur Richard Bethge
- Richard Bett (* 1957), britisch-US-amerikanischer Philosoph und Philosophiehistoriker
- Richard Beyer (* 1958), deutscher Musiktheoretiker, Musikwissenschaftler und Hochschullehrer
- Richard Beymer (* 1938), US-amerikanischer Schauspieler und Filmemacher
- Richard von Bibra (1862–1909), deutscher Verwaltungsjurist
- Richard Biddle (1796–1847), US-amerikanischer Politiker
- Richard Biebl (1908–1974), österreichischer Botaniker und Pflanzenphysiologe
- Richard Biedermann (1843–1880), deutscher Agrikulturchemiker
- Richard Biedermann-Imhoof (1865–1926), deutsch-schweizerischer Privatgelehrter, Ornithologe und Zoologe
- Richard Biedrzynski (1901–1969), deutscher Journalist und Schriftsteller
- Richard Fran Biegenwald (1940–2008), US-amerikanischer Serienmörder
- Richard Bielenberg (1871–1929), deutscher Architekt
- Richard Bieling (1888–1967), deutscher Mediziner
- Richard Bienert (1881–1949), tschechoslowakischer Politiker
- Richard Bienert (* 1900; † nicht ermittelt), deutscher Kommunalpolitiker
- Richard von Bienerth-Schmerling (1863–1918), österreichischer Beamter, Politiker und Ministerpräsident
- Richard Biggs (1960–2004), US-amerikanischer Schauspieler
- Richard B. Bilder (1927–2025), US-amerikanischer Jurist
- Richard Billinger (1890–1965), österreichischer Schriftsteller
- Richard Billingham (fl 1344 bis 1361), englischer Philosoph, Theologe und Logiker.
- Richard Billingham (* 1970), englischer Fotograf und Künstler, Filmregisseur und Hochschuldozent
- Richard Bing (1909–2010), deutsch-amerikanischer Kardiologe
- Richard John Bingham, 7. Earl of Lucan (* 1934; verschollen seit 1974), britischer Adliger
- Richard P. Binzel (* 1958), US-amerikanischer Astronom
- Richard E. Birch (1913–2004), kanadischer Badmintonspieler, siehe Dick Birch
- Richard Ely Bird (1878–1955), US-amerikanischer Politiker
- Richard Biringer (1877–1947), deutscher Zeichner, Maler und Bildhauer
- Richard Birkefeld (* 1951), deutscher Schriftsteller
- Richard Birkeland (1879–1928), norwegischer Mathematiker
- Richard Birnstengel (1881–1968), deutscher Maler
- Richard Birthler (1914–1991), deutscher Ingenieur und Forscher
- Richard M. Bishop (1812–1893), US-amerikanischer Politiker
- Richard Bisschop (1849–1926), niederländischer Maler, Zeichner und Aquarellist
- Richard Bitalis (* 1946), französischer Karambolagespieler
- Richard Bittmann (1895–um 1944), deutscher römisch-katholischer Steuerberater und Märtyrer
- Richard Biwa (* 1982), namibischer Fußballspieler
- Richard Björklund (1897–1974), schwedischer Maler
- Richard Blaas (1913–2004), österreichischer Historiker und Archivar
- Richard Blackburn Black (1902–1992), US-amerikanischer Polarforscher
- Richard H. Black (* 1944), US-amerikanischer Politiker
- Richard Hugh Blackmore (* 1945), britischer Musiker, siehe Ritchie Blackmore
- Richard E. Blackwelder (1909–2001), US-amerikanischer Entomologe
- Richard Blackwell (eigentlich Richard Sylvan Seltzer; 1922–2008), US-amerikanischer Modekritiker
- Richard Blahut (* 1937), US-amerikanischer Informatiker
- Richard von Blanckenburg (1854–1926), preußischer Rittergutsbesitzer und Politiker
- Richard Blanco (* 1968), US-amerikanischer Lyriker kubanischer Abstammung
- Richard Bland (1710–1776), US-amerikanischer Politiker
- Richard P. Bland (1835–1899), US-amerikanischer Politiker
- Richard Blank (1939–2022), deutscher Regisseur und Autor
- Richard Blankenburg (1891–1955), deutscher Landschaftsmaler
- Richard Blankenhorn (1886–1968), deutscher Politiker, Kreisleiter von Ehingen
- Richard Blanshard (1817–1894), britischer Rechtsanwalt
- Richard Blasius (1885–1968), deutscher Schriftsteller
- Richard Blatter (* 1969), Schweizer Singer-Songwriter, siehe El Ritschi
- Richard Miles Blau (* 1943), US-amerikanischer Fotograf und Professor, siehe Dick Blau
- Richard Blendeman (1921–2004), belgischer Radrennfahrer
- Richard Bletschacher (* 1936), deutscher Dramaturg und Autor
- Richard Blezinger (1847–1928), deutscher Fossiliensammler und Apotheker
- Richard Blick (* 1940), US-amerikanischer Schwimmer
- Richard Bligh, australischer Schauspieler
- Richard Bloomfield (* 1983), britischer Tennisspieler
- Richard Bloos (1878–1957), deutscher Maler und Radierer
- Richard Bluff, Spezialeffektkünstler
- Richard Blumberg (1856–1905), deutscher Architekt
- Richard Blumenfeld (1863–1943), deutscher Unternehmer
- Richard Blumenthal (* 1946), US-amerikanischer Jurist und Politiker
- Richard Blystone (1936–2018), US-amerikanischer Journalist
- Richard Bláha (* 1973), tschechischer Komponist, Sound Designer und Autor
- Richard Bläß (1888–1969), deutscher Kommunist
- Richard Derek Blight (1955–2005), kanadischer Eishockeyspieler, siehe Rick Blight
- Richard Blömer (* 1944), deutscher Politiker
- Richard W. Blue (1841–1907), US-amerikanischer Politiker
- Richard W. Blundell (* 1952), britischer Ökonom
- Richard Bochalli (1878–1966), deutscher Mediziner und Medizinhistoriker
- Richard Bock (1927–1988), US-amerikanischer Jazz-Produzent, Gründer von Pacific Jazz Records
- Richard Boczkowski (* 1953), deutscher Handballspieler
- Richard Body (1927–2018), britischer Rechtsanwalt und Politiker
- Richard Bodéüs (* 1948), belgisch-kanadischer Philosophiehistoriker
- Richard Boeckh (1824–1907), deutscher Statistiker
- Richard Boelke (1868–1943), deutscher Politiker, Mitglied der Bremischen Bürgerschaft
- Richard Bogosian (* 1937), US-amerikanischer Diplomat
- Richard Böhm (1854–1884), deutscher Zoologe, Anatom und Entdecker
- Richard Theodor Böhme (1808–1898), deutscher Lehrer und Schulrektor
- Richard Bohn (1849–1898), deutscher Bauforscher
- Richard Bohringer (* 1942), französischer Schauspieler
- Richard Böklen (1861–1934), deutscher Architekt, württembergischer Baubeamter und Hochschullehrer
- Richard Boleslawski (1889–1937), polnischer Schauspieler und Filmregisseur
- Richard Boljahn (1912–1992), deutscher Politiker
- Richard Nelson Bolles (1927–2017), US-amerikanischer Pastor und Sachbuchautor
- Richard Bollig (1887–1964), deutscher Politiker und Oberbürgermeister
- Richard Walker Bolling (1916–1991), US-amerikanischer Politiker
- Richard Bolt (1911–2002), US-amerikanischer Physiker
- Richard Bolz (* 1947), deutscher General
- Richard Bömke (1846–1907), deutscher Kaufmann, Kommerzienrat und Stadtverordneter der Stadt Essen
- Richard Bona (* 1967), kamerunischer Jazz-Bassist, Gitarrist und Sänger
- Richard Bond (1939–2011), britischer Automobilrennfahrer
- Richard Ira Bong (1920–1945), US-amerikanischer Jagdflieger
- Richard Böninger (1874–1944), deutscher Jurist und Politiker
- Richard Bonynge (* 1930), australischer Dirigent
- Richard R. Boon (1878–1961), kanadischer Eishockeyspieler, siehe Dickie Boon
- Richard Boone (1917–1981), US-amerikanischer Schauspieler
- Richard Boone (1930–1999), US-amerikanischer Jazzmusiker
- Richard Borcherds (* 1959), britisch-US-amerikanischer Mathematiker
- Richard Borek (1874–1947), deutscher Briefmarkenhändler, Drucker, Kaufmann und Verleger
- Richard Borg (* 1948), US-amerikanischer Spieleautor
- Richard Lucien Borg (1957–2013), deutscher Geschäftsmann, Kommunalpolitiker und Vorsitzender der Synagogengemeinde Saar
- Richard Borgmann (1909–1966), deutscher Politiker
- Richard Bornheim (1885–nach 1950), deutscher Verwaltungsbeamter, Bürgermeister und Landrat
- Richard Börnstein (1852–1913), deutscher Physiker und Meteorologe
- Richard Borowski (1894–1956), deutscher Bergmann und Politiker
- Richard Borrmann (1852–1931), deutscher Bauforscher und Bauhistoriker
- Richard Borrmeister (1876–1938), deutscher Genre- und Silhouettenmaler
- Richard Bösch (* 1942), österreichischer Maler
- Richard Bosshard (* 1935), Schweizer Radsportler
- Richard James Boon Bosworth (* 1943), australischer Historiker
- Richard von Bothmer (1890–1945), deutscher Generalmajor
- Richard Bott (1902–1974), deutscher Zoologe
- Richard Böttger (1873–1957), deutscher Politiker
- Richard von Bötticher (1855–1934), preußischer Landrat, Regierungspräsident von Osnabrück
- Richard Bottler (1903–1985), deutscher Diplomat
- Richard Boucher (1951–2025), US-amerikanischer Diplomat
- Richard Bourke (1777–1855), Gouverneur von New South Wales in Australien
- Richard Bourke, 6. Earl of Mayo (1822–1872), britischer Adliger, Politiker und Staatsmann
- Richard Bowes (1944–2023), US-amerikanischer Autor von Science-Fiction und Fantasy
- Richard Bowie (1807–1881), US-amerikanischer Jurist und Politiker
- Richard Gary Bowness (* 1955), kanadischer Eishockeyspieler und -trainer, siehe Rick Bowness
- Richard Boyd (1942–2021), US-amerikanischer Philosoph und Wissenschaftstheoretiker
- Richard Lewis Boyer (* 1943), US-amerikanischer Schriftsteller, siehe Rick Boyer
- Richard Boyle, 2. Earl of Cork (1612–1698), angloirischer Adeliger
- Richard Boyle, 3. Earl of Burlington (1694–1753), englischer Architekt
- Richard Boyle, 9. Earl of Shannon (1924–2013), britischer Politiker
- Richard Boyle (1942–2016), US-amerikanischer Fotojournalist, siehe Rick Boyle
- Richard Hill Boyle (1869–1947), schottischer Fußballspieler, siehe Dickie Boyle
- Richard C. Bozzuto, US-amerikanischer Politiker
- Richard Braak (* 1938), deutscher Politiker
- Richard Brabec (* 1966), tschechischer Politiker
- Richard Gordon Ernst Helmut von Bracken (* 1964), deutscher Jazz- und Unterhaltungsmusiker, siehe Rick von Bracken
- Richard Brademann (1884–1965), deutscher Architekt und Baubeamter
- Richard Bradford (1934–2016), US-amerikanischer Schauspieler
- Richard Bradley (1688?–1732), britischer Botaniker
- Richard Bradley (* 1946), britischer Archäologe
- Richard Bradley (* 1991), britisch-singapurischer Automobilrennfahrer
- Richard Bevan Braithwaite (1900–1990), britischer Philosoph und Wissenschaftstheoretiker
- Richard Brake (* 1964), britisch-US-amerikanischer Schauspieler
- Richard Brancart (1922–1990), belgischer Mittelstreckenläufer
- Richard Brancatisano (* 1983), australischer Fernseh-Darsteller und Musiker
- Richard Branson (* 1950), britischer Unternehmer und Ballonfahrer
- Richard Brathwaite (1588–1673), englischer Autor
- Richard Bratusch (1861–1949), österreichischer Richter und Politiker
- Richard Brauer (1901–1977), deutsch-amerikanischer Mathematiker
- Richard Braungart (1839–1916), deutscher Agronom
- Richard Braungart (1872–1963), deutscher Schriftsteller und Kunstkritiker
- Richard Brausewetter (1866–1916), deutscher Offizier und Schriftsteller
- Richard Bräutigam (1891–?), deutscher Archivar und Heimatforscher
- Richard Brautigan (1935–1984), US-amerikanischer Schriftsteller
- Richard Brawn (um 1670–1740), englisch-russischer Schiffbauer
- Richard C. Breeden (* 1949), US-amerikanischer Rechtsanwalt, Politiker und Manager
- Richard L. Breen (1918–1967), US-amerikanischer Drehbuchautor und Filmregisseur
- Richard Brehme (1826–1887), deutscher Arzt und Politiker
- Richard Breitenfeld (1869–1942), deutsch-österreichischer Opernsänger (Bariton)
- Richard Breitengraser (* 1981), deutscher Moderator, Journalist und Redakteur
- Richard Breiting (1882–1937), deutscher Journalist
- Richard Breitman (* 1947), US-amerikanischer Historiker
- Richard Bremer (1900–1971), deutscher Agrar-Journalist
- Richard Bremmer (* 1953), britischer Schauspieler
- Richard Brend’amour (1831–1915), deutscher Xylograf und Verleger, Holzschnitt-Pionier
- Richard Brenner (1833–1874), deutscher Afrikaforscher
- Richard Brennig (1897–1978), deutscher Politiker
- Richard Brent (1757–1814), US-amerikanischer Politiker
- Richard P. Brent (* 1946), australischer Mathematiker und Informatiker
- Richard Breslau (1835–1897), deutscher Politiker, Oberbürgermeister von Erfurt
- Richard Breuer (1865–1945), österreichischer Zahnarzt und Obermedizinalrat in Wien
- Richard Breutner (* 1979), deutscher Florettfechter
- Richard George Brewer (1928–2012), US-amerikanischer Physiker
- Richard Breyer (1917–1999), deutscher Historiker
- Richard Brick (1945–2014), US-amerikanischer Filmemacher und Hochschullehrer
- Richard Briers (1934–2013), britischer Schauspieler
- Richard Bright (1789–1858), englischer Arzt, Pathologe und Nephrologe
- Richard Bright (1937–2006), US-amerikanischer Schauspieler
- Richard Briginshaw, Baron Briginshaw (1908–1992), britischer Gewerkschaftsfunktionär
- Richard Brinkmann (1921–2002), deutscher Germanist
- Richard W. Brislin (* 1945), US-amerikanischer Psychologe und Kommunikationsforscher
- Richard Brix (1831–1895), preußischer Oberst und Militärschriftsteller
- Richard Broadbent (* 1953), britischer Geschäftsmann, Vorsitzender von Tesco
- Richard Brodersen (1793–1830), deutscher Klassischer Philologe und Pädagoge
- Richard Brodersen (1880–1968), deutscher Architekt
- Richard Brodeur (* 1952), kanadischer Eishockeytorwart
- Richard Brodhead (1811–1863), US-amerikanischer Politiker
- Richard Brody (* 1957 oder 1958), amerikanischer Filmkritiker
- Richard Brome (um 1590–1652), englischer Dramatiker und Schauspieler
- Richard Kendall Brooke (1930–1996), südafrikanischer Ornithologe
- Richard Brooker (1954–2013), britischer Stuntman, Trapezkünstler, Schauspieler, Regisseur, Produzent und Unternehmer
- Richard Brooks (1912–1992), US-amerikanischer Drehbuchautor, Regisseur und Produzent
- Richard Brooks (* 1956), US-amerikanischer Basketballtrainer, siehe Rick Brooks
- Richard Brooks (* 1962), US-amerikanischer Schauspieler
- Richard Brosche (1884–1965), deutsch-böhmischer Architekt
- Richard Brosi (1931–2009), Schweizer Architekt
- Richard Brothers (1757–1824), britischer Marineoffizier, Begründer des Anglo-Israelismus
- Richard Brousek (1931–2015), österreichischer Fußballspieler
- Richard Brown (1813–1885), US-amerikanischer Lotse und Kapitän
- Richard C. Brown (1939–2004), US-amerikanischer Diplomat
- Richard Brown (* 1944), US-amerikanischer Saxophonist, siehe Ari Brown
- Richard Arthur Allan Browne (1917–1989), US-amerikanischer Comiczeichner, siehe Dik Browne
- Richard Brox (* 1964), deutscher Autor und Aktivist
- Richard A. Brualdi (* 1939), US-amerikanischer Mathematiker
- Richard Bruck (1914–1991), US-amerikanischer Mathematiker
- Richard Bruhn (1886–1964), deutscher Manager in der Automobilindustrie
- Richard Kenneth Brummitt (1937–2013), britischer Botaniker
- Richard François Philippe Brunck (1729–1803), Straßburger Altphilologe
- Richard Brunner (1900–1990), österreichischer Chemiker und Brauwissenschaftler
- Richard J. Brunner (* 1933), deutscher Linguist und Philologe
- Richard Bruno (1924–2012), US-amerikanischer Kostümbildner und Kostümberater
- Richard Brunsich von Brun (1870–1964), deutscher Bibliothekar und sächsischer Hofrat
- Richard Henry Brunton (1841–1901), schottischer Ingenieur
- Richard Bruton (* 1953), irischer Politiker
- Richard Jens Ernst von Bruun-Neergaard (1822–1866), deutscher Politiker
- Richard Bryan (* 1937), US-amerikanischer Politiker
- Richard Bryce (1929–1971), britischer Sänger, siehe Dickie Valentine
- Richard Bucher (1955–2012), Schweizer Eishockeytorwart
- Richard Buchhorn (1896–1985), deutscher Politiker, Abgeordneter des Braunschweigischen Landtags
- Richard Buchmayer (1856–1934), deutscher Pianist und Musikhistoriker
- Richard Büchner (1897–1941), deutscher Politiker
- Richard Büchner (1899–1984), deutsch-schweizerischer Nationalökonom und Finanzwissenschaftler
- Richard Büchner (1908–1929), deutscher Schachkomponist
- Richard Buchta (1845–1894), österreichischer Afrikaforscher, Buchautor und Fotograf
- Richard Buck (* 1986), britischer Sprinter
- Richard Maurice Bucke (1837–1902), kanadischer Psychiater
- Richard Buckley (1948–2021), US-amerikanischer Modejournalist
- Richard Aylett Buckner (1763–1847), US-amerikanischer Politiker
- Richard Budgett (* 1959), britischer Ruderer und Arzt
- Richard Carl Buek (1929–1957), US-amerikanischer alpiner Skirennläufer, siehe Dick Buek
- Richard Thomas Buerkle (1947–2020), US-amerikanischer Langstreckenläufer, siehe Dick Buerkle
- Richard Buerstenbinder (1840–1894), deutscher Agrarwissenschaftler
- Richard Bugdalle (1907–1982), deutscher SS-Hauptscharführer
- Richard Bühler (1879–1967), Schweizer Textilfabrikant, Kunstsammler und Mäzen
- Richard Bühler (1915–1959), Schweizer Skispringer
- Richard Bulheller (* 1942), deutscher Brigadegeneral
- Richard Bull (1924–2014), US-amerikanischer Schauspieler
- Richard Bull (* 1946), australischer Journalist und Politiker
- Richard Bulliet (* 1940), US-amerikanischer Islamwissenschaftler und Professor für Geschichte
- Richard Bünemann (1920–2009), deutscher Politiker, Politikwissenschaftler und Historiker
- Richard Bunge (1870–1938), deutscher Chirurg und Hochschullehrer
- Richard Burbage (1567–1619), englischer Schauspieler und Theaterbesitzer
- Richard Burckardt (1901–1981), deutscher Unternehmer und Politiker
- Richard James Burgess, britischer Musikproduzent und Schlagzeuger
- Richard W. Burgess, kanadischer Althistoriker
- Richard Burgi (* 1958), US-amerikanischer Schauspieler
- Richard Burian (1871–1954), österreichischer Physiologe
- Richard Bürk (1851–1934), deutscher Erfinder, Unternehmer und Politiker
- Richard Burkart (1931–2023), US-amerikanischer Jazzmusiker und Hochschullehrer
- Richard K. H. Burkart (* 1950), deutscher Bildender Künstler
- Richard Burke (1932–2016), irischer Politiker und Europäischer Kommissar
- Richard Anthony Burke (* 1949), irischer Geistlicher, Erzbischof von Benin City
- Richard Paul Burkhardt-Untermhaus (1883–1963), deutscher Landschaftsmaler und Grafiker
- Richard Alan Burks (1960–1989), US-amerikanischer Schauspieler, siehe Rick Burks
- Richard Voyles Burks (1913–1997), US-amerikanischer Osteuropahistoriker
- Richard Burmeister (1860–1944), deutscher Pianist, Komponist und Musikpädagoge
- Richard Burnell (1917–1995), britischer Ruderer
- Richard Burnett (* 1967), walisischer Dartspieler, siehe Richie Burnett
- Richard Burnier (1826–1884), niederländischer Landschaftsmaler
- Richard Burns (1971–2005), britischer Rallyefahrer
- Richard Burr (* 1955), US-amerikanischer Politiker
- Richard M. Burr (* 1964), australischer Generalleutnant; Generalstabschef des australischen Heeres
- Richard Burt (* 1947), US-amerikanischer Diplomat
- Richard Burthogge (1637/38–1705), englischer Arzt, Friedensrichter und Philosoph
- Richard Burton (1925–1984), britischer Schauspieler
- Richard Edmund Clerke Burton (1938–2008), britischer Lebemann, Unternehmer und Automobilrennfahrer
- Richard Francis Burton (1821–1890), britischer Forschungsreisender, Übersetzer, Orientalist
- Richard Busch (1902–1967), deutscher Dialogbuchautor, Dialogregisseur, Drehbuchautor, Liedtexter und Regisseur
- Richard Henry Bush (1931–1997), britischer Kameramann, siehe Dick Bush
- Richard Bushman (* 1931), US-amerikanischer Historiker
- Richard Bussmann (* 1975), deutscher Ägyptologe
- Richard Butkus (1942–2023), US-amerikanischer American-Football-Spieler, siehe Dick Butkus
- Richard Butler (1870–1935), britischer General
- Richard Butler (* 1942), australischer Diplomat und Gouverneur von Tasmanien
- Richard Butler (* 1956), britischer Musiker
- Richard Austen Butler, Baron Butler of Saffron Walden (1902–1982), britischer Politiker, siehe Rab Butler
- Richard Layton Butler (1885–1966), australischer Wirtschaftsmanager und Politiker
- Richard von Buttlar († 1466), Großprior
- Richard Büttner (1858–1927), deutscher Botaniker
- Richard Button (1929–2025), US-amerikanischer Eiskunstläufer
- Richard M. Buxbaum (* 1930), deutsch-amerikanischer Rechtswissenschaftler
- Richard Buxton (1786–1865), britischer Schuhmacher und Amateurbotaniker
- Richard G. A. Buxton (* vor 1971), britischer Gräzist
- Richard Byrd (1892–1958), US-amerikanischer Leichtathlet
- Richard C. Byrd (um 1805–1854), US-amerikanischer Politiker
- Richard Evelyn Byrd (1888–1957), US-amerikanischer Polarforscher und Konteradmiral

#### C
- Richard Cabral (* 1984), US-amerikanischer Schauspieler
- Richard Caborn (* 1943), britischer Politiker
- Richard Caesar (* 1962), deutscher Filmregisseur, Drehbuchautor und Fotograf
- Richard Cain (1931–1973), US-amerikanischer Polizist und Mobster
- Richard H. Cain (1825–1887), US-amerikanischer Politiker
- Richard Calder (* 1956), britischer Science-Fiction-Autor
- Richard Caldicott (* 1962), englischer Fotograf
- Richard Calini (1882–1943), Schweizer Architekt und Politiker
- Richard Keith Call (1792–1862), US-amerikanischer Politiker
- Richard Calverley (1843–1919), Anglikanermönch, Gründer der südafrikanischen Stadt Umtata
- Richard Calwer (1868–1927), deutscher Nationalökonom, Statistiker und Politiker
- Richard Owen Cambridge (1717–1802), englischer Dichter, Gutsbesitzer und Historiker
- Richard Camenisch (1837–1904), Schweizer Anwalt und Politiker
- Richard Canal (* 1953), französischer Schriftsteller und Informatiker
- Richard Canary (* 1962), US-amerikanischer Mathematiker
- Richard Canaval (1855–1939), österreichischer Montanist und Geologe
- Richard S. Canby (1808–1895), US-amerikanischer Politiker
- Richard Cantillon (1680–1734), irischer Bankier
- Richard Capellmann (1904–1972), deutscher Opern-, Operetten- und Konzertsänger
- Richard Cappelle (1886–1954), deutscher Lehrer und Historiker
- Richard Carapaz (* 1993), ecuadorianischer Radrennfahrer
- Richard Carew (1555–1620), englischer Politiker und Schriftsteller
- Richard Carew, 1. Baronet (1579/1580–1643), englischer Adliger und Politiker
- Richard Carew (1641–1691), englischer Politiker
- Richard Carew Pole (1938–2024), britischer Adliger
- Richard Carey (* 1963), US-amerikanischer Schwimmer
- Richard Carle (1871–1941), US-amerikanischer Schauspieler und Theatermacher
- Richard Carlile (1790–1843), englischer Verleger
- Richard Preston Carlisle (* 1959), US-amerikanischer Basketballspieler und -trainer, siehe Rick Carlisle
- Richard Carlson (1912–1977), US-amerikanischer Schauspieler
- Richard Carlson (1961–2006), US-amerikanischer Autor und Psychologe
- Richard Carlton (um 1558–um 1638), englischer Priester und Komponist der Renaissance
- Richard Carlyle (1914–2009), kanadischer Schauspieler
- Richard Bennett Carmichael (1807–1884), US-amerikanischer Politiker
- Richard Carpenter (1929–2012), britischer Schriftsteller, Drehbuchautor und Schauspieler
- Richard Carpenter (* 1946), US-amerikanischer Musiker und Komponist, siehe Carpenters
- Richard Carr (1938–2025), englischer Unternehmer
- Richard Carrier (* 1969), US-amerikanischer Historiker und Philosoph
- Richard Christopher Carrington (1826–1875), englischer Astronom
- Richard Carrión (* 1952), puerto-ricanischer Finanzmanager und Sportfunktionär
- Richard Anton Nikolaus Carron du Val (1793–1846), deutscher Jurist und Bürgermeister von Augsburg
- Richard Carstensen (1906–1992), deutscher Pädagoge und Autor
- Richard Carter (1938/39–2022), australischer Squashspieler, siehe Dick Carter
- Richard Carter (* 1952), US-amerikanischer Szenenbildner, siehe Rick Carter
- Richard Carter (1953–2019), australischer Schauspieler
- A. Richard Carter, US-amerikanischer Automobilkonstrukteur, siehe Richard Carter Automobile Company
- Richard John Cartwright (1835–1912), kanadischer Politiker
- Richard Durant Cary (1916–1994), US-amerikanischer Jazztrompeter, siehe Dick Cary
- Richard Casey, Baron Casey (1890–1976), australischer Politiker
- Richard Cashin (* 1953), US-amerikanischer Ruderer
- Richard Cassels (1690–1751), deutscher Architekt
- Richard Cassirer (1868–1925), deutscher Neurologe
- Richard S. Castellano (1933–1988), US-amerikanischer Schauspieler
- Richard F. Casten (* 1941), US-amerikanischer Kernphysiker
- Richard Caswell (1729–1789), US-amerikanischer Politiker und Gouverneur von North Carolina
- Richard Caton (1842–1926), englischer Arzt und Physiologe
- Richard Causton, 1. Baron Southwark (1843–1929), britischer Politiker
- Richard Cavanaugh (* 1948), US-amerikanischer Rennrodler
- Richard E. Cavazos (1929–2017), US-amerikanischer Offizier, Generalleutnant der US-Army
- Richard Alva Cavett (* 1936), US-amerikanischer Talkshow-Moderator und Schauspieler, siehe Dick Cavett
- Richard Cecil (1495–1553), englischer Politiker
- Richard Cecil (1570–1633), englischer Politiker
- Richard Frank Celeste (* 1937), US-amerikanischer Politiker, Gouverneur von Ohio, siehe Dick Celeste
- Richard Čemus (* 1954), tschechischer römisch-katholischer Theologe
- Richard Centalonza (1945/46–2017), US-amerikanischer Jazzmusiker
- Richard Chamberlain (1934–2025), US-amerikanischer Schauspieler
- Richard Chamberlain (1952–2015), US-amerikanischer Musiker, siehe Rick Chamberlain
- Richard Chambers (* 1985), britischer Ruderer
- Richard Champernown (um 1558–1622), englischer Adliger und Politiker
- Richard Chancellor († 1556), englischer Seefahrer
- Richard Chandler (1737–1810), britischer Klassischer Archäologe und Antiquar
- Richard Chandler (* 1961), neuseeländischer Unternehmer
- Richard Chaney (* 1984), US-amerikanisch-puerto-ricanischer Basketballspieler
- Richard Chartier (* 1971), US-amerikanischer Klang- und Installationskünstler sowie Grafikdesigner
- Richard Chartres (* 1947), britischer Geistlicher, Bischof, Autor und Politiker
- Richard Trenton Chase (1950–1980), US-amerikanischer Serienmörder
- Richard Chasemore (* vor 1988), US-amerikanischer Illustrator und Zeichner
- Richard Chassot (* 1970), Schweizer Radrennfahrer
- Richard Chaves (* 1951), US-amerikanischer Schauspieler
- Richard Cheatham (1799–1845), US-amerikanischer Politiker
- Richard Cheese (eigentlich Mark Jonathan Davis; * 1965), US-amerikanischer Sänger
- Richard Chelimo (1972–2001), kenianischer Langstreckenläufer
- Richard Bruce Cheney (* 1941), US-amerikanischer Politiker, siehe Dick Cheney
- Richard Chepkwony (* 1983), kenianischer Marathonläufer
- Richard Chevolleau (* 1966), jamaikanisch-kanadischer Schauspieler
- Richard Chew (* 1940), US-amerikanischer Filmeditor
- Richard Washburn Child (1881–1935), US-amerikanischer Diplomat und Schriftsteller
- Richard Childress (* 1945), US-amerikanischer NASCAR-Fahrer, Gründer von Richard Childress Racing
- Richard Vaughn Chinnick (* 1953), kanadischer Eishockeyspieler, siehe Rick Chinnick
- Richard Chiu (* 1991), US-amerikanischer Schauspieler und Filmschaffender
- Richard Christ (1931–2013), deutscher Schriftsteller und Publizist
- Richard M. Christensen (1932–2024), US-amerikanischer Ingenieur
- Richard Copley Christie (1830–1901), britischer Jurist, Historiker, Bibliophiler und Romanist
- Richard Chrysler (* 1942), US-amerikanischer Politiker, siehe Dick Chrysler
- Richard Church (1893–1972), britischer Schriftsteller
- Richard Chwedyk (* 1955), US-amerikanischer Science-Fiction-Autor
- Richard Ciamarra (* 1998), US-amerikanischer Tennisspieler
- Richard E. Ciezniak (1943–2013), US-amerikanisches Model, Bodybuilder und Pornodarsteller, siehe Rick Cassidy
- Richard Clabaugh (* 1960), US-amerikanischer Kameramann und Filmregisseur
- Richard C. Clark (1928–2023), US-amerikanischer Politiker
- Richard Wagstaff Clark (1929–2012), US-amerikanischer Fernsehmoderator, siehe Dick Clark
- Richard Clarke (* 1950), US-amerikanischer Sicherheitsberater
- Richard D. Clarke (* 1962), General der US-Army
- Richard Henry Clarke (1843–1906), US-amerikanischer Politiker
- Richard Lionel Clarke (* 1949), irischer Geistlicher, Erzbischof von Armagh
- Richard Claus (* 1950), deutscher Filmproduzent, Filmregisseur und Drehbuchautor
- Richard Clayderman (eigentlich Philippe Pagès; * 1953), französischer Pianist
- Richard Cleire (1900–1968), belgischer Ordensgeistlicher und römisch-katholischer Bischof von Kasongo
- Richard Cleve (* 1960), kanadischer Informatiker
- Richard Fitch Cleveland (1929–2002), US-amerikanischer Schwimmer, siehe Dick Cleveland
- Richard Clift (* 1933), britischer Diplomat
- Richard Clippinger (1913–1998), amerikanischer Informatiker
- Richard Clogg (* 1939), britischer Historiker und Neogräzist
- Richard Clothier (* 1966), britischer Theater- und Filmschauspieler
- Richard A. Cloward (1926–2001), US-amerikanischer Soziologe, Kriminologe und Bürgerrechtler
- Richard Clune (* 1987), kanadischer Eishockeyspieler
- Richard Cobb (1917–1996), englischer Historiker
- Richard Cobbing (* 1967), britischer Freestyle-Skier
- Richard Lee Cochran (* 1938), US-amerikanischer Diskuswerfer, siehe Dick Cochran
- Richard A. Cody (* 1950), General der US Army
- Richard Cobden (1804–1865), britischer Unternehmer und Politiker
- Richard Cocks (1566–1624), englischer Kaufmann
- Richard Codey (* 1946), US-amerikanischer Politiker
- Richard Nelson Coe (1923–1987), britischer Romanist und Literaturwissenschaftler
- Richard Cohen (* 1952), US-amerikanischer Psychotherapeut
- Richard M. Cohen (1948–2024), US-amerikanischer Journalist und Sachbuchautor
- Richard S. Cohen (1937–1998), US-amerikanischer Anwalt und Politiker
- Richard Scott Cohen (* 1960), US-amerikanischer Musiker, Komponist und Hochschullehrer
- Richard Cohn (1878–1959), deutscher Rechtsanwalt und Notar, Vorsitzender des jüdischen Frontkämpferbundes
- Richard Cohn-Vossen (* 1934), deutscher Regisseur und Drehbuchautor
- Richard Cohnheim (1843–1901), deutscher Kaufmann und Politiker
- Richard Coke (1829–1897), US-amerikanischer Jurist und Politiker
- Richard Coke junior (1790–1851), US-amerikanischer Politiker
- Richard  Phillip Colella, Jr. (* 1951), US-amerikanischer Schwimmer, siehe Rick Colella
- Richard Coles (* 1962), englischer Musiker, Geistlicher, Buchautor und Radiomoderator
- Richard Oliver Collin (* 1940), US-amerikanischer Schriftsteller und Hochschullehrer
- Richard Collins, Baron Collins (1842–1911), britischer Jurist
- Richard Harrison Collins (1924–2016), US-amerikanischer Jazzmusiker, siehe Dick Collins
- Richard J. Collins (1914–2013), US-amerikanischer Drehbuchautor und Fernsehproduzent
- Richard Collinson (1811–1883), englischer Marineoffizier und Polarforscher
- Richard Comeau (* 1960), kanadischer Filmeditor
- Richard Commey (* 1987), ghanaischer Boxer
- Richard Compton (* 1955), britischer Chemiker
- Richard Luke Concanen (1747–1810), irischer Geistlicher, Bischof von New York
- Richard Condie (* 1942), kanadischer Animator, Drehbuchautor, Regisseur und Filmproduzent
- Richard Condon (1915–1996), US-amerikanischer Schriftsteller
- Richard R. Conger (1921–2003), US-amerikanischer Fotograf
- Richard Congreve (1818–1899), britischer Historiker und Philosoph
- Richard Connaughton (* 1942), britischer Offizier und Sachbuchautor
- Richard Connell (1893–1949), US-amerikanischer Journalist und Autor
- Richard E. Connell (1857–1912), US-amerikanischer Politiker
- Richard Conte (1910–1975), US-amerikanischer Film- und Theaterschauspieler sowie Filmregisseur
- Richard Conner (1934–2019), US-amerikanischer Wasserspringer
- Richard von Conta (1821–1895), preußischer Generalmajor
- Richard von Conta (1856–1941), preußischer General der Infanterie
- Richard Cook (1957–2007), britischer Jazzjournalist und Autor
- Richard Cooke (1946–2023), britischer Archäologe
- Richard Cooke (* 1965), englischer Fußballspieler
- Richard B. Coolidge (1879–1957), US-amerikanischer Jurist und Politiker
- Richard M. Cooper (1768–1843), US-amerikanischer Politiker
- Richard Tennant Cooper (1885–1957), britischer Künstler
- Richard Coote, 1. Earl of Bellomont (1636 oder 1655–1701), Gouverneur der englischen Kolonien New York, New Hampshire und Massachusetts
- Richard Coray (1869–1946), Schweizer Zimmermeister und Gerüstbauer
- Richard Corben (1940–2020), US-amerikanischer Comic-Künstler
- Richard Corbett (* 1955), britischer Politiker
- Richard Cordery (* 1950), britischer Schauspieler
- Richard Cordray (* 1959), US-amerikanischer Politiker
- Richard Corkill (* 1951), britischer Politiker
- Richard Corliss (1944–2015), US-amerikanischer Filmkritiker und Autor
- Richard Cornwall-Legh, 6. Baron Grey of Codnor (* 1936), britischer Adliger und Politiker
- Richard von Corswant (1841–1904), deutscher Rittergutsbesitzer und Parlamentarier
- Richard Cortright (1929–2009), US-amerikanischer Radrennfahrer
- Richard Corts (1905–1974), deutscher Leichtathlet
- Richard von Corswant (1841–1904), deutscher Rittergutsbesitzer und Parlamentarier
- Richard Cosenz (1674–1735), englisch-russischer Schiffbauer
- Richard A. Cosier (* 1947), US-amerikanischer Wirtschaftswissenschaftler und Hochschullehrer
- Richard James Cosnett (* 1983), australischer Schauspieler, siehe Rick Cosnett
- Richard Costain (1839–1902), britischer Geschäftsmann
- Richard Cottingham (* 1946), US-amerikanischer Serienmörder
- Richard Cottle (* 1934), US-amerikanischer Mathematiker
- Richard Nikolaus Coudenhove-Kalergi (1894–1972), japanisch-österreichischer Schriftsteller, Philosoph und Politiker
- Richard Des Coudres (1865–1930), Generalmajor der preußischen Armee sowie Präsident des mitteldeutschen Sängerbundes
- Richard Coulter (1788–1852), US-amerikanischer Politiker
- Richard Courant (1888–1972), deutsch-amerikanischer Mathematiker
- Richard Courtois (1806–1835), belgischer Botaniker
- Richard O. Covey (* 1946), US-amerikanischer Astronaut
- Richard Cowan (1957–2015),  US-amerikanischer Opernsänger, Operndirektor und Festivalleiter
- Richard M. Cowling (* 1955), südafrikanischer Biologe und Botaniker
- Richard Cowper (eigentlich John Middleton Murry Jr.; 1926–2002), britischer Science-Fiction-Autor
- Richard Cox (um 1500–1581), englischer Geistlicher, Bischof von Ely
- Richard Cox (um 1776–1845), britischer Brauer und Gärtner
- Richard Cox (* 1948), amerikanischer Schauspieler
- Richard Ian Cox (* 1973), kanadischer Schauspieler
- Richard Stanford Cox (1930–1994), US-amerikanischer Schauspieler, siehe Dick Sargent
- Richard Coyle (* 1972), britischer Schauspieler
- Richard Arthur Crabtree (* 1934), US-amerikanischer Jazzmusiker, siehe Richie Crabtree
- Richard Craddock (1910–1977), britischer Generalleutnant
- Richard Cragun (1944–2012), US-amerikanischer Tänzer
- Richard Cramer (1844–1915), deutscher Schriftsteller, siehe Rudolf Lavant
- Richard Cramer (1847–1906), deutscher Bauingenieur
- Richard Cramer (1889–1960), US-amerikanischer Schauspieler
- Richard Ben Cramer (1950–2013), US-amerikanischer Journalist und Autor
- Richard Crandall (1947–2012), US-amerikanischer Informatiker und Physiker
- H. Richard Crane (1907–2007), US-amerikanischer Experimentalphysiker
- Richard Crashaw (1613–1649), englischer Dichter
- Richard Crassot (um 1530–nach 1581), französischer Kapellmeister und Komponist
- Richard Creagh (1523–1586), irischer römisch-katholischer Geistlicher, Erzbischof von Armagh
- Richard Crealy (* 1944), australischer Tennisspieler, siehe Dick Crealy
- Richard Crenna (1926–2003), US-amerikanischer Schauspieler
- Richard Crevenna (* 1966), österreichischer Facharzt für physikalische Medizin
- Richard Cribb (* 1970), australischer Badmintonspieler
- Richard Stafford Cripps (1889–1952), britischer Jurist und Politiker
- Richard Cripwell (* 1962), britischer Heeresoffizier
- Richard Crodel (1903–1944), deutscher Schauspieler und Regisseur
- Richard Crompton (* 1973), britischer Schriftsteller, Journalist und Produzent
- Richard Cromwell (1626–1712), Sohn Oliver Cromwells, Lordprotektor von England, Schottland und Irland
- Richard Cromwell (1910–1960), US-amerikanischer Schauspieler und Künstler
- Richard Crooks (um 1940–2014), US-amerikanischer Jazzmusiker
- Richard Cross, 1. Viscount Cross (1823–1914), britischer Jurist und Politiker
- Richard Crossman (1907–1974), britischer Autor und Politiker
- Richard Crowley (1836–1908), US-amerikanischer Jurist und Politiker
- Richard Crudo (* 1957), US-amerikanischer Kameramann
- Richard Crull (1900–1991), deutscher Kommunalbeamter und Bürgermeister von Schwerin
- Richard Culek (* 1974), tschechischer Fußballspieler
- Richard Cumberland (1732–1811), englischer Dramatiker und Verwaltungsbeamter
- Richard E. Cunha (1922–2005), US-amerikanischer Filmregisseur, Kameramann und Drehbuchautor
- Richard John Cuninghame (1871–1925), schottischer Forschungsreisender, Großwildjäger, Sammler für naturkundliche Museen und Fotograf
- Richard William Curless (1932–1995), US-amerikanischer Country-Musik-Sänger, siehe Dick Curless
- Richard Current (1912–2012), US-amerikanischer Historiker
- Richard Cushing (1895–1970), US-amerikanischer Geistlicher
- Richard Cuttell (* 1950), kanadischer Hoch- und Weitspringer, siehe Rick Cuttell
- Richard Cutts (1771–1845), US-amerikanischer Politiker
- Richard Cyert (1921–1998), US-amerikanischer Managementforscher
- Richard Cyron (* 1965), polnisch-deutscher Fußballspieler
- Richard Czapek (1913–1997), österreichischer Komponist und Wienerliedsänger
- Richard Czaya (1905–1978), deutscher Schachspieler

#### D
- Richard Dacoury (* 1959), französischer Basketballspieler
- Richard Dadd (1817–1886), englischer Maler des viktorianischen Zeitalters
- Richard Dahl (1933–2007), schwedischer Leichtathlet
- Richard J. Daley (1902–1976), US-amerikanischer Politiker
- Richard M. Daley (* 1942), US-amerikanischer Politiker
- Richard Dalitz (1925–2006), australischer Physiker
- Richard Dalley (* 1957), US-amerikanischer Eiskunstläufer
- Richard d’Alton (1732–1790), österreichischer General und Feldzeugmeister
- Richard d’Alton-Rauch (1867–1959), deutscher Offizier, Generalmajor der Wehrmacht
- Richard John Dalton (* 1948), britischer Diplomat
- Richard Damaschke (19./20. Jh.), deutscher Fußballspieler
- Richard Damberger (1932–1990), österreichischer Maler
- Richard Dammann (1890–1939), deutscher Bankier und Kunstsammler
- Richard Dammers (1762–1844), Priester, Jurist und Bischof von Paderborn
- Richard Adolph Dammert (1768–1836), Wasserbaudirektor in Hameln
- Richard Henry Dana, Jr. (1815–1882), US-amerikanischer Schriftsteller, Jurist und Politiker
- Richard Daners (1930–2018), Schweizer Uhrmacher deutscher Herkunft
- Richard Daniel (1891–1942), deutscher Politiker
- Richard Daniel (1900–1986), deutscher Generalmajor
- Richard Danielpour (* 1956), US-amerikanischer Komponist und Musikpädagoge
- Richard Danielson, US-amerikanischer Schauspieler
- Richard Dannatt (* 1950), britischer Militär
- Richard Danzig (* 1944), US-amerikanischer Rechtsanwalt und Politiker
- Richard Darman (1943–2008), US-amerikanischer Wirtschaftswissenschaftler und Wirtschaftsmanager
- Richard Daschbach (* 1937), US-amerikanischer Geistlicher
- Richard Davalos (1930–2016), US-amerikanischer Schauspieler
- Richard Davidson (* 1951), US-amerikanischer Psychologe und Hirnforscher
- Richard K. Davidson (* 1942), amerikanischer Manager
- Richard Davies (* 1944), britischer Musiker und Songschreiber, siehe Rick Davies
- Richard Davis (1930–2023), US-amerikanischer Jazzbassist
- Richard D. Davis (1799–1871), US-amerikanischer Politiker
- Richard Dean Davis (* 1958), US-amerikanischer Fußballspieler, siehe Rick Davis
- Richard Earl Davis (1917–1954), US-amerikanischer Saxophonist und Bandleader, siehe Dick Davis
- Richard G. Davis, amerikanischer Astronom
- Richard Harding Davis (1864–1916), US-amerikanischer Schriftsteller, Journalist und Dramatiker
- Richard Joseph Davis (1921–1999), US-amerikanischer Politiker
- J. Richard Davis (1905–1969), US-amerikanischer Anwalt, siehe Dixie Davis
- Richard Davison (* 1955), britischer Dressurreiter
- Richard Dawkins (* 1941), britischer Biologe und Autor
- Richard MacGillivray Dawkins (1870–1955), britischer Klassischer Archäologe und Neogräzist
- Richard Dawson (1932–2012), britischer Schauspieler
- Richard Day (1896–1972), kanadischer Szenenbildner
- Richard H. Day (* 1933), US-amerikanischer Wirtschaftswissenschaftler
- Richard Deacon (1922–1984), US-amerikanischer Schauspieler
- Richard Deacon (* 1949), britischer Künstler
- Richard De Angelis (1932–2005), US-amerikanischer Schauspieler und Comedian
- Richard Deaver (* 1931), US-amerikanischer Segler
- Richard Julian DeBenedictis (* 1935), US-amerikanischer Komponist, siehe Dick DeBenedictis
- Richard Dedekind (1831–1916), deutscher Mathematiker
- Richard Dederer (1889–1968), Oberbürgermeister der Stadt Reutlingen
- Richard Deeken (1874–1914), deutscher Offizier, Gründer der Deutschen Samoa-Gesellschaft
- Richard Degen (1872–1945), deutscher Jurist und Richter
- Richard Degener (1912–1995), US-amerikanischer Wasserspringer
- Richard Dehm (1907–1996), deutscher Paläontologe
- Richard Dehmel (1863–1920), deutscher Dichter und Schriftsteller
- Richard Dehmel (1902–1983), deutscher Kartograph
- Richard Ria Alfons De Laet (* 1988), belgischer Fußballspieler, siehe Ritchie De Laet
- Richard Delafield (1798–1873), US-amerikanischer Militäringenieur
- Richard Delamain (um 1600–1644/1645), englischer Ingenieur, Erfinder und Autor
- Richard Delang (1906–nach 1942), deutscher Parteifunktionär
- Richard Delbrueck (1875–1957), deutscher Klassischer Archäologe
- Richard Delgado (* 1939), US-amerikanischer Rechtswissenschaftler
- Richard Delvy (1942–2010), amerikanischer Surf-Schlagzeuger, Produzent und Verleger
- Richard Dembo (1948–2004), französischer Filmregisseur und Drehbuchautor
- Richard Deming (1915–1983), US-amerikanischer Schriftsteller
- Richard James DeMont (* 1956), US-amerikanischer Schwimmer, siehe Rick DeMont
- Richard Dempsey (* 1974), englischer Bühnen- und Filmschauspieler
- Richard Demén-Willaume (* 1986), schwedischer Eishockeyspieler
- Richard Denning (1914–1998), US-amerikanischer Schauspieler
- Richard Dennis (* 1949), US-amerikanischer Börsenspekulant, Investor
- Richard William George Dennis (1910–2003), britischer Botaniker
- Richard Dent (* 1960), US-amerikanischer American-Football-Spieler
- Richard Denton (1586 oder 1603–um 1663), englischer Presbyterianer und Siedlerpionier auf Long Island
- Richard Depoorter (1915–1948), belgischer Radrennfahrer
- Richard Dering (um 1580–1630), englischer Organist und Komponist
- Richard de Rochemont (1903–1982), US-amerikanischer Filmproduzent und Dokumentarfilmer
- Richard DeRosa (* 1955), US-amerikanischer Jazzmusiker
- Richard Derr (1918–1992), US-amerikanischer Schauspieler
- Richard Dertsch (1894–1981), deutscher Historiker und Archivar
- Richard Descoings (1958–2012), französischer Staatsbeamter
- Richard Desmond (1927–1990), US-amerikanischer Eishockeytorwart
- Richard Desmond (* 1951), britischer Verleger
- Richard Jepsen Dethlefsen (1864–1944), deutscher Architekt, Baubeamter und Denkmalpfleger
- Richard de Treville (1801–1875), US-amerikanischer Politiker
- Richard von Detten (1838–1906), deutscher Bergbeamter
- Richard Deutschmann (1852–1935), deutscher Augenarzt
- Richard DeVos (1926–2018), US-amerikanischer Unternehmer, Gründer und Besitzer von Amway
- Richard Dewes (* 1948), deutscher Politiker
- Richard Diamond (1924–2007), US-amerikanischer Physiker und Chemiker
- Richard Diawara (* 1995), malischer Leichtathlet französischer Herkunft
- Richard V. Di Cicco (1930–2020), US-amerikanischer Musikproduzent, Arrangeur und Orchesterdirigent, siehe Richie Rome
- Richard E. Dickerson (1931–2025), US-amerikanischer Biochemiker
- Richard Diebenkorn (1922–1993), US-amerikanischer Maler
- Richard Dietrich (1894–1945), deutscher Flugzeugkonstrukteur
- Richard Dietrich (1909–1993), deutscher Historiker
- Richard Johann Dietrich (1938–2019), deutscher Architekt und Bauingenieur
- Richard Dietzel (1891–1962), deutscher Chemiker und Hochschullehrer
- Richard Dilger (1887–1973), deutscher Landschaftsmaler
- Richard W. Dill (1932–2015), deutscher Fernsehjournalist, Programmdirektor und Medienwissenschaftler
- Richard Dillane (* 1964), englischer Schauspieler und Radiosprecher
- Richard Diller (1890–1969), österreichischer Maler und Pädagoge
- Richard Allen Dillin (1929–1980), US-amerikanischer Comiczeichner, siehe Dick Dillin
- Richard C. Dillon (1877–1966), US-amerikanischer Politiker
- Richard Dilo (1922–1988), deutscher Unternehmer
- Richard DiMarchi (* 1952), US-amerikanischer Chemiker
- Richard Di Natale (* 1970), australischer Politiker
- Richard Dindo (1944–2025), Schweizer Dokumentarfilmer
- Richard Dinkelmann (1868–1942), deutscher Offizier und Militärberater in China
- Richard Dior (1947–1998), US-amerikanischer Tontechniker, siehe Rick Dior
- Richard Dippold (1891–1963), deutscher Politiker
- Richard Dirmoser (1872–1919), österreichisch-ungarischer Erfinder auf dem Gebiet Geschütztechnik
- Richard Dirnhofer (* 1942), österreichischer Gerichtsmediziner
- Richard Disch (1887–1949), deutscher Kommunalpolitiker und Jurist
- Richard Distler (* 1946), deutscher Geistlicher und Liedertexter
- Richard Ditting (19./20. Jh.), deutscher Unternehmer, siehe Richard Ditting GmbH & Co. KG
- Richard Dittmer (1840–1925), deutscher Konteradmiral und Marine-Schriftsteller
- Richard Dix (1893–1949), US-amerikanischer Film- und Theaterschauspieler sowie Filmproduzent
- Richard Dixon (1865–1949), britischer Segler
- Richard Dixon (1905–1976), australischer Politiker und Gewerkschafter
- Richard Dobel (19./20. Jh.), deutscher Bibliothekar und Dramatiker
- Richard Döcker (1894–1968), deutscher Architekt und Hochschullehrer
- Richard Dodds (* 1959), britischer Hockeyspieler
- Richard Gottlieb Wilhelm von Doderer (1876–1955), österreichischer Ingenieur und Unternehmer
- Richard Doebner (1852–1911), deutscher Archivar
- Richard Doehler (1865–1935), deutscher Pfarrer und Historiker
- Richard Doell (1893–1950), deutscher Musikpädagoge und Dirigent
- Richard Doell (1923–2008), US-amerikanischer Geophysiker
- Richard von Doemming (1845–1905), preußischer Beamter und Landrat
- Richard Doergens (1839–1901), deutscher Geodät und Hochschullehrer
- Richard Doetsch-Benziger (1877–1958), Schweizer Apotheker, Unternehmer, Mäzen, Bücher- und Kunstsammler
- Richard zu Dohna-Schlobitten (1843–1916), preußischer Politiker
- Richard Emil zu Dohna-Schlobitten (1872–1918), deutscher Majoratsherr und Parlamentarier
- Richard Friedrich zu Dohna-Schlobitten (1807–1894), preußischer Gutsbesitzer und Politiker
- Richard Dohse (1875–1928), deutscher Pädagoge und Autor
- Richard Doležal (1921–2005), tschechoslowakischer und deutscher Wissenschaftler
- Richard Dölker (1896–1955), deutscher Grafiker und Textilgestalter
- Richard Doll (1912–2005), britischer Krebsforscher
- Richard Dollinger (1871–1954), deutscher Architekt und Regierungsbaumeister
- Richard Domba Mady (1953–2021), kongolesischer Geistlicher und Bischof von Doruma-Dungu
- Richard Dombrowsky (1911–1987), deutscher Polizeioffizier in der DDR
- Richard Davoud Donchian (1905–1993), US-amerikanischer Ökonom, Pionier im systematischen Futures-Handel
- Richard Kurt Donin (1881–1963), österreichischer Kunsthistoriker
- Richard Donner (1930–2021), US-amerikanischer Regisseur, Produzent und Schauspieler
- Richard Donnevert (1896–1970), deutscher Zahnarzt und Politiker
- Richard Donovan (1891–1970), US-amerikanischer Komponist, Musiker und Musikpädagoge
- Richard Donovan (1901–1985), US-amerikanischer Eisschnellläufer
- Richard Dooling (* 1954), US-amerikanischer Schriftsteller, Drehbuchautor und Rechtsanwalt
- Richard C. Dorf (1933–2020), US-amerikanischer Ingenieurwissenschaftler, Hochschullehrer und Fachbuchautor
- Richard Dörfel (1911–1965), deutscher Fußballspieler
- Richard Dorfmeister (* 1968), österreichischer DJ und Produzent
- Richard Dormer (* 1969), britischer Schauspieler
- Richard Dornbush (* 1991), US-amerikanischer Eiskunstläufer
- Richard Dörnke (1890–1954), deutscher Papiergroßhändler, Sportfunktionär und Begründer des Eilenriederennens
- Richard Dornseiff (1886–1958), deutscher Theaterschauspieler, -regisseur und -intendant
- Richard-Eugen Dörr (1896–1975), deutscher Ingenieur, Chemiker und Industrieller
- Richard Dörschel (1864–1955), deutscher Architekt
- Richard Dostálek (* 1974), tschechischer Fußballspieler
- Richard Dougherty (1932–2016), US-amerikanischer Eishockeyspieler
- Richard Douma (* 1993), niederländischer Leichtathlet
- Richard Dove (* 1954), britisch-deutscher Lyriker
- Richard Wilhelm Dove (1833–1907), deutscher Kirchenrechtslehrer
- Richard Down (* 1948), britischer Automobilrennfahrer
- Richard Dowswell (* 1951), kanadischer Speerwerfer, siehe Rick Dowswell
- Richard Doyle (1824–1883), britischer Illustrator
- Richard Doyle (1927–2019), US-amerikanischer Diskuswerfer, siehe Dick Doyle
- Richard D’Oyly Carte (1844–1901), englischer Theateragent, Impresario, Komponist und Hotelbesitzer
- Richard Draeger (1937–2016), US-amerikanischer Ruderer
- Richard Draemert (1880–1957), deutscher Kommunalpolitiker
- Richard Drakeford (1936–2009), britischer Komponist klassischer Musik
- Richard von Drasche-Wartinberg (1850–1923), österreichischer Industrieller, Asienforscher und Maler
- Richard Drautz (1953–2014), deutscher Politiker und selbstständiger Weinbaumeister
- Richard Drauz (1894–1946), deutscher Politiker, Kreisleiter von Heilbronn und Kriegsverbrecher
- Richard Drax (* 1958), britischer Politiker
- Richard Drayton (* 1964), britischer Historiker
- Richard Dreher (1875–1932), deutscher Kunstmaler
- Richard Dreier (1890–1940), deutscher Politiker
- Richard Drescher (* 1946), US-amerikanischer Diskuswerfer, siehe Dick Drescher
- Richard Dressler (1872–1931), deutscher Kapitän
- Richard Drew (* um 1938), US-amerikanischer Fotojournalist
- Richard Gurley Drew (1899–1980), US-amerikanischer Erfinder des Klebebands
- Richard Drexl (* 1952), deutscher Kommunalpolitiker, Oberst der Luftwaffe (Bundeswehr) und Autor
- Richard Dreyfuss (* 1947), US-amerikanischer Schauspieler
- Richard Driehaus (1942–2021), amerikanischer Unternehmer und Philanthrop
- Richard Dronskowski (* 1961), deutscher Chemiker und Physiker
- Richard Drögereit (1908–1977), deutscher Historiker und Archivar
- Richard Dübell (* 1962), deutscher Schriftsteller und Grafiker
- Richard J. Dubord (1921–1970), US-amerikanischer Anwalt und Politiker
- Richard Duckett (1885–1972), kanadischer Lacrosse- und Eishockeyspieler
- Richard Duckwitz (1886–1972), deutscher Politiker und Bremer Bürgermeister
- Richard Duckworth (1878–1954), englischer Fußballspieler, siehe Dick Duckworth
- Richard Ducommun (1952–2015), kanadischer Schauspieler und Komiker, siehe Rick Ducommun
- Richard Ducroz (* 1983), französischer Curler
- Richard Duddek (1923–2010), deutscher Fußballspieler
- Richard Clarence Dudley (* 1949), kanadischer Eishockeyspieler und -trainer, siehe Rick Dudley
- Richard Dudman (1918–2017), US-amerikanischer Journalist
- Richard Duesberg (1903–1968), deutscher Internist
- Richard Dufallo (1933–2000), US-amerikanischer Klarinettist und Dirigent
- Richard Duffin (1909–1996), US-amerikanischer Physiker und angewandter Mathematiker
- Richard Duffy (* 1985), walisischer Fußballspieler
- Richard Thomas Walker Duke (1822–1898), US-amerikanischer Politiker
- Richard Arnold Dümmer (1887–1922), britisch-südafrikanischer Gärtner, Pflanzensammler und Autor
- Richard Du Moulin-Eckart (1864–1938), deutscher Historiker
- Richard M. Duncan (1889–1974), US-amerikanischer Politiker
- Richard Dunkel (1869–1939), deutscher Kaufmann und Politiker
- Richard Dunn (* 1945), britischer Boxer
- Richard B. Dunn (1927–2005), US-amerikanischer Astronom
- Richard L. Dunn (1957–2016), US-amerikanischer Eishockeyspieler, siehe Richie Dunn
- Richard Dunne (* 1979), irischer Fußballspieler
- Richard Dünser (* 1959), österreichischer Komponist
- Richard Dunthorne (1711–1775), englischer Astronom und Landvermesser
- Richard Joseph Durbin (* 1944), US-amerikanischer Politiker, siehe Dick Durbin
- Richard Durlacher (* 1932), österreichischer Radrennfahrer
- Richard Durock (1937–2009), US-amerikanischer Schauspieler und Stuntman, siehe Dick Durock
- Richard Dürr (1938–2014), Schweizer Fußballspieler
- Richard Durrance (1914–2004), US-amerikanischer Skiläufer
- Richard Durrett (* 1951), US-amerikanischer Mathematiker
- Richard Dürrfeld (1914–2002), deutscher Jurist, Gerichtspräsident und Verbandsfunktionär
- Richard Duschek (1884–1959), deutscher Maler und Illustrator
- Richard Duschinsky (1897–1990), österreichischer Bühnenautor
- Richard Dutruel (* 1972), französischer Fußballspieler
- Richard Düwell (1902–1944), deutscher Journalist, Theaterkritiker, Rundfunkreporter, Dramaturg und Cheflektor beim Film
- Richard Dvořák (1913–2009), tschechoslowakischer KP-Funktionär, Abgeordneter, Politiker und Minister
- Richard Dybeck (1811–1877), schwedischer Altertumsforscher, Ethnologe und Dichter
- Richard Dyer (* 1945), britischer Anglist und Autor
- Richard Dyer-Bennet (1913–1991), US-amerikanischer Folksänger, Schallplattenkünstler und Gesangslehrer
- Richard Dysart (1929–2015), US-amerikanischer Film- und Fernsehschauspieler

#### E
- Richard Easterlin (1926–2024), US-amerikanischer Wirtschaftswissenschaftler und Hochschullehrer
- Richard Eastham (1916–2005), US-amerikanischer Sänger und Schauspieler
- Richard Eaton (1914–1968), kanadischer Chorleiter, Organist und Komponist
- Richard Eberhardt, deutscher Unternehmer, Gründer der Unternehmensgruppe Eberhardt
- Richard Eberhart (1904–2005), US-amerikanischer Schriftsteller
- Richard Eberle (1918–2001), deutscher Künstler und Kunstpädagoge
- Richard Eberlein (1869–1921), deutscher Tierarzt, Zoologe, Arzt und Hochschullehrer
- Richard Ebersol (* 1947), US-amerikanischer Radio- und Fernsehmoderator, siehe Dick Ebersol
- Richard Eckermann (1862–1916), deutscher Marineoffizier
- Richard Eckermann (1899–1937), deutscher Paramilitär und Parteifunktionär
- Richard Eckersley (* 1989), englischer Fußballspieler
- Richard Eckert (* 1938), deutscher Physiker und Politiker
- Richard Edelmann (1861–1942), deutscher Veterinäranatom
- Richard J. Eden (1922–2021), britischer Physiker
- Richard Eder (1932–2014), US-amerikanischer Journalist, Theater-, Literatur- und Filmkritiker
- Richard Eder (* 1940), österreichischer Galerist
- Richard Lovell Edgeworth (1744–1817), irischer Autor, Ingenieur und Aufklärer
- Richard Edgcumbe (um 1443–1489), englischer Adliger, Diplomat und Politiker
- Richard Edgcumbe (1499–1562), englischer Adliger und Politiker
- Richard Edgcumbe (um 1540–nach 1587), englischer Politiker
- Richard Edgcumbe (zwischen 1564 und 1570–1639), englischer Adliger und Politiker
- Richard Edgcumbe (um 1640–1688), englischer Adliger und Politiker
- Richard Edgcumbe, 1. Baron Edgcumbe (1680–1758), britischer Adliger und Politiker
- Richard Edgcumbe, 2. Baron Edgcumbe (1716–1761), britischer Adliger und Politiker
- Richard Edgcumbe, 2. Earl of Mount Edgcumbe (1764–1839), britischer Politiker
- Richard Edgcumbe (1843–1937), britischer Höfling
- Richard Edis (1943–2002), britischer Diplomat
- Richard Edlinger (1958–2005), österreichischer Dirigent und Komponist
- Richard Edlund (* 1940), US-amerikanischer Spezialeffektkünstler
- Richard Alfred Edmed (1904–1984), englischer Fußballspieler, siehe Dick Edmed
- Richard Edmunds (* 1937), US-amerikanischer Sprinter
- Richard Edon (1876–1960), österreichischer Schriftsteller
- Richard Edson (* 1954), US-amerikanischer Schauspieler und Musiker
- Richard Edwards (1524–1566), englischer Komponist und Bühnenautor
- Richard Edwards (* 1979), britischer Hörfunk- und Fernsehmoderator, Journalist und Autor, siehe Rick Edwards
- Richard S. Edwards junior (1885–1956), US-amerikanischer Admiral der US Navy
- Richard Lawrence Edwards (* 1953), US-amerikanischer Geochemiker und Geologe
- Richard James Edwards (* 1967), britischer Musiker, siehe Richey James Edwards
- Richard Egan (1921–1987), US-amerikanischer Filmschauspieler
- Richard Egan (1936–2009), US-amerikanischer Unternehmer und Diplomat
- Richard Egarr (* 1963), britischer Musiker und Dirigent
- Richard Egenter (1902–1981), deutscher Philosoph, Theologe und Hochschullehrer
- Richard Eggers (1905–1995), deutscher Maler
- Richard Eggs (1621–1659), Jesuit, Rhetoriker und Autor
- Richard Egington (* 1979), britischer Ruderer
- Richard Ehrenberg (1857–1921), deutscher Nationalökonom
- Richard Eibl (* 1995), deutscher Unternehmer, Jurist und Autor
- Richard Eichberg (1888–1952), deutscher Regisseur, Schauspieler und Filmproduzent
- Richard Eichenauer (1893–1956), deutscher Musikschriftsteller
- Richard W. Eichler (1921–2014), deutscher Kunsthistoriker
- Richard Eickhoff (1854–1931), deutscher Lehrer und Politiker
- Richard Eidestedt (* 1987), schwedisch-englischer Badmintonspieler
- Richard Eilenberg (1848–1927), deutscher Komponist
- Richard Eilmann (1893–1944), deutscher Klassischer Archäologe
- Richard Einhorn (* 1952), US-amerikanischer Komponist
- Richard Einspenner (1891– nach 1945), deutscher Politiker
- Richard Eisenmenger (1973–2021), deutscher Fachbuchautor
- Richard Eisermann (1853–1927), deutscher Landschaftsmaler
- Richard Eivenack (1870–1953), deutscher Bühnen- und Filmschauspieler
- Richard Ekunde (* 1982), kongolesischer Fußballspieler
- Richard Ellerkmann (* 1928), deutscher Botschafter
- Richard Elliot (* 1964), schottischer Saxophonspieler
- Richard Damon Elliott (1886–1961), US-amerikanischer Schauspieler, siehe Dick Elliott
- Richard N. Elliott (1873–1948), US-amerikanischer Politiker
- Richard Ellis (1781–1846), US-amerikanischer Politiker
- Richard Ellis (1902–1966), britischer Pädiater und Hochschullehrer
- Richard Ellis (1938–2024), US-amerikanischer Meeresbiologe
- Richard Ellis (* 1950), britischer Astronom und Hochschullehrer
- Richard H. Ellis (1919–1989), US-amerikanischer Pilot, General, Vize-Stabschef der US-Luftwaffe
- Richard Keith Ellis (* 1949), britischer Physiker
- Richard S. Ellis (1947–2018), US-amerikanischer Mathematiker
- Richard Ellmann (1918–1987), US-amerikanischer Literaturwissenschaftler und Schriftsteller
- Richard Ellrodt (1883–1933), deutscher Politiker
- Richard Elman (* 1943), britischer Manager
- Richard von Elsner (1913–2003), deutscher Maschinenbauingenieur und Hochschullehrer
- Richard Ely (1854–1943), US-amerikanischer Ökonom
- Richard Martinus Emge (1921–2013), deutscher Soziologe
- Richard Endean (* 1948), neuseeländischer Sprinter
- Richard Engel (1866–1954), deutscher Vizeadmiral
- Richard Engel (* 1940), deutscher Filmregisseur, Drehbuchautor und Filmproduzent
- Richard Engel (* 1946), deutscher Fußballspieler
- Richard Engelbert (1820–1910), deutscher evangelischer Theologe
- Richard Engelmann (1844–1909), deutscher Archäologe und Journalist
- Richard Engelmann (1868–1966), deutscher Bildhauer
- Richard England (* 1937), maltesischer Architekt, Schriftsteller, Künstler und Hochschullehrer
- Richard England (* 1981), australischer Bahn- und Straßenradrennfahrer
- Richard Engländer (1859–1919), österreichischer Schriftsteller, siehe Peter Altenberg
- Richard Engländer (1889–1966), deutscher Musiker, Musikwissenschaftler und Komponist
- Richard Entner (1894–1977), österreichischer Politiker und Bankbeamter
- Richard Epple (1954–1972), deutsches Opfer der RAF-Hysterie
- Richard Eppler (1924–2021), deutscher Aerodynamiker
- Richard Allen Epstein (* 1943), amerikanischer Rechtswissenschaftler
- Richard Erben (* 1987), deutscher Schauspieler
- Richard Erdman (1925–2019), US-amerikanischer Schauspieler und Regisseur
- Richard Erdmann (* 1948), deutscher Politiker
- Richard Erdoes (1912–2008), ungarisch-österreichisch-amerikanischer Publizist und Bürgerrechtler
- Richard Erfurth (1869–1949), deutscher Pädagoge und Heimatschriftsteller
- Richard Ermisch (1885–1960), deutscher Architekt und kommunaler Baubeamter
- Richard Ernst (1856–1936), Unternehmer und Senator in Danzig
- Richard Ernst (1872–1958), württembergischer Oberamtmann
- Richard P. Ernst (1858–1934), US-amerikanischer Politiker
- Richard R. Ernst (1933–2021), Schweizer Chemiker
- Richard Erwin (1923–2006), US-amerikanischer Jurist und Politiker
- Richard Eschke (1859–1944), deutscher Marine- und Landschaftsmaler
- Richard Esponda (* 1969), uruguayischer Boxer
- Richard Estes (1932–1990), US-amerikanischer Paläontologe
- Richard Estes (* 1932), US-amerikanischer Maler
- Richard Estick (* 1934), jamaikanischer Sprinter
- Richard Ettinghausen (1906–1979), deutsch-amerikanischer Kunsthistoriker
- Richard zu Eulenburg (1838–1909), preußischer Gutsbesitzer und Politiker
- Richard Euringer (1891–1953), deutscher nationalsozialistischer Schriftsteller
- Richard Evans (1932–2014), US-amerikanischer Musiker
- Richard Ian Evans (* 1990), britischer Dartspieler, siehe Ricky Evans
- Richard J. Evans (* 1947), britischer Historiker
- Richard Paul Evans (* 1962), US-amerikanischer Schriftsteller
- Richard S. Evans (1943–2018), US-amerikanischer Sänger und Gitarrist, siehe Rick Evans
- Richard Everard, 4. Baronet (1683–1733), britischer Kolonialgouverneur der Province of North Carolina
- Richard Ewald (1851–nach 1903), deutscher Theaterschauspieler, Sänger und Theaterregisseur
- Richard Exner (1929–2008), deutschamerikanischer Literaturwissenschaftler, Lyriker und Übersetzer
- Richard Exner (1885–1945), Abgeordneter des Provinziallandtages Hessen-Nassau
- Richard Ey (1911–1999), deutscher Politiker
- Richard Ey (1923–1990), deutscher Politiker
- Richard Eybner (1896–1986), österreichischer Schauspieler und Operettensänger
- Richard Eyer (* 1945), US-amerikanischer Schauspieler
- Richard Eyermann (1898–1971), deutscher KPD- und SED-Funktionär
- Richard Eyre (* 1943), britischer Theater- und Filmregisseur und Schriftsteller

#### F
- Richard Faber (1924–2007), britischer Diplomat
- Richard Faber (* 1943), deutscher Soziologe
- Richard Daniel Fabricius (1863–1923), deutscher Bildhauer und Medailleur
- Richard Fairbrass (* 1953), britischer Musiker und Fernsehmoderator
- Richard Fairhurst (* 1975), britischer Pianist und Komponist
- Richard Falbr (* 1940), tschechischer Politiker und Gewerkschafter
- Richard Falck (1873–1955), deutscher Mykologe
- Richard Falckenberg (1851–1920), deutscher Philosophiehistoriker
- Richard David Falco, Geburtsname von David Berkowitz (* 1953), US-amerikanischer Serienmörder
- Richard A. Falk (* 1930), US-amerikanischer Jura-Professor für Völkerrecht
- Richard Falkenberg (1875–nach 1933), deutscher Politiker
- Richard Falkenberg (1875–1948), deutscher Maler
- Richard Fall (1882–1945), österreichischer Komponist und Dirigent jüdischer Abstammung
- Richard Faltin (1835–1918), finnischer Komponist, Organist, Musikpädagoge und Sammler finnischer Volksmusik
- Richard Wilhelm Gottlieb Faltin (1867–1952), finnischer Chirurg und Hochschullehrer
- Richard Faltus (* 1977), tschechischer Radrennfahrer
- Richard Fanshawe, 1. Baronet (1608–1666), englischer Dichter, Übersetzer, Diplomat und Politiker
- Richard Farber (* 1945), israelischer Komponist US-amerikanischer Herkunft
- Richard Farda (* 1945), tschechoslowakischer Eishockeyspieler und -trainer
- Richard Fariña (1937–1966), US-amerikanischer Schriftsteller und Musiker
- Richard Farley (* 1948), US-amerikanischer Amokläufer
- Richard Farnes (* 1964), britischer Dirigent
- Richard Farnsworth (1920–2000), US-amerikanischer Schauspieler
- Richard Faulds (* 1977), britischer Sportschütze
- Richard Faulkner, Baron Faulkner of Worcester (* 1946), britischer Politiker
- Richard Ian Faulkner (* 1980), britischer Gitarrist, siehe Richie Faulkner
- Richard Faust (1927–2000), deutscher Zoologe, Zoodirektor und Naturschützer
- Richard Feder (1875–1970), tschechischer Oberrabbiner, Philosoph und Autor
- Richard Feder (1902–?), deutscher Radrennfahrer
- Richard Feetham (1874–1965), britischer Richter und Politiker in Südafrika
- Richard Fehdmer (1860–1945), deutscher Landschaftsmaler
- Richard Fehn (1885–1964), deutscher Offizier und Vorsitzender des Goethe-Instituts
- Richard Fehr (1939–2013), Schweizer Geistlicher
- Richard Fehrenbach (1920–1976), deutscher Maschinenbau-Ingenieur, Initiator des Freiburger Planetariums
- Richard Feldtkeller (1901–1981), deutscher Physiker und Elektrotechniker
- Richard Felgenhauer (1895–1958), sudetendeutscher Maler, Grafiker und Zeichner
- Richard Feller (1877–1958), Schweizer Historiker
- Richard Fellinger (1872–1952), deutscher Schriftsteller, Jurist, Musikwissenschaftler, Dramatiker und Leiter der wirtschaftspolitischen Abteilung der Siemenswerke
- Richard Albert Fellinger (1848–1903), deutscher Industrieller
- Richard Fellmann (1908–1994), deutscher Politiker
- Richard Fenn (* 1953), britischer Rocksänger, Gitarrist und Keyboarder, siehe Rick Fenn
- Richard F. Fenno (1926–2020), US-amerikanischer Politikwissenschaftler
- Richard Henry Falkland Fenton (1837–1916), englischer Schachspieler
- Richard Ferber (* 1944), US-amerikanischer Neurologe und Kinderarzt
- Richard Brian Ferguson (* 1951), US-amerikanischer Anthropologe und Hochschullehrer
- Richard Ferrand (* 1962), französischer Politiker
- Richard Benjamin Ferrell (1905–1995), US-amerikanischer Baseballspieler, siehe Rick Ferrell
- Richard Fester (1860–1945), deutscher Historiker und Hochschullehrer
- Richard Fester (1910–1982), deutscher Paläolinguist
- Richard Feynman (1918–1988), US-amerikanischer Physiker
- Richard Ffrench (1929–2010), britischer Ornithologe und Lehrer
- Richard Fichte (1896–1982), deutscher Geschäftsmann, Schriftsteller und Essayist
- Richard Fick (1867–1944), deutscher Bibliothekar und Indologe
- Richard Fiedler (19./20. Jh.), deutscher Ingenieur und Erfinder
- Richard Fiedler (1908–1974), deutscher Politiker, SS-Brigadeführer und Generalmajor der Polizei
- Richard Montgomery Field (1885–1961), US-amerikanischer Geologe und Paläontologe
- Richard Filz (* 1967), österreichischer Komponist, Musiker, Schlagzeuger, Musiklehrer und Autor
- Richard Fikentscher (1903–1993), deutscher Frauenarzt, Geburtshelfer sowie Hochschullehrer
- Richard Finke (1908–2007), deutscher Maler, Jäger und Verhaltensforscher
- Richard A. Finkelstein (* 1930), US-amerikanischer Mikrobiologe
- Richard Finn (1912–1989), irischer Geistlicher und Bischof von Ibadan
- Richard Finno (* vor 1975), US-amerikanischer Bauingenieur
- Richard Finsterwalder (1899–1963), deutscher Geodät und Kartograf
- Richard Fire (1945–2015), US-amerikanischer Drehbuchautor und Schauspieler
- Richard B. Firestone (* 1945), US-amerikanischer Chemiker
- Richard Fischer (Johann Christian Richard Fischer; 1826–nach 1872), deutscher Maler
- Richard Fischer (1855–1926), deutscher Journalist und Politiker
- Richard Fischer (1870–1926), deutscher Gewerkschafter und Politiker
- Richard Fischer (Richard Fischer-Ludvigsen; 1870–1928), deutscher Architekt
- Richard Fischer (1883–1972), deutscher Schriftsteller
- Richard Fischer (1906–1991), deutscher Marineoffizier und Diplomat
- Richard Fischer (1917–1969), österreichischer Fußballspieler
- Richard Kurt Fischer (1913–1999), österreichischer Künstler
- Richard Fitter (1913–2005), britischer Naturforscher und Naturschützer
- Richard Flanagan (* 1961), australischer Schriftsteller
- Richard Flatter (1891–1960), österreichischer Übersetzer, Lyriker und Publizist
- Richard Flatters (1822–1876), deutscher Porträt- und Genremaler
- Richard A. Flavell (* 1945), britischer Molekularbiologe
- Richard Fleischer (1916–2006), US-amerikanischer Filmregisseur
- Richard Fleischhut (1881–1951), deutscher Fotograf
- Richard Fleischmann (1875–1918), deutscher Gutsbesitzer und Politiker
- Richard Fleischner (* 1944), US-amerikanischer Bildhauer
- Richard Fleitmann (1860–1923), deutscher Unternehmer und Politiker
- Richard von Flemming (1879–1960), deutscher Großgrundbesitzer und Landwirtschaftsfunktionär
- Richard Fletcher (1788–1869), US-amerikanischer Politiker
- Richard Fletcher-Vane, 2. Baron Inglewood (* 1951), britischer Politiker
- Richard Morgan Fliehr (* 1949), US-amerikanischer Wrestler, siehe Ric Flair
- Richard F. Flint (1902–1976), US-amerikanischer Geologe
- Richard Flockenhaus (1876–1943), deutscher Maler, Radierer und Holzschneider
- Richard Flood (* 1982), irischer Schauspieler
- Richard Florida (* 1957), US-amerikanischer Ökonom und Hochschullehrer
- Richard Flournoy (1900–1967), US-amerikanischer Dramatiker und Drehbuchautor
- Richard Flury (1896–1967), Schweizer Dirigent und Komponist
- Richard Foerster (1843–1922), deutscher Klassischer Philologe
- Richard Foerster (1869–1940), deutscher Ingenieur und Industriemanager
- Richard Foerster (1879–1952), deutscher Admiral
- Richard Harter Fogle (1911–1995), US-amerikanischer Literaturwissenschaftler
- Richard Foltz (* 1961), kanadischer Kulturhistoriker
- Richard E. Folz (1922–1973), US-amerikanischer Politiker
- Richard Foote (* 1950), kanadischer Mathematiker
- Richard Ford (1796–1858), britischer Reisender und Schriftsteller
- Richard Ford (* 1944), US-amerikanischer Schriftsteller
- Richard Allen Ford (* 1954), US-amerikanischer Jazzsaxophonist, siehe Ricky Ford
- Richard von Foregger (1842–1916), österreichischer Rechtsanwalt und Abgeordneter
- Richard von Foregger (1872–1960), österreichisch-US-amerikanischer Chemiker, Industrieller und olympischer Schwimmer
- Richard Foreman (1937–2025), US-amerikanischer Regisseur und Theaterautor
- Richard Forlán (* vor 1971), uruguayischer Fußballspieler
- Richard Foronjy (1937–2024), US-amerikanischer Schauspieler
- Richard Forshaw (1895–1963), englischer Fußballspieler, siehe Dick Forshaw
- Richard Förster (1825–1902), deutscher Ophthalmologe
- Richard Förster (1856–1926), deutscher Kürschner, siehe Richard Förster, Werdau
- Richard Forstmann (1877–1951), deutscher Bergbauingenieur und Verbandsfunktionär
- Richard Fortey (1946–2025), britischer Paläontologe
- Richard Forthuber (1882–1957), deutscher Verwaltungsjurist und Kommunalbeamter
- Richard Förtsch (1837–1916), preußischer Senatspräsident am Reichsgericht
- Richard Fortus (* 1966), US-amerikanischer Gitarrist
- Richard Douglas Fosbury (1947–2023), US-amerikanischer Leichtathlet, siehe Dick Fosbury
- Richard Foster (* 1985), schottischer Fußballspieler
- Richard J. Foster (* 1942), US-amerikanischer Theologe und Hochschullehrer
- Richard T. Fountain (1885–1945), US-amerikanischer Politiker
- Richard Fox (* 1960), englischer Kanute und Verbandsfunktionär
- Richard Frackowiak (* 1950), britischer Neurologe und Neurowissenschaftler
- Richard France (* 1938), US-amerikanischer Schauspieler
- Richard Franchot (1816–1875), US-amerikanischer Politiker
- Richard Francis (1920–2010), britischer Krimi-Autor und Jockey, siehe Dick Francis
- Richard Francis-Bruce (* 1948), australischer Filmeditor
- Richard Franck (1858–1938), deutscher Komponist und Pianist
- Richard Franck (1871–1931), deutscher Unternehmer
- Richard Franck (1892–1952), deutscher Jurist
- Richard Francke (1886–1947), deutscher Reichsgerichtsrat
- Richard Frank (1894–1980), polnischer Politiker
- Richard Franke (1832–1905), deutscher Altphilologe und Pädagoge
- Richard Franke (1860–1927), deutscher Politiker
- Richard W. Franke (* 1944), US-amerikanischer Anthropologe
- Richard Walter Franke (1905–1973), deutscher Archivar
- Richard Franke, Pseudonym des Schriftstellers Andreas May
- Richard Frankenberg (1902–1988), deutscher Historiker und SS-Obersturmführer
- Richard von Frankenberg (1922–1973), deutscher Automobilrennfahrer und Journalist
- Richard Frankenberger (* 1947), österreichischer Künstler
- Richard Frankfurter (1873–1953), deutscher Politiker, Jurist und Schriftsteller
- Richard Frankland (* 1963), australischer Regisseur und Produzent
- Richard Franklin (1936–2023), britischer Schauspieler und Politiker
- Richard Franklin (1948–2007), australischer Regisseur
- Richard C. Franklin, Tontechniker
- Richard Jay Franklin II (* 1974), US-amerikanischer Mixed-Martial-Arts-Kämpfer, siehe Rich Franklin
- Richard Fraser (1913–1972), britisch-amerikanischer Schauspieler
- Richard Fraser, Baron Fraser of Kilmorack (1915–1996), britischer Politiker
- Richard Frazier (1918–1995), US-amerikanischer Automobilrennfahrer, siehe Dick Frazier
- Richard Austin Freeman (1862–1943), britischer Schriftsteller
- Richard B. Freeman (* 1943), US-amerikanischer Wirtschaftswissenschaftler
- Richard P. Freeman (1869–1944), US-amerikanischer Politiker
- Richard Freitag (* 1991), deutscher Skispringer
- Richard French (1792–1854), US-amerikanischer Politiker
- Richard H. Frenkiel (* 1943), US-amerikanischer Ingenieur und Mobilfunk-Pionier
- Richard Fresenius (1844–1903), deutscher Maler
- Richard Freudenberg (1892–1975), deutscher Unternehmer und Politiker
- Richard Freudenberg  (* 1998), deutscher Basketballspieler
- Richard Freund (1891–1974), österreichischer Politiker
- Richard Frevel (* 1960), deutscher Generalmajor der Luftwaffe
- Richard Frey (1920–2004), aus Österreich stammender chinesischer Arzt und Politiker
- Richard Freytag (1820–1894), deutscher Maler
- Richard Fricke (1894–nach 1948), deutscher Aquarellmaler
- Richard Friebe (* 1970), deutscher Wissenschaftsjournalist und Sachbuchautor
- Richard Friedenberg (* 20. Jh.), US-amerikanischer Drehbuchautor, Regisseur und Produzent
- Richard Friedenthal (1896–1979), deutscher Schriftsteller
- Richard Friedländer (1881–1939), deutscher Kaufmann
- Richard Friedli (* 1937), Schweizer Religionswissenschaftler
- Richard Elliott Friedman (* 1946), amerikanischer Judaist und Universitätsprofessor
- Richard Samet Friedman  (1944–2024), US-amerikanischer Country-Musiker, Schriftsteller und Politiker, siehe Kinky Friedman
- Richard Friedmann (1906–1944), österreichischer Mitarbeiter der Jüdischen Kultusgemeinden in Wien und Prag
- Richard Franz Friedrich (1848–1916), deutscher Werksbaumeister
- Richard Henry Friend (* 1953), britischer Physiker
- Richard Friese (1854–1918), deutscher Tiermaler und Präparator
- Richard von Friesen (1808–1884), deutscher Politiker
- Richard Friesicke (1883–1949), deutscher Ruderer
- Richard Frith (* 1949), britischer Theologe, Bischof von Hereford
- Richard Fritz (* 1949), deutscher Tischtennisspieler.
- Richard Fritzsche (1910–1976), deutscher Journalist und Heimatforscher
- Richard Frodl (1921–2002), deutscher Generalleutnant
- Richard Fröhlich (* 1986), deutscher Basketballspieler
- Richard Fromberg (* 1970), australischer Tennisspieler
- Richard Frommel (1854–1912), deutscher Gynäkologe
- Richard Frost (1927–2023), US-amerikanischer Jazz- und Studiomusiker, siehe Richie Frost
- Richard Graham Frost (1851–1900), US-amerikanischer Politiker
- Richard Nelson Frye (1920–2014), US-amerikanischer Orientalist und Historiker
- Richard Fuchs (1873–1938), deutscher Politiker
- Richard Fuchs (1873–1944), deutscher Mathematiker
- Richard Fuchs (1887–1947), deutscher Komponist und Architekt
- Richard Friedrich Fuchs (1870–1940), deutscher Physiologe
- Richard S. Fuld, Jr. (* 1946), US-amerikanischer Bankmanager
- Richard Fullbright (1901–1962), US-amerikanischer Jazzmusiker
- Richard Buckminster Fuller (1895–1983), US-amerikanischer Architekt, Konstrukteur, Designer und Schriftsteller
- Richard H. Fulton (1927–2018), US-amerikanischer Politiker
- Richard von Funck (1841–1906), preußischer General der Infanterie
- Richard Funk (* 1926), deutscher Schriftsteller
- Richard Fydell (um 1709–1780), britischer Weinhändler und Politiker
- Richard Fyjis-Walker (1927–2013), britischer Diplomat und Regierungsbeamter, Botschafter im Sudan und in Pakistan

#### G
- Richard P. Gabriel (* 1949), US-amerikanischer Informatiker
- Richard Gach (1930–1991), österreichischer Architekt, Zeichner und Aquarellist
- Richard Gadebusch (1873–1913), deutscher Turner und Ruderer
- Richard Erich Gadegast (1853–1943), sächsischer Generalleutnant
- Richard Gädke (1852–1926), deutscher Oberst, Schriftsteller, Journalist und Aktivist
- Richard Gaede (1857–1933), deutscher Altphilologe und Lehrer
- Richard Gaettens (1886–1965), deutscher Numismatiker
- Richard Gagné (* 1954), kanadischer Organist
- Richard Joseph Gagnon (* 1948), kanadischer Geistlicher, Erzbischof von Winnipeg
- Richard Gaikowski (1880–1932), deutscher Gewerkschaftsfunktionär und Politiker
- Richard Gaines (1904–1975), US-amerikanischer Schauspieler
- Richard Gale (General) (1896–1982), britischer General
- Richard Pillsbury Gale (1900–1973), US-amerikanischer Politiker
- Richard Hugo Gallagher (1927–1997), US-amerikanischer Bauingenieur
- Richard Galliano (* 1950), französischer Jazzmusiker und Komponist
- Richard Gamauf (* 1964), österreichischer Rechtshistoriker
- Richard Gäng (1899–1983), deutscher Heimat- und Mundartdichter
- Richard Montgomery Gano (1830–1913), US-amerikanischer General
- Richard Gans (1880–1954), deutscher Physiker
- Richard Gant (* 1944), US-amerikanischer Schauspieler
- Richard Oskar Gänzel (1858–1936), deutscher Baumeister
- Richard von Garbe (1857–1927), deutscher Indologe
- Richard Garcia (* 1981), australischer Fußballspieler
- Richard John Garcia (1947–2018), US-amerikanischer Geistlicher, Bischof von Monterey
- Richard Joseph Garcia, eigentlicher Name von Dick Garcia (* 1931), US-amerikanischer Jazzgitarrist
- Richard A. Gardner (1931–2003), US-amerikanischer Kinderpsychiater
- Richard L. Gardner (* 1943), britischer Biologe
- Richard N. Gardner (1927–2019), US-amerikanischer Jurist und Diplomat
- Richard Garfield (* 1963), US-amerikanischer Spieleentwickler
- Richard Gariseb (* 1980), namibischer Fußballspieler
- Richard Eugene Garmaker, eigentlicher Name von Dick Garmaker (1932–2020), US-amerikanischer Basketballspieler
- Richard Lynch Garner (1848–1920), US-amerikanischer Zoologe
- Richard Garnett (1835–1906), britischer Bibliothekar, Dichter und Schriftsteller
- Richard Brooke Garnett (1817–1863), US-amerikanischer General
- Richard Garrard (1910–2003), australischer Ringer
- Richard Garrett (1757–1839), britischer Messerschmied, siehe Richard Garrett & Sons
- Richard Garriott (* 1961), britisch-US-amerikanischer Computerspiel-Entwickler und Weltraumtourist
- Richard Gärtner (1837–1918), preußischer Oberstleutnant und Politiker, MdL Kurhessen
- Richard Garwin (1928–2025), US-amerikanischer Physiker
- Richard Gasquet (* 1986), französischer Tennisspieler
- Richard W. Gates III (* 1972), US-amerikanischer Manager, Lobbyist und Politikberater, siehe Rick Gates (Politikberater)
- Richard Caswell Gatlin (1809–1896), US-amerikanischer General
- Richard Jordan Gatling (1818–1903), US-amerikanischer Erfinder
- Richard Peter Gaughan, eigentlicher Name von Dick Gaughan (* 1948), schottischer Folksänger
- Richard Gavin, kanadischer Schriftsteller
- Richard Gay (* 1971), französischer Freestyle-Skier
- Richard Gayer (* vor 1950), britischer Filmregisseur, Filmproduzent und Drehbuchautor
- Richard J. Geary, eigentlicher Name von Dick Geary (1945–2021), britischer Historiker und Hochschullehrer
- Richard Gebel (1922–nach 1967), deutscher Politiker
- Richard Gebert (* 1939), österreichischer Politiker
- Richard Gedlich (1900–1971), deutscher Fußballspieler
- Richard Gegenwarth (1894–1964), deutscher Politiker
- Richard Gehenn (1916–nach 1962), französisch-deutscher Geologe
- Richard Gehrig (1897–1978), deutscher Politiker
- Richard Geier (* 1961), deutscher Priester
- Richard Geiger (1870–1945), österreichischer Maler
- Richard Geisler (1906–1967), deutscher Paläontologe und Bergwerksdirektor
- Richard von Geißler (1848–1922), deutscher Admiral
- Richard Geith (1900–1945), deutscher Agrarwissenschaftler
- Richard Abraham Gekoski (* 1944), britischer Schriftsteller, Verleger und Buchhändler, siehe Rick Gekoski
- Richard von Geldern-Crispendorf (1831–1912), deutscher Verwaltungsjurist und Politiker, MdL Reuß älterer Linie
- Richard Gelke (* 1992), deutscher Eishockeyspieler
- Richard Geller (1927–2007), französischer Physiker
- Richard Genée (1823–1895), deutsch-österreichischer Librettist, Bühnenautor und Komponist
- Richard Geng (* 1985), deutscher Radrennfahrer
- Richard Genserowski (1875–1955), deutscher Kunstturner
- Richard Georg (eigentlich Georg Joseph; 1862–1921), deutscher Schauspieler
- Richard Martin Georgi (1889–1969), deutscher Kantor, Mundartdichter und Komponist
- Richard Andrew Gephardt, eigentlicher Name von Dick Gephardt (* 1941), US-amerikanischer Politiker
- Richard Geppert (* 1963), deutscher Musiker, Komponist, Produzent und Dirigent
- Richard Gere (* 1949), US-amerikanischer Schauspieler
- Richard Gerhardi (1842–1924), deutscher Unternehmer und Politiker
- Richard Gerken (1900–1975), deutscher Geheimdienstmitarbeiter
- Richard Gerlach (1899–1973), deutscher Zoologe, Schriftsteller und Völkerkundler
- Richard Germanson (* 1972), US-amerikanischer Jazzmusiker, siehe Rick Germanson
- Richard Germer (1900–1993), deutscher Sänger und Komponist
- Richard K. Gershon (1932–1983), US-amerikanischer Immunologe
- Richard Gerstl (1883–1908), österreichischer Maler
- Richard Gertenbach (Politiker, 1857) (1857–1929), deutscher Politiker, Bürgermeister von Lüttringhausen
- Richard Gertenbach (Politiker, 1884) (1884–1945), deutscher Jurist und Politiker, Oberbürgermeister von Iserlohn
- Richard Gertsch (* 1996), thailändisch-schweizerischer Fußballspieler
- Richard Gessner (1894–1989), deutscher Maler
- Richard Gesswein (* 1939), US-amerikanischer Schauspieler und Filmproduzent
- Richard D. Gholson (1804–1862), US-amerikanischer Politiker
- Richard Gibbs (* 1955), US-amerikanischer Filmkomponist
- Richard Gibon (1872–1947), deutscher Maler
- Richard Gibson, eigentlicher Name von Dick Gibson (1918–2010), britischer Automobilrennfahrer
- Richard Giese (Verwaltungsjurist) (1876–1978), deutscher Verwaltungsjurist
- Richard Giese (Schriftsteller) (1890–1965), deutscher Mundartdichter
- Richard-Heinrich Giese (1931–1988), deutscher Astrophysiker
- Richard Giesen (Diplomat) (* 1933), deutscher Diplomat
- Richard Giesen (Rechtswissenschaftler) (* 1964), deutscher Rechtswissenschaftler
- Richard Gifford (1725–1807), britischer Geistlicher und Dichter
- Richard Gillar (1855–1939), schlesischer Organist und Autor
- Richard Gilliland (1950–2021), US-amerikanischer Schauspieler
- Richard Joseph Giordano, eigentlicher Name von Dick Giordano (1932–2010), US-amerikanischer Comiczeichner und -redakteur
- Richard Girard (* 1974), kanadisch-deutscher Eishockeyspieler, siehe Rick Girard
- Richard Girulatis (1878–1963), deutscher Fußballspieler und -trainer und Hochschullehrer
- Richard Gisser (* 1939), österreichischer Bevölkerungswissenschaftler
- Richard Gladewitz (1898–1969), deutscher Parteifunktionär und Widerstandskämpfer
- Richard N. Gladstein (* 1961), US-amerikanischer Filmproduzent
- Richard Eugene Glasser, eigentlicher Name von Dick Glasser (1933–2000), US-amerikanischer Musiker und Songwriter
- Richard Glatzer (1952–2015), US-amerikanischer Regisseur, Drehbuchautor und Filmproduzent
- Richard Glazar (1920–1997), tschechischer Lagerüberlebender
- Richard Glazebrook (1854–1935), britischer Physiker
- Richard Howell Gleaves (1819–1907), US-amerikanischer Politiker
- Richard Gleim (1941–2019), deutscher Fotograf
- Richard B. Glickman (1926–2018), US-amerikanischer Filmtechniker und Ingenieur
- Richard Glocker (1890–1978), deutscher Physiker
- Richard Gloeck (1864–1946), deutscher Unternehmensgründer, siehe Richard Gloeck
- Richard C. Glouner (1931–1998), US-amerikanischer Kameramann
- Richard Glover (1712–1785), britischer Dichter
- Richard Glücks (1889–1945), deutscher SS-Gruppenführer und Generalleutnant der Waffen-SS
- Richard Gnolfo, US-amerikanischer Schauspieler, Drehbuchautor und Filmproduzent
- Richard Goddard (* 1992), australischer Automobilrennfahrer, siehe Spike Goddard
- Richard Godeffroy (1847–1895), österreichischer Chemiker
- Richard Goedeke (* 1939), deutscher Bergsteiger, Kletterer und Autor
- Richard Gohert (1895–1944), deutscher Widerstandskämpfer
- Richard Göhle (1883–1972), deutscher Musikpädagoge, Chordirigent und Komponist
- Richard von Goldberger (1875–1927), österreichischer Komponist
- Richard Goldner (1908–1991), österreichisch-australischer Bratschist, Musikpädagoge und Erfinder
- Richard Goldschmidt (1878–1958), deutscher Biologe und Genetiker
- Richard Hellmuth Goldschmidt (1883–1968), deutscher Psychologe
- Richard Goldstone (* 1938), südafrikanischer Jurist und Völkerrechtler
- Richard Goleszowski (* 1959), britischer Trickfilmer und Animateur
- Richard Golle (1895–nach 1963), deutscher Radrennfahrer
- Richard R. Göller (* 1946), österreichischer Lehrer und Didaktiker
- Richard Golz (* 1968), deutscher Fußballtorwart, -trainer und -funktionär
- Richard Gölz (1887–1975), deutscher Kirchenmusiker und Theologe
- Richard Gombrich (* 1937), britischer Indologe und Buddhologe
- Richard Harper Gomez (* 1972), US-amerikanischer Schauspieler, siehe Rick Gomez
- Richard Gonda (* 1994), slowakischer Automobilrennfahrer
- Richard Goodbody (1903–1981), britischer General
- Richard Goodchild (1918–1968), britischer Provinzialrömischer Archäologe
- Richard Goode (* 1943), US-amerikanischer Pianist
- Richard Goodman (Radsportler)  (* 1939), britischer Radrennfahrer
- Richard Bryce Goodman (* vor 1974), Tonmeister
- Richard E. Goodman (1935–2025), US-amerikanischer Geotechniker und Hochschullehrer
- Richard B. Goodwin (* 1934), britischer Filmproduzent, Drehbuchautor, Produktionsmanager und Spezialeffektkünstler
- Richard Elton Goodwin (1908–1986), britischer Offizier
- Richard M. Goodwin (1913–1996), US-amerikanischer Ökonom
- Richard M. Goody (1921–2023), britisch-US-amerikanischer Geophysiker und Meteorologe
- Richard Göransson (* 1978), schwedischer Automobilrennfahrer
- Richard Gordon (1929–2017), US-amerikanischer Astronaut
- Richard Gordon (Autor) (eigentlich Gordon Stanley Ostlere; 1921–2017), britischer Arzt und Schriftsteller
- Richard A. Gordon (1947–2009), schottischer Schriftsteller, siehe Stuart Gordon (Schriftsteller)
- Richard Lewis Gordon (1934–2014), US-amerikanischer Wirtschaftswissenschaftler
- Richard Gorter (1875–1943), deutscher Schauspieler, Theaterregisseur, Intendant und Bühnenautor
- Richard Görz (1811–1880), deutscher Architekt und Baubeamter
- Richard Gosche (1824–1889), deutscher Literarhistoriker und Orientalist
- Richard Goschütz (1912–1992), deutscher Politiker
- Richard Gostine (1944–2003), US-amerikanischer Musiker, siehe Dick and Dee Dee
- Richard Gothe (1928–1985), deutscher Parteifunktionär (SED)
- Richard von Gottberg (1833–1910), preußischer Generalleutnant
- Richard Gottehrer (* vor 1960), US-amerikanischer Songwriter, Musikproduzent und Labelgründer
- Richard Gottheil (1862–1936), US-amerikanischer Rabbiner und Zionist
- Richard Gottinger (1926–2008), deutscher Fußballspieler
- Richard Götz (1874–1954), deutscher Kunstsammler und Maler
- Richard Götze (1890–1955), deutscher Veterinärmediziner und Hochschullehrer
- Richard Gough (Antiquar) (1735–1809), britischer Antiquar
- Richard Gough (Fußballspieler, 1962) (* 1962), schottischer Fußballspieler
- Richard Goulet (* 1943), kanadisch-französischer Philosophiehistoriker
- Richard Hall Gower (1767–1833), britischer Seemann und Schiffbauingenieur
- Richard Gozney (* 1951), britischer Diplomat
- Richard Gradenwitz (1863–1925), deutscher Luftfahrtingenieur und Unternehmer
- Richard Gradley (1932–2022), britischer Turner
- Richard Grady (* 1955), kanadischer Skispringer
- Richard Graef (1879–1945), deutscher Maler, Grafiker, Zeichner und Illustrator
- Richard Graf (* 1967), österreichischer Musiker, Musikpädagoge und Hochschullehrer
- Richard Gräf (1899–1977), deutscher Priester und Autor
- Richard Grafton (um 1511–1573), englischer Buchdrucker und Chronist
- Richard Graham (Schauspieler) (* 1960), britischer Schauspieler
- Richard Gramlich (1925–2006), deutscher Religionswissenschaftler
- Richard Grammel (1889–1964), deutscher Physiker
- Richard Grant, eigentlicher Name von Dick Grant (1878–1958), kanadischer Langstreckenläufer
- Richard E. Grant (* 1957), britischer Schauspieler
- Richard E. Grant (Paläontologe) (1927–1994), US-amerikanischer Paläontologe
- Richard Sturge Grant (* 1945), neuseeländischer Diplomat
- Richard Grasl (* 1973), österreichischer Journalist und Medienmanager
- Richard Grasso (* 1946), US-amerikanischer Börsenmanager
- Richard Grathoff (1934–2013), deutscher Phänomenologe und Soziologe
- Richard Graubart (1899–1938), österreichischer Kaufmann und NS-Opfer
- Richard Graul (General) (1861–1921), sächsischer Generalmajor
- Richard Graul (1862–1944), deutscher Kunsthistoriker und Museumsdirektor
- Richard Graupner (* 1963), deutscher Politiker
- Richard G. Graves (* 1933), US-amerikanischer Generalleutnant
- Richard Ryan Graves (1954–2009), britischer Sänger, Keyboarder, Komponist und Produzent
- Richard Gray (Afrikanist) (1929–2005), britischer Historiker
- Richard Gray (* 1957), US-amerikanischer Leveldesigner
- Richard James Gray (* 1989), schottischer Rugby-Union-Spieler, siehe Richie Gray
- Richard Greatrex, britischer Kameramann und Fotograf
- Richard John Grecco (* 1946), kanadischer Geistlicher, Bischof von Charlottetown
- Richard Greeff (Zoologe) (1829–1892), deutscher Mediziner, Zoologe und Hochschullehrer
- Richard Greeff (Mediziner, 1862) (1862–1938), deutscher Ophthalmologe und Medizinhistoriker
- Richard Green (Sexualwissenschaftler) (1936–2019), US-amerikanischer Sexualwissenschaftler und Hochschullehrer
- Richard Green (Golfspieler) (* 1971), australischer Golfspieler
- Richard Douglas Green (* 1956), kanadischer Eishockeyspieler und -trainer, siehe Rick Green
- Richard Gordon Lancelyn Green (1953–2004), britischer Schriftsteller
- Richard J. Green (Chemiker) (* 1964), US-amerikanischer Chemiker
- Richard Greenberg (1958–2025), US-amerikanischer Dramatiker
- Richard Greenblatt (* 1944), US-amerikanischer Informatiker und Computerschachprogrammierer
- Richard Greene (Schauspieler) (1918–1985), britischer Schauspieler
- Richard Greene (Geiger) (* 1942), US-amerikanischer Geiger
- Richard Gregg (Hockeyspieler) (1883–1945), irischer Hockeyspieler
- Richard Gregg (Philosoph) (1885–1974), US-amerikanischer Sozialphilosoph
- Richard Grégoire (* 1944), kanadischer Komponist
- Richard Gregory (1923–2010), britischer Psychologe und Neurowissenschaftler
- Richard Claxton Gregory, eigentlicher Name von Dick Gregory (1932–2017), US-amerikanischer Comedian, Aktivist, Gesellschaftskritiker und Unternehmer
- Richard Gregson (1930–2019), britischer Filmproduzent und Drehbuchautor
- Richard Greil (* 1957), österreichischer Internist
- Richard Greiling (1882–1954), deutscher Unternehmensgründer
- Richard Greiner (* 1972), deutscher Politiker (CSU)
- Richard Grelling (1853–1929), deutscher Autor und Pazifist
- Richard Grenell (* 1966), US-amerikanischer Kommentator und Diplomat
- Richard Grenville (1542–1591), englischer Entdeckungsreisender, Seemann und Soldat
- Richard Grenville (Politiker, 1678) (1678–1727), britischer Politiker
- Richard Gress (* 1970), deutscher Dokumentarfilmer
- Richard Greswell (1800–1881), britischer Lehrer
- Richard Greve (1840–1913), deutscher Geistlicher
- Richard Grewe (Journalist) (1897–1937), deutscher Politemigrant und Journalist
- Richard Grey, 6. Earl Grey (1939–2013), britischer Peer
- Richard Gridley (1710–1796), britisch-amerikanischer Militäringenieur
- Richard Grieco (* 1965), US-amerikanischer Schauspieler und Sänger
- Richard Griese (1930–2016), deutscher Basketball- und Handballspieler
- Richard Griffin (* 1960), US-amerikanischer Rapper und Produzent, siehe Professor Griff
- Richard Alden Griffin (1944–1991), US-amerikanischer Künstler und Comiczeichner, siehe Rick Griffin
- Richard John Griffith (1784–1878), irischer Geologe und Bergbauingenieur
- Richard Griffiths (1947–2013), britischer Schauspieler
- Richard Grilling, deutscher Fußballspieler
- Richard Grimm-Sachsenberg (1873–1952), deutscher Maler und Grafiker
- Richard Grimmett (* 1960), britischer Ornithologe und Naturschützer
- Richard L. Grimsdale (1929–2005), britischer Elektroingenieur und Informatiker
- Richard Groenendaal (* 1971), niederländischer Radrennfahrer
- Richard Gronau (1886–1964), deutscher Maler
- Richard Groner (1853–1931), österreichischer Historiker und Journalist
- Richard Grooten (* 1993), deutscher American-Football-Spieler
- Richard Gropius (1843–1930), deutscher Heimat- und Familienforscher
- Richard Groschopp (1906–1996), deutscher Filmregisseur, Drehbuchautor, Kameramann und Filmeditor
- Richard Groß (Autor) (1921–1968), deutscher Schriftsteller und Hörspielautor
- Richard Groß (Landrat) (* 1940), deutscher Verwaltungsbeamter
- Richard Grosse (* 1944), deutscher Chemiker
- Richard Großkopf (1897–1977), deutscher Widerstandskämpfer und Oberst des MfS
- Richard Grossman (1937–1992), US-amerikanischer Jazzpianist
- Richard Grosvenor, 1. Earl Grosvenor (1731–1802), britischer Politiker, Pferdebesitzer und Kunstsammler
- Richard Grosvenor, 2. Marquess of Westminster (1795–1869), britischer Landbesitzer und Wohltäter
- Richard Grosvenor, 1. Baron Stalbridge (1837–1912), britischer Peer und Politiker
- Richard Grove (* 1955), US-amerikanischer Schauspieler, Synchronsprecher und Machinima-Künstler
- Richard Grun (* 1938), deutscher Eishockeyspieler
- Richard Grün (1883–1947), deutscher Baustoffchemiker und Hochschullehrer
- Richard Grunberger (1924–2005), britischer Historiker
- Richard Grune (1903–1984), deutscher Maler und Grafiker
- Richard Grüneberg (1862–1926), deutscher Unternehmer
- Richard Gruner (1925–2010), deutscher Unternehmer und Verleger
- Richard Grünschläger (1929–2022), deutscher Politiker
- Richard Grupe (1915–1988), deutscher Boxer
- Richard Grüttner (1854–1919), deutscher Bildhauer
- Richard Grützmacher (1876–1959), deutscher Theologe und Hochschullehrer
- Richard Gscheidlen (1842–1889), deutscher Physiologe und Hochschullehrer
- Richard Guenter (1856–1937), deutscher Kaufmann und Politiker
- Richard W. Guenther (1845–1913), deutsch-US-amerikanischer Politiker
- Richard Vincent Guerin (* 1932), US-amerikanischer Basketballspieler und -trainer, siehe Richie Guerin
- Richard Guérineau (* 1969), französischer Comiczeichner
- Richard L. Guerrant (* 1943), US-amerikanischer Mediziner
- Richard Guhr (1873–1956), deutscher Maler, Bildhauer und Hochschullehrer
- Richard Thomas Guilfoyle (1892–1957), US-amerikanischer Geistlicher, Bischof von Altoona
- Richard Guino (1890–1973), katalanisch-französischer Bildhauer
- Richard Guldan (1901–1955), deutscher Ingenieur und Hochschullehrer
- Richard Herman Guldstrand, eigentlicher Name von Dick Guldstrand (1927–2015), US-amerikanischer Unternehmer und Automobilrennfahrer
- Richard Gunn (Boxer) (1871–1961), britischer Boxer
- Richard Gunn (Schauspieler) (* 1975), US-amerikanischer Schauspieler
- Richard Günther (Mediziner) (1911–1980), deutscher Mediziner und Beamter
- Richard Güntsche (1861–1913), deutscher Mathematiker
- Richard Gürteler (1936–2000), deutscher Politiker
- Richard Gutjahr (* 1973), deutscher Moderator, Journalist und Blogger
- Richard Gutschmidt (1861–1926), deutscher Maler, Illustrator und Grafiker
- Richard Gutzschbach (1847–1921), deutscher Opernsänger
- Richard Gutzwiller (1896–1958), Schweizer Theologe
- Richard Kenneth Guy (1916–2020), britisch-kanadischer Mathematiker
- Richard Guyon (1803–1856), britischstämmiger General
- Richard Gwilt (* 1958), britischer Violinist, Musikverleger und Komponist
- Richard Gynge (* 1987), schwedischer Eishockeyspieler
- Richard Gyptner (1901–1972), deutscher Diplomat
- Richard Francis Gyug (* 1954), US-amerikanischer Historiker

#### H
- Richard Haag (1909–nach 1950), deutscher Politiker
- Richard Haas (1910–1988), deutscher Mediziner und Hochschullehrer
- Richard Haas (* 1936), US-amerikanischer Maler
- Richard Haase (1921–2013), deutscher Jurist
- Richard-Wilhelm Haase (1895–nach 1950), deutscher Politiker
- Richard Nathan Haass (* 1951), US-amerikanischer Diplomat
- Richard Habermehl (1890–1980), deutscher Meteorologe
- Richard Habenicht (1828–1890), deutscher Lehrer und Autor
- Richard W. Habersham (1786–1842), US-amerikanischer Politiker
- Richard Hächler (1897–1966), Schweizer Architekt
- Richard Hackenberg (1909–1995), deutscher Politiker
- Richard N. Hackett (1866–1923), US-amerikanischer Politiker
- Richard Hackman (1940–2013), US-amerikanischer Psychologe
- Richard Haddock (um 1629–1715), englischer Offizier der Royal Navy und Politiker
- Richard Hadlee (* 1951), neuseeländischer Cricketspieler
- Richard Hadlock (1927–2022), US-amerikanischer Jazzmusiker, Herausgeber und Autor
- Richard Haensch (19./20. Jh.), deutscher Naturalienhändler und Entomologe
- Richard M. Haff (1914–1988), US-amerikanischer Ingenieur und technischer Entwickler
- Richard Hagel (1872–1941), deutscher Geiger und Dirigent
- Richard Hagelauer (* 1951), deutsch-österreichischer Elektrotechniker
- Richard Hagemann (1882–1966), niederländisch-US-amerikanischer Konzertpianist, Dirigent, Filmkomponist und Schauspieler
- Richard Hagen (1843–1905), deutscher Schauspieler
- Richard Hagen (* 1937), US-amerikanischer Physiker, siehe Carl R. Hagen
- Richard Hagen, Pseudonym des Schriftstellers Ivo Pala
- Richard von Hagn (1850–1933), deutscher Architektur- und Landschaftsmaler
- Richard Haizmann (1895–1963), deutscher Maler, Bildhauer, Keramiker und Holzschneider
- Richard Haka (1646–1705), niederländischer Holzblasinstrumentenmacher
- Richard Haking (1862–1945), britischer General
- Richard Hakluyt (um 1552–1616), englischer Geograph und Schriftsteller
- Richard Haldane, 1. Viscount Haldane (1856–1928), britischer Politiker, Rechtsanwalt und Philosoph
- Richard Jacobs Haldeman (1831–1886), US-amerikanischer Politiker
- Richard Haldy (1855–1899), preußischer Landrat
- Richard Hale (1892–1981), US-amerikanischer Opernsänger und Schauspieler
- Richard Hall (* 1971), jamaikanischer Boxer
- Richard Haller (1925–1983), österreichischer Schauspieler
- Richard Hallgarten (1905–1932), deutscher Maler
- Richard Halliburton (1900–1939), US-amerikanischer Abenteurer und Reiseschriftsteller
- Richard Bernard Halligan (1943–2022), US-amerikanischer Musiker und Komponist, siehe Dick Halligan
- Richard T. Hallock (1906–1980), US-amerikanischer Altorientalist
- Richard Halsey (* 1970), US-amerikanischer Filmeditor
- Richard C. Halverson (1916–1995), US-amerikanischer Geistlicher
- Richard Hamann (1868–1956), deutscher Generalstabsarzt und Hochschullehrer
- Richard Hamann (1879–1961), deutscher Kunsthistoriker
- Richard Hamann-Mac Lean (1908–2000), deutscher Kunsthistoriker und Hochschullehrer
- Richard Hambach (1917–2011), deutscher Autor und Comiczeichner
- Richard Hambleton (1954–2017), kanadischer Maler und Graffiti-Künstler
- Richard Hamburger (1884–1940), deutscher Mediziner (Pädiater)
- Richard Hamel (1853–1924), deutscher Journalist und Schriftsteller
- Richard Hamilton (1920–2004), US-amerikanischer Schauspieler
- Richard Hamilton (1922–2011), englischer Maler und Grafiker
- Richard Hamilton (* 1943), US-amerikanischer Altphilologe
- Richard Hamilton (* 1978), US-amerikanischer Basketballspieler
- Richard F. Hamilton (1930–2022), US-amerikanischer Politikwissenschaftler und Historiker
- Richard S. Hamilton (1943–2024), US-amerikanischer Mathematiker
- Richard Vesey Hamilton (1829–1912), britischer Admiral
- Richard Hammer (1897–1969), deutscher Politiker
- Richard Allen Hammer (* 1958), US-amerikanischer Jazzmusiker, siehe Tardo Hammer
- Richard Hamming (1915–1998), US-amerikanischer Mathematiker
- Richard Hammond (* 1969), britischer Moderator, Autor und Journalist
- Richard Hampe (1863–1931), österreichischer Beamter und Politiker
- Richard Charles Hampton (* 1956), kanadischer Eishockeyspieler, siehe Rick Hampton
- Richard Handley (* 1990), britischer Straßenradrennfahrer
- Richard Handmann (1840–1912), deutscher Pfarrer und Missionar in Britisch-Indien
- Richard Handwerk (1894–1980), deutscher Schauspieler, Theaterleiter und -regisseur sowie Hörspiel- und Synchronsprecher
- Richard Hänel (1895–?), deutscher Politiker, Oberbürgermeister von Ansbach
- Richard Charles Patrick Hanifen (* 1931), US-amerikanischer Geistlicher, Altbischof von Colorado Springs
- Richard Hanisch (* 1990), schwedischer Handballspieler
- Richard Hanitsch (1860–1940), deutscher Zoologe und Museumskurator
- Richard Hanke-Rauschenbach (* 1978), deutscher Energietechniker
- Richard Hanley (1936–2022), US-amerikanischer Schwimmer
- Richard Hanley (* 1931), US-amerikanischer Priester
- Richard L. Hanna (1951–2020), US-amerikanischer Politiker
- Richard T. Hanna (1914–2001), US-amerikanischer Politiker
- Richard Hansen (1912–2001), deutscher Gärtner und Gartenbauwissenschaftler
- Richard Hansen (1887–1976), deutscher Politiker und Parteifunktionär
- Richard Marvin Hansen (* 1957), kanadischer Behindertensportler, siehe Rick Hansen
- Richard Hanson (1805–1876), australischer Politiker
- Richard Hanssen (1864–1945), deutscher Augenarzt
- Richard Harder (1888–1973), deutscher Botaniker und Hochschullehrer
- Richard Harder (1896–1957), deutscher Altphilologe
- Richard Hardt (1902–1937), deutscher Politiker, Bürgermeister von Bad Homburg vor der Höhe
- Richard von Hardt (1824–1898), Unternehmer und Gutsbesitzer
- Richard Hardware (* 1950), jamaikanischer Sprinter
- Richard M. Hare (1919–2002), englischer Moralphilosoph
- Richard Harlan (1796–1843), US-amerikanischer Arzt, Zoologe und Paläontologe
- Richard Harland (* 1947), englischer Autor
- Richard F. Harless (1905–1970), US-amerikanischer Politiker
- Richard Harlfinger (1873–1948), österreichischer Landschafts- und Kriegsmaler
- Richard Harmon (* 1991), kanadischer Schauspieler
- Richard Harnett (* 1956), US-amerikanisch-deutscher Basketballspieler
- Richard Harney (1902–1973), US-amerikanischer Blues-Gitarrist und -Pianist
- Richard Owen Harney (1954–2020), US-amerikanischer Jazzmusiker, siehe Rich Harney
- Richard Harnier (1820–1885), deutscher Jurist und Politiker
- Richard Maria Harnier (1775–1856), Arzt, Geheimer Rat und Abgeordneter
- Richard Harper (* 1949), US-amerikanischer Jazzmusiker, Arrangeur und Hochschullehrer
- Richard Harries, Baron Harries of Pentregarth (* 1936), britischer Theologe
- Richard Harrington, Baron Harrington of Watford (* 1957), britischer Politiker
- Richard C. Harrington (1956–2004), englischer Psychiater, Professor für Kinder- und Jugendpsychiatrie
- Richard Harris (1930–2002), irischer Schauspieler
- Richard Harris (1918–2009), US-amerikanischer Jazzmusiker, siehe Dickie Harris
- Richard A. Harris, US-amerikanischer Filmeditor
- Richard Reader Harris (1847–1909), britischer Jurist, Methodist und Autor
- Richard Harrison (1837–1931), britischer Offizier der British Army
- Richard Harrison (* 1935), US-amerikanischer Schauspieler
- Richard A. Harrison (1824–1904), US-amerikanischer Politiker
- Richard John Harrison (1920–1999), britischer Anatom und Meeresbiologe
- Richard Kevin Harrison (* 1965), US-amerikanischer Geschäftsmann, siehe Rick Harrison
- Richard Hart (* 1968), kanadischer Curler
- Richard James Hart (geboren als James Vincenzo Capone; 1892–1952), US-amerikanischer Polizeibeamter
- Richard Härtel (1835–1903), Vorsitzender des Deutschen Buchdruckerverbandes
- Richard Hartenberger (1911–1974), österreichischer SS-Untersturmführer und Täter des Holocaust
- Richard F. Hartl (* 1956), österreichischer Logistikwissenschaftler und Hochschullehrer
- Richard Hartley (* 1944), britischer Komponist
- Richard Hartmann (1809–1878), deutscher Maschinenfabrikant
- Richard Hartmann (1859–1933), deutscher Politiker
- Richard Hartmann (1881–1965), deutscher Orientalist
- Richard Hartmann (1914–1984), deutscher Sportfunktionär
- Richard Hartmann (* 1958), deutscher Theologe und Hochschullehrer
- Richard Hartshorne (1899–1992), US-amerikanischer Geograph
- Richard Hartwell (* 1946), britischer Künstler
- Richard Hartwig (1938–2025), deutscher Basketballfunktionär
- Richard von Hartwig (1849–1917), deutscher Schriftsteller
- Richard Harvey (* 1953), britischer Musiker und Komponist
- Richard Harwood (eigentlich Richard Verall; * 1948), britischer Herausgeber der Zeitschrift Spearhead
- Richard Haša (* 1970), slowakischer Fußballspieler und -trainer
- Richard Haselbacher (1885–1918), deutscher Pfarrer und Politiker
- Richard Hasenclever (1812–1876), deutscher Schriftsteller, Arzt und Politiker
- Richard Hatch (1945–2017), US-amerikanischer Schauspieler und Schriftsteller
- Richard Hatch (* 1955), US-amerikanischer Zauberkünstler und Autor
- Richard Bennett Hatfield (1931–1991), kanadischer Politiker
- Richard Hathwaye (* vor 1597–1604), englischer Dramatiker
- Richard Hauck (1880–1947), deutscher Heimatkundler und Holzschnitzer
- Richard Hauffe (1878–1933), österreichischer Fotograf
- Richard Haug (1908–1998), deutscher Pfarrer und Autor
- Richard Haupt (1846–1940), deutscher Kunsthistoriker und Konservator
- Richard Haupt (1882–nach 1919), deutscher Fußballspieler
- Richard Haus (* 1974), deutscher Reggae/Dancehall-Musiker, siehe P.R. Kantate
- Richard Hauschild (1901–1972), deutscher Indologe
- Richard Hauschildt (1876–1934), deutscher Journalist und Politiker
- Richard Hauser (1903–1980), deutscher Theologe
- Richard Hauser (1909–1970), österreichischer Pianist und Hochschullehrer
- Richard Hauser (1911–1990), österreichisch-britischer Sozialwissenschaftler
- Richard Hauser (* 1936), deutscher Ökonom und Hochschullehrer
- Richard Hausmann (1842–1918), deutsch-baltischer Historiker
- Richard Häussler (1908–1964), deutscher Schauspieler und Regisseur
- Richard Häußler (* 1962), deutscher Jurist
- Richard Pierce Havens (1941–2013), US-amerikanischer Sänger und Gitarrist, siehe Richie Havens
- Richard Hawdon (1927–2009), britischer Jazzmusiker und Musikpädagoge, siehe Dickie Hawdon
- Richard Hawes (1797–1877), US-amerikanischer Politiker
- Richard Hawkins (1560/1562–1622), englischer Seefahrer
- Richard C. Hawkins (1922–2015), US-amerikanischer Filmproduzent, Filmregisseur, Filmemacher und Lehrer
- Richard Hawley (* 1967), britischer Sänger, Musiker und Songwriter
- Richard E. Hawley (* 1942), US-amerikanischer Offizier, General der US Air Force
- Richard Hawtin (* 1970), britisch-kanadischer DJ, Musiker und Techno-Produzent, siehe Richie Hawtin
- Richard Hay (* 1964), britischer Automobilrennfahrer
- Richard L. Hay (1926–2006), US-amerikanischer Geologe
- Richard Haydn (1905–1985), britischer Schauspieler und Filmregisseur
- Richard Hayer (* 1947), deutscher Physiker, Soziologe, Manager und Romanautor
- Richard Hayman (1920–2014), US-amerikanischer Mundharmonikaspieler, Arrangeur, Dirigent und Komponist
- Richard Benjamin Haymes (1918–1980), argentinischer Sänger und Schauspieler, siehe Dick Haymes
- Richard Haynes (* 1983), australischer Klarinettist
- Richard B. Hays (1948–2025), US-amerikanischer Professor für Neues Testament
- Richard Hayward (1946–2010), US-amerikanischer Schlagzeuger
- Richard Hayward, Pseudonym des Schriftstellers Baynard Kendrick
- Richard Head (um 1637–1686), englischer Dichter, Satiriker, Dramatiker und Buchhändler
- Richard Head, 2. Viscount Head (* 1937), britischer Peer, Politiker, Landwirt und Pferdetrainer
- Richard Hearn (* 1971), US-amerikanischer Automobilrennfahrer, siehe Richie Hearn
- Richard Patrick Hearne (1876–nach 1916), irisch-britischer Journalist und Autor
- Richard Hecht (1925–1999), deutscher Politiker
- Richard F. Heck (1931–2015), US-amerikanischer Chemiker
- Richard Malden Heckstall-Smith (1934–2004), britischer Saxophonist, siehe Dick Heckstall-Smith
- Richard V. Heermance (1910–1971), US-amerikanischer Filmproduzent und Filmeditor
- Richard T. Heffron (1930–2007), US-amerikanischer Film- und Fernsehregisseur
- Richard von Hegener (1905–1981), deutscher Hauptstellenleiter in der Kanzlei des Führers, Mitorganisator des nationalsozialistischen „Euthanasie“-Programms
- Richard Heidrich (1896–1947), deutscher General der Fallschirmtruppe
- Richard Heike (1865–1945), deutscher Industrieller
- Richard Hein (* 1958), monegassischer Automobilrennfahrer
- Richard Heinberg (* 1950), US-amerikanischer Journalist, Autor, Musiker und Illustrator
- Richard Heine (1890–1991), deutscher Arzt und Kommunalpolitiker
- Richard von Heineccius (1881–1943), deutscher Generalleutnant und Kommandant von Hamburg
- Richard Heinrichs (* 20. Jh.), US-amerikanischer Artdirector und Szenenbildner, siehe Rick Heinrichs
- Richard Heinz (1900–nach 1965), deutscher Landrat
- Richard Heinze (1867–1929), deutscher Klassischer Philologe
- Richard Heinze (* 1867; † nach 1939), deutscher Tuchfabrikant und Preußischer Provinzialrat
- Richard Heinze (* 1997), deutscher Schauspieler
- Richard Heinzel (1838–1905), österreichischer germanistischer und skandinavistischer Mediävist
- Richard Heinzmann (* 1933), deutscher Theologe
- Richard Heis (* 1948), österreichischer Politiker
- Richard Heistand (* 1983), US-amerikanischer Automobilrennfahrer
- Richard Heiter (1841–1899), österreichischer Theaterschauspieler
- Richard Hell (* 1949), US-amerikanischer Musiker und Schriftsteller
- Richard Heller (1908–1944), deutscher Widerstandskämpfer
- Richard Heller (* 1954), österreichischer Komponist
- Richard Hellmann (1876–1971), deutsch-US-amerikanischer Unternehmer, Gründer von Hellmann’s
- Richard Hellmich (1886–1944), deutscher Offizier
- Richard Helm (* 20. Jh.), Informatiker
- Richard Helmer (1939–2010), deutscher Anthropologe und Rechtsmediziner
- Richard von Helmholtz (1852–1934), deutscher Ingenieur und Eisenbahnkonstrukteur
- Richard Helmrich (1869–1931), deutscher Lehrer und Stenograf
- Richard Helms (1913–2002), US-amerikanischer Geheimdienstfunktionär
- Richard Hely-Hutchinson, 4. Earl of Donoughmore (1823–1866), britischer Adliger und Politiker
- Richard Hely-Hutchinson, 6. Earl of Donoughmore (1875–1948), britischer Adliger, Politiker und Offizier
- Richard Hempel (Geodät) (1857–1930), deutscher Geodät
- Richard Hempel (Schiedsrichter) (* 1997), deutscher Fußballschiedsrichter
- Richard Henderson (* 1945), britischer Struktur- und Molekularbiologe
- Richard Hendrix (* 1986), US-amerikanischer Basketballspieler
- Richard Hengst (1903–1982), deutscher Jurist und Kommunalpolitiker
- Richard Henke (1900–1963), österreichischer Chemiker und Erfinder
- Richard Henkes (1900–1945), deutscher Pallottiner-Pater und Opfer des Nationalsozialismus
- Richard Hennig (1874–1951), deutscher Verkehrswissenschaftler und Historischer Geograph
- Richard Theodor von Hennig (1852–1926), sächsischer Generalleutnant
- Richard Henning (* 1964), US-amerikanischer Geistlicher und Erzbischof von Boston
- Richard Henriksson (* 1982), schwedischer Fußballspieler
- Richard Henrion (1854–1940), deutscher Komponist und Militärkapellmeister
- Richard Hentsch (1869–1918), sächsischer Oberst im Ersten Weltkrieg
- Richard Hepp (1872–1929), deutscher Landrat
- Richard Herber (1911–1968), deutscher Parteifunktionär
- Richard Herbertz (1878–1959), deutsch-schweizerischer Philosoph
- Richard Herbst (1867–1937), deutscher Politiker
- Richard Herbst (1888–1929), deutscher Verwaltungsbeamter und Stadtdirektor in Erfurt
- Richard Charles Herbst (* 1965), US-amerikanischer Schauspieler, siehe Rick Hearst
- Richard Herd (1932–2020), US-amerikanischer Schauspieler
- Richard Herda-Vogel (1900–1965), deutscher Maler und Grafiker
- Richard Hergest (1754–1792), britischer Marineoffizier und Entdecker
- Richard Hering (1856–1943), deutscher Jurist, Redakteur, Musikkritiker und Komponist
- Richard Hering (1873–1936), österreichischer Koch
- Richard Herley (* 1950), britischer Autor
- Richard Hermes (1880–1954), niederdeutscher Verleger und Herausgeber, Gründer des Richard Hermes Verlags
- Richard Herr (1922–2022), US-amerikanischer Historiker
- Richard Herre (1885–1959), deutscher Maler, Grafiker und Architekt
- Richard P. Herrick (1791–1846), US-amerikanischer Politiker
- Richard Herrmann (1895–1941), deutscher SS-Brigadeführer und Sportfunktionär
- Richard Herrmann (1923–1962), deutscher Fußballspieler
- Richard Herrmann (1945–2014), deutscher Offizier und Unternehmer
- Richard Herrnstein (1930–1994), US-amerikanischer Psychologe
- Richard Herschell, 2. Baron Herschell (1878–1929), britischer Politiker
- Richard von Hertwig (1850–1937), deutscher Mediziner und Zoologe
- Richard Hertz (1898–1961), deutscher Botschafter in Südkorea und Mexiko
- Richard Herwarth von Bittenfeld (1829–1899), preußischer Offizier und Landrat
- Richard Herz (1867–1936), deutscher Chemiker
- Richard Herzig (1851–1934), deutscher Architekt und preußischer Baubeamter
- Richard Herzinger (* 1955), deutscher Publizist
- Richard Herzog (1867–1950), deutscher Politiker
- Richard Herzmansky (1859–1939), österreichischer Politiker
- Richard Herzog (1911–1999), österreichisch-US-amerikanischer Physiker
- Richard Heschl (1824–1881), österreichischer Anatom
- Richard Heß (1835–1916), deutscher Forstwissenschaftler
- Richard Heß (1937–2017), deutscher Bildhauer
- Richard Hessberg (1879–1960), deutscher Augenarzt
- Richard Hesse (1868–1944), deutscher Zoologe
- Richard Hesse (General) (1861–?), sächsischer Generalmajor
- Richard von Hessen (1901–1969), deutscher NSKK-Obergruppenführer und Präsident der Deutschen Verkehrswacht
- Richard Heuberger der Ältere (1850–1914), österreichischer Komponist
- Richard Heuberger der Jüngere (1884–1968), österreichischer Historiker
- Richard Heuser (1905–1988), deutscher Offizier und Pilot
- Richard Anthony Hewson (* 1943), britischer Produzent, Arrangeur und Multi-Instrumentalist
- Richard Hey (1926–2004), deutscher Schriftsteller und Hörspielautor
- Richard von Heydebreck (1836–1910), preußischer Generalmajor
- Richard Heydorn (1910–1943), deutscher Afrikanist
- Richard Heymons (1867–1943), deutscher Ökologe, Entomologe und Zoologe
- Richard Heyne (1882–1961), deutscher Politiker
- Richard Hibbard (* 1983), walisischer Rugby-Union-Spieler
- Richard Hickman (1757–1832), US-amerikanischer Politiker
- Richard Eugene Hickock (1931–1965), US-amerikanischer Krimineller, siehe Dick Hickock
- Richard Hickox (1948–2008), britischer Dirigent
- Richard Hidalgo (* 1975), venezolanischer Baseballspieler
- Richard Hieb (* 1955), US-amerikanischer Astronaut
- Richard Brendan Higgins (* 1944), irisch-US-amerikanischer Geistlicher
- Richard Carter Higgins (1938–1998), britisch-kanadischer Künstler, siehe Dick Higgins
- Richard W. Higgins (1922–1957), US-amerikanischer Pilot
- Richard Hildebrandt (1843–1911), deutscher Marineoffizier, Forschungsreisender und Stadtverordneter von Charlottenburg
- Richard Hildebrandt (1897–1951), deutscher SS-Angehöriger und Kriegsverbrecher
- Richard Hildmann (1882–1952), österreichischer Politiker und Bürgermeister der Stadt Salzburg
- Richard Hildreth (1807–1865), US-amerikanischer Schriftsteller
- Richard von Hilgers (1829–1904), preußischer General der Infanterie und Numismatiker
- Richard Hill (1901–1996), britischer Historiker
- Richard Hill, 7. Baron Sandys (1931–2013), britischer Adliger und Politiker
- Richard Hill (* 1946), US-amerikanischer Politiker, siehe Rick Hill
- Richard Erik Hill (* 1949), US-amerikanischer Astronom
- Richard J. Hillier (* 1955), kanadischer General und Chef des kanadischen Generalstabes, siehe Rick Hillier
- Richard Hilton (* 1955), US-amerikanischer Hotelerbe, Börsenhändler und Entwickler von Luxusartikeln
- Richard Himmelstoß (1843–1938), deutscher Violinist und Konzertmeister
- Richard Hindls (* 1950), tschechischer Statistiker, Rektor der Wirtschaftsuniversität Prag
- Richard Hindorf (1863–1954), deutscher Tropenpflanzer und Agrarwissenschaftler
- Richard Hines (1792–1851), US-amerikanischer Politiker
- Richard Hintrager (1832–1897), deutscher Jurist und Politiker
- Richard Hirsch (1882–1959), deutscher Glasmacher und Politiker
- Richard Hirschbäck (1937–2007), österreichischer Maler
- Richard Hirt (1939–2020), Schweizer Forstwissenschaftler und Hochschullehrer
- Richard Hirzel (* 1949), Schweizer Clown und Pantomime, siehe Pic
- Richard Hite (1951–2001), US-amerikanischer Bluesmusiker
- Richard Hladký (* 1977), tschechischer Handballspieler
- Richard C. Hoagland (* 1945), US-amerikanischer Autor
- Richard Hobbs (* 1951), britischer Soziologe und Kriminologe
- Richard Hobzik (* 1963), tschechischer Badmintonspieler
- Richard Hoche (1834–1906), deutscher Klassischer Philologe und Gymnasialdirektor
- Richard Hochreiner (1913–1991), österreichischer Politiker, Beteiligter an Judenerschießungen durch Nationalsozialisten 1945
- Richard Hodges (* 1952), britischer Mittelalterarchäologe
- Richard Hodgson (1855–1905), australischer Parapsychologe
- Richard March Hoe (1812–1886), US-amerikanischer Erfinder
- Richard Hoepfner (* 1944), US-amerikanischer Segler
- Richard von Hoff (1880–1945), Pädagoge, Politiker, Bremer Senator
- Richard L. Hoffman (1927–2012), US-amerikanischer Zoologe
- Richard W. Hoffman (1893–1975), US-amerikanischer Politiker
- Richard Hoffmann (1863–1939), deutscher Mediziner
- Richard Hoffmann (1892–1961), österreichischer Übersetzer, Schriftsteller und Theaterkritiker
- Richard Hoffmann (* 1930), deutscher Bildhauer, Maler und Grafiker
- Richard Adolf Hoffmann (1872–1948), deutscher Theologe und Hochschullehrer
- Richard C. Hoffmann (* 1943), US-amerikanischer Mittelalterhistoriker
- Richard Höfler (* 1964), deutscher Regisseur und Autor für Werbe-, Image- und Unternehmensfilme
- Richard Hofmann (1844–1918), deutscher Violinist, Komponist, Arrangeur und Musikpädagoge
- Richard Hofmann (1906–1983), deutscher Fußballspieler
- Richard Hofmann (1913–1979), deutscher SS-Oberscharführer
- Richard Hofstadter (1916–1970), US-amerikanischer Historiker
- Richard Thayer Holbrook (1870–1934), US-amerikanischer Romanist und Mediävist
- Richard Hoggart (1918–2014), britischer Kultursoziologe
- Richard Hogl (* 1967), österreichischer Landwirt und Politiker
- Richard Hohenemser (1870–1942), deutscher Musikwissenschaftler
- Richard Hohenner (1896–1981), deutscher Verwaltungsbeamter und Kommunalpolitiker
- Richard Hohly (1902–1995), deutscher Maler
- Richard Hoin (1879–1944), deutscher Politiker, NS-Opfer
- Richard Hoisl (* 1932), deutscher Geodät und Universitätsprofessor
- Richard Hol (1825–1904), niederländischer Komponist, Dirigent, Musiklehrer und Musikschriftsteller
- Richard Holbrooke (1941–2010), US-amerikanischer Spitzendiplomat, Geschäftsmann, Publizist und Zeitungsverleger
- Richard Holden (* 1985), britischer Politiker
- Richard Holland (1860–??), deutscher Altphilologe und Lehrer
- Richard Brian Hollander (* 1956), US-amerikanischer Jazzmusiker, siehe Rick Hollander
- Richard Höllbacher (* 1971), österreichischer Grasskiläufer
- Richard Holm (1912–1988), deutscher Opernsänger
- Richard H. Holm (1933–2021), US-amerikanischer Chemiker
- Richard Holme, Baron Holme of Cheltenham (1936–2008), britischer Politiker
- Richard Holmes (1931–1991), US-amerikanischer Jazzorganist
- Richard Holmes (* 1945), britischer Historiker
- Richard Eric Holttum (1895–1990), englischer Botaniker
- Richard A. Holtzapple (* 20. Jh.), US-amerikanischer Diplomat, siehe Rick Holtzapple
- Richard Holtze (1824–1891), Arzt und preußischer Landtagsabgeordneter
- Richard Holz (1873–1945), deutscher Verwaltungsbeamter und Oberbürgermeister von Zwickau
- Richard Hölzel (1883–1934), österreichischer Revierinspektor der Gendarmerie und Opfer des Nationalsozialismus
- Richard Homann (1900–1963), deutscher Gartenarchitekt
- Richard Honig (1890–1981), deutscher Strafrechtler
- Richard Hönigswald (1875–1947), österreichisch-deutsch-amerikanischer Philosoph jüdischer Herkunft
- Richard Honyman, 2. Baronet (1787–1842), schottisch-britischer Politiker
- Richard Hooker (1554–1600), englischer Theologe
- Richard Edwin Hoover (1915–1986), US-amerikanischer Ophthalmologe
- Richard R. Hoover (* um 1957), Filmtechniker für visuelle Effekte
- Richard Höper (1911–1986), deutscher Turner
- Richard Hopkins (* 1954), australischer Sprinter
- Richard Joseph Hopkins (1873–1943), US-amerikanischer Jurist und Politiker
- Richard Belgrave Hoppner (1786–1872), englischer Maler, Diplomat und Übersetzer
- Richard Höptner (* 1950), deutscher Verwaltungsjurist
- Richard Hörl (1939–2019), österreichischer Politiker
- Richard Horn (1890–1947), deutscher Politiker und Gewerkschaftsfunktionär
- Richard Horn (1898–1989), deutscher Bildhauer
- Richard Horn (1904–1977), deutscher Oberstleutnant des Ministeriums für Staatssicherheit
- Richard Henry Horne (1803–1884), englischer Dichter und Essayist
- Richard Hornung (1950–1995), US-amerikanischer Kostümbildner
- Richard Hørring (1875–1943), dänischer Ornithologe
- Richard Horter (1868–1942), deutscher Politiker
- Richard von Hößlin (1853–1930), bayerischer Generalleutnant
- Richard A. Houghten, US-amerikanischer Chemiker
- Richard Hounslow (* 1981), britischer Kanute
- Richard Hovannisian (1932–2023), US-amerikanischer Historiker und Professor
- Richard Hovey (1864–1900), US-amerikanischer Dichter
- Richard Howard (1929–2022), US-amerikanischer Lyriker, Literaturkritiker und Hochschullehrer
- Richard Wayne Howard (1935–1967), US-amerikanischer Hürdenläufer, siehe Dick Howard
- Richard Howe, 1. Earl Howe (1726–1799), britischer Flottenadmiral und Erster Lord der Admiralität
- Richard Howell (1754–1802), US-amerikanischer Politiker
- Richard Howell (1903–1967), US-amerikanischer Schwimmer
- Richard Howell (* 1953), US-amerikanischer Jazzmusiker
- Richard Howitt (* 1961), britischer Politiker
- Richard Howly (um 1740–1784), US-amerikanischer Politiker, Gouverneur von Georgia
- Richard Hoyer (1943–1969), österreichischer Bergsteiger und Expeditionsleiter
- Richard Hoyt (* 1941), US-amerikanischer Schriftsteller
- Richard Hu (1926–2023), singapurischer Politiker
- Richard B. Hubbard (1832–1901), US-amerikanischer Diplomat und Gouverneur von Texas
- Richard D. Hubbard (1818–1884), US-amerikanischer Anwalt, Politiker und Gouverneur von Connecticut
- Richard Huber (1902–1982), deutscher Maler
- Richard Huber (1927–2013), Schweizer Rosenzüchter, siehe Richard Huber AG
- Richard Huber (* 1959), deutscher Regisseur
- Richard Huber (* 1970), österreichischer Fußballtrainer
- Richard Hübers (* 1993), deutscher Säbelfechter
- Richard Hudson (* 1971), US-amerikanischer Politiker
- Richard Hueck (1893–1968), deutscher Fabrikant und Politiker, Oberbürgermeister von Lüdenscheid
- Richard Huelsenbeck (1892–1974), deutscher Schriftsteller, Lyriker, Erzähler, Essayist, Dramatiker, Arzt und Psychoanalytiker
- Richard Hughes (1900–1976), britischer Schriftsteller
- Richard Hughes (* 1979), schottischer Fußballspieler
- Richard J. Hughes (1909–1992), US-amerikanischer Politiker und Gouverneur von New Jersey
- Richard Hugle (1890–1960), deutscher Landesplaner
- Richard Hugo, Pseudonym der Schriftstellerin Ricarda Huch
- Richard C. Hulbert, Jr. (* 1955), US-amerikanischer Wirbeltier-Paläontologe
- Richard Huldschiner (1872–1931), deutsch-österreichischer Arzt und Schriftsteller
- Richard Hull (1907–1989), britischer Generalfeldmarschall
- Richard Hultsch (1869–1946), deutscher Architekt
- Richard Hundhammer (1927–2012), deutscher Politiker
- Richard Hunger (1911–1957), deutscher Geologe und Hochschullehrer
- Richard Hunger (* 1959), kanadisch-deutscher Basketballspieler
- Richard Hunt (1930–2011), kanadischer Pianist und Komponist
- Richard Hunt (1951–1992), US-amerikanischer Puppenspieler, Schauspieler und Regisseur
- Richard Allen Hunt (1937–2009), US-amerikanischer Mathematiker
- Richard Howard Hunt (* 1935), US-amerikanischer Eisschnellläufer, siehe Dick Hunt
- Richard Morris Hunt (1827–1895), US-amerikanischer Architekt
- Richard Timothy Hunt (* 1943), britischer Biochemiker, siehe Tim Hunt
- Richard Hünten (1867–1952), deutscher Marinemaler
- Richard Hunter (* 1953), britischer Altphilologe
- Richard Hunter (19./20. Jh.), schottischer Fußballspieler
- Richard C. Hunter (1884–1941), US-amerikanischer Jurist und Politiker
- Richard Hurndall (1910–1984), englischer Schauspieler
- Richard Douglas Hurst (1946–2025), US-amerikanischer Schauspieler, siehe Rick Hurst
- Richard Huschke (1893–1980), deutscher Radrennfahrer
- Richard Husmann (1922–1987), tschechischer Schriftsteller
- Richard Leon Hutcherson (1931–2005), US-amerikanischer Automobilrennfahrer und Unternehmer, siehe Dick Hutcherson
- Richard Hutson (1748–1795), US-amerikanischer Politiker
- Richard Hutter (1883–1947), österreichischer Kabarettist, Drehbuchautor und Produzent beim deutschen Stummfilm
- Richard Hüttig (1827–1911), deutscher Fotoindustrie-Unternehmer
- Richard Hüttig (1908–1934), deutscher Widerstandskämpfer
- Richard John Hyde (1936–2019), US-amerikanischer Jazz- und Studiomusiker, siehe Dick Hyde
- Richard Hyman (* 1942), britischer Wirtschaftswissenschaftler
- Richard Roven Hyman (* 1927), US-amerikanischer Jazz-Pianist und Arrangeur, siehe Dick Hyman
- Richard Hymns (* 1947), US-amerikanischer Tontechniker
- Richard O. Hynes (* 1944), britisch-US-amerikanischer Molekularbiologe

#### I
- Richard Howard Ichord (1926–1992), US-amerikanischer Politiker
- Richard Idoine (* 1990), neuseeländischer Eishockeyspieler
- Richard Ihetu (1929–1971), nigerianischer Boxer, siehe Dick Tiger
- Richard Illge (1868–1948), deutscher Politiker
- Richard Imbt (1900–1987), deutscher Politiker
- Richard Immelmann (vor 1895–nach 1906), Opernsänger
- Richard Ingoldesby († 1719), Gouverneur der englischen Kolonie New York
- Richard L. Irby (1918–2002), US-amerikanischer Offizier, Generalmajor der US-Army
- Richard Harold Irish (1930–2015), US-amerikanischer Automobilrennfahrer, siehe Dick Irish
- Richard Dickinson Irvin (1892–1957),  kanadischer Eishockeyspieler und -trainer, siehe Dick Irvin
- Richard Irvine (1910–1976), US-amerikanischer Szenenbildner
- Richard Irving (1917–1990), US-amerikanischer Schauspieler, Fernsehregisseur und -produzent
- Richard Isay (1934–2012), US-amerikanischer Psychiater

#### J
- Richard Jackman (* 1978), kanadischer Eishockeyspieler
- Richard Jackson junior (1764–1838), US-amerikanischer Politiker
- Richard Jacques (* 1973), britischer Komponist
- Richard Jacob (1877–1960), deutscher Gitarrenbauer
- Richard Jacobi (1850–1916), deutscher Journalist und Schriftsteller
- Richard Jacoby (1877–1941), deutscher Chemiker
- Richard Jäckle (1912–1990), deutscher Politiker
- Richard Jaeger (1913–1998), deutscher Politiker
- Richard Jaeckel (1926–1997), US-amerikanischer Schauspieler
- Richard Jaehne (1858–1905), deutscher Politiker
- Richard Adolf Jaenicke (1858–1917), deutscher Konstrukteur und Mitbegründer der Chemnitzer Wanderer-Werke
- Richard Jahnke (1868–1933), deutscher Philologe, Schulleiter und Ministerialdirektor
- Richard Jakoby (1929–2017), deutscher Musikpädagoge und Kulturmanager
- Richard James (* 1956), australischer Sprinter, Bildungswissenschaftler und Hochschullehrer
- Richard D. James (* 1952), US-amerikanischer Ingenieur
- Richard David James (* 1971), irischer Musiker, siehe Aphex Twin
- Richard T. James (1910–1965), US-amerikanischer Politiker
- Richard Janko (* 1955), britisch-US-amerikanischer Gräzist
- Richard Wayne Janney (1945–2021), US-amerikanischer Anglist
- Richard Janno (1900–1942), estnischer Schriftsteller
- Richard Jansen (1878–1941), deutscher Architekt
- Richard Janssen (* 1961), niederländischer Songwriter, Sänger und Gitarrist
- Richard Janthur (1883–1956), deutscher Maler, Grafiker, Illustrator und Zeichenlehrer
- Richard Jardine (* 1953), britischer Geotechniker und Hochschullehrer
- Richard Jareš (* 1981), tschechischer Eishockeyspieler
- Richard Jatzek (1906–1943), deutscher kommunistischer Widerstandskämpfer gegen den Nationalsozialismus
- Richard Jebb (1729–1787), britischer Mediziner
- Richard Claverhouse Jebb (1841–1905), britischer klassischer Philologe und Politiker
- Richard Jecht (1858–1945), deutscher Historiker
- Richard Jefferies (1848–1887), britischer Naturschriftsteller
- Richard Jefferies (* 1956), US-amerikanischer Drehbuchautor und Regisseur
- Richard Manning Jefferies (1889–1964), US-amerikanischer Politiker
- Richard Jefferson (* 1980), US-amerikanischer Basketballspieler
- Richard Jelinek (1914–2010), österreichischer Bauingenieur und Hochschullehrer
- Richard Jenkins (* 1947), US-amerikanischer Schauspieler
- Richard Jenčík (* 1985), slowakischer Eishockeyspieler
- Richard Jensen (* 1996), finnischer Fußballspieler
- Richard Jewell (1962–2007), US-amerikanischer Wachmann
- Richard Jewinski (1887–1984), deutscher Offizier, zuletzt Konteradmiral der Kriegsmarine
- Richard Job (1921–2010), deutscher Fußballspieler und Trainer
- Richard Jobson (fl. 17. Jh.), englischer Entdecker
- Richard Jobson (1941–2008), jamaikanischer Filmemacher und Künstleragent, siehe Dickie Jobson
- Richard Johansson (1882–1952), schwedischer Eiskunstläufer
- Richard John (1845–1928), deutscher Schauspieler
- Richard John (1896–1965), deutscher General
- Richard Eduard John (1827–1889), deutscher Kriminalist und Jurist
- Richard Johns (* 1939), britischer Offizier der Royal Air Force
- Richard Johnson (1927–2015), britischer Schauspieler
- Richard Johnson  (1955–2024), US-amerikanischer Bogenschütze, siehe Butch Johnson
- Richard Johnson (* 1974), australischer Fußballspieler
- Richard Johnson, walisischer Sänger, siehe Richard & Adam
- Richard Brown Johnson (1925–2010), US-amerikanischer Jazz-Altsaxophonist, siehe Dick Johnson
- Richard Mentor Johnson (1780–1850), US-amerikanischer Politiker
- Richard Johnston (* 1948), kanadischer Politikwissenschaftler
- Richard Johnstone (1936–2022), neuseeländischer Radrennfahrer
- Richard Jonckheere (* 1963), belgischer Musiker, siehe Richard 23
- Richard Jones (* um 1534; † nach 1577), walisischer Politiker
- Richard Jones († 1744), englischer Violinist und Komponist
- Richard Jones, englischer Poolbillardspieler
- Richard Jones (* 1949), britischer Automobilrennfahrer
- Richard M. Jones (1889/1892–1945), US-amerikanischer Jazzmusiker, Komponist und Musikproduzent
- Richard Percy Jones (1927–2014), US-amerikanischer Schauspieler und Synchronsprecher, siehe Dick Jones
- Richard T. Jones (* 1972), US-amerikanischer Schauspieler
- Richard Jordan (1847–1922), österreichischer Architekt
- Richard Jordan (1902–1994), britischer Generalleutnant
- Richard Jordan (1937–1993), US-amerikanischer Schauspieler
- Richard Jörg (1908–1992), deutscher Architekt und Baubeamter
- Richard M. Jorgensen (1934–1990), US-amerikanischer Schiedsrichter im American Football, siehe Dick Jorgensen
- Richard Joseph (1953–2007), britischer Musiker und Tontechniker
- Richard Jouve (* 1994), französischer Skilangläufer
- Richard Joyce (* 1966), britischer Philosoph
- Richard John Joyce (* 1946), neuseeländischer Ruderer, siehe Dick Joyce
- Richard Jozsa (* um 1954), australischer Mathematiker
- Richard Jügler (1889–nach 1941), deutscher Journalist und Hauptschriftleiter
- Richard Juma (* 1945), kenianischer Langstreckenläufer
- Richard Jung (1911–1986), deutscher Neurologe
- Richard Jung (* 1982), deutscher Triathlet
- Richard Alexander Jung (* 1970), deutscher Ska-, Reggae- und Dancehall-Künstler, siehe Dr. Ring-Ding
- Richard Jungclaus (1905–1945), deutscher SS-Gruppenführer und Generalleutnant der Polizei
- Richard Justin (* 1979), südsudanesischer Fußballspieler
- Richard Jutras (* 1958), kanadischer Schauspieler

#### K
- Richard Kaan (1897–1969), österreichischer Politiker
- Richard Kaan (* 1954), österreichischer Autor, Vortragsredner und Journalist
- Richard Kaaserer (1896–1947), deutscher SS-Oberführer sowie SS- und Polizeiführer
- Richard Kapelwa Kabajani (1943–2007), namibischer Aktivist, Politiker und Diplomat
- Richard Kabisch (1868–1914), deutscher Theologe, Pädagoge und Schriftsteller
- Richard Kablitz (1868–1959), deutscher Erfinder und Unternehmer
- Richard Kackstein (1903–1966), deutscher Politiker
- Richard Kaczynski (* 1963), US-amerikanischer Autor und Dozent
- Richard Kaden (1856–1923), deutscher Musiker
- Richard Kaden (1862–1948), deutscher Generalleutnant
- Richard Kadison (1925–2018), US-amerikanischer Mathematiker
- Richard Kadrey (* 1957), US-amerikanischer Schriftsteller, Autor und Fotograf
- Richard L. Kagan (* 1943), US-amerikanischer Historiker
- Richard Kahle (1842–1916), deutscher Theaterschauspieler
- Richard Kähler (* 1951), deutscher Satiriker, Buch- und Fernseh-Autor, Fotograf, Übersetzer und Musiker
- Richard Kahn (1890–nach 1933), deutscher Unternehmer, Gründer der Richard Kahn GmbH
- Richard Kahn (1905–1989), britischer Wirtschaftswissenschaftler
- Richard C. Kahn (1897–1960), US-amerikanischer Filmregisseur, Filmproduzent und Drehbuchautor
- Richard Kahnt (1871–nach 1923), deutscher Gewerkschaftsfunktionär und Politiker
- Richard Kaiser (1935–2019), österreichischer Politiker
- Richard von Kalckreuth (1808–1879), preußischer Generalleutnant
- Richard von Kalitsch (1822–1906), deutscher Forstwissenschaftler und Ornithologe
- Richard Kalkhof (1858–1925), deutscher Jurist und Politiker
- Richard Kallee (1854–1933),  deutscher Pfarrer und Heimatforscher
- Richard Kallenbach (1889–1984), deutscher Jurist und Politiker
- Richard Kazadi Kamba (* 1964),  kongolesischer Geistlicher, Bischof von Kolwezi
- Richard Kämmerlings (* 1969), deutscher Literaturkritiker
- Richard Kampf (1859–1919), deutscher Architekt des Historismus
- Richard Kamuca (1930–1977), US-amerikanischer Jazz-Tenorsaxophonist, siehe Richie Kamuca
- Richard Kamwi (* 1950), namibischer Politiker
- Richard Kandt (ursprünglich Richard Kantorowicz; 1867–1918), deutscher Arzt und Afrikaforscher
- Richard Kannicht (1931–2020), deutscher klassischer Philologe
- Richard Kapferer (1884–1954), deutscher Arzt und Medizinhistoriker
- Richard Kapita (* 1955), sambischer Politiker
- Richard Kaplenig (* 1963), österreichischer Maler
- Richard Kapp (* 1976), österreichischer Musiker, Sänger und Komponist
- Richard Kappelin (* 1983), schwedischer Handballspieler
- Richard Kaps (1845–1876), deutscher Opernsänger
- Richard Kapuš (* 1973), slowakischer Eishockeyspieler
- Richard Karn (* 1956), US-amerikanischer Schauspieler und Showmaster
- Richard M. Karp (* 1935), US-amerikanischer Informatiker
- Richard Karpellus (1897–1971), österreichischer Ingenieur in der Energiewirtschaft des Burgenlands
- Richard Karutz (1867–1945), deutscher Arzt und Ethnologe
- Richard Karwehl (1885–1979), deutscher Pfarrer
- Richard Kaselowsky (1852–1921), deutscher Unternehmer und Politiker
- Richard Kaselowsky (1888–1944), deutscher Unternehmer
- Richard Kaselowsky (1921–2002), deutscher Unternehmer
- Richard Kasper (1932–2019), deutscher Politiker
- Richard Felix Kaszemeik (1914–1944), deutscher Pazifist und Deserteur
- Richard Katz (1888–1968), deutscher Journalist und Schriftsteller
- Richard Katz (1916–1981), britischer Jazzmusiker, siehe Dick Katz
- Richard Aaron Katz (1924–2009), US-amerikanischer Jazzmusiker, siehe Dick Katz
- Richard Katzenstein (1868–1942), deutscher Chemiker, Unternehmer und Holocaust-Opfer
- Richard Kauffmann (1887–1958), deutscher Architekt
- Richard Kauffungen (1854–1942), österreichischer Bildhauer des Historismus
- Richard von Kaufmann (1849–1908), deutscher Nationalökonom, Kunstsammler und Mäzen
- Richard Horatio Kavanian (* 1971), deutscher Schauspieler und Komiker, siehe Rick Kavanian
- Richard Kawakami (1931–1987), US-amerikanischer Politiker
- Richard Keats (* 1964), US-amerikanischer Schauspieler, Komiker und Performance Coach
- Richard Goodwin Keats (1757–1834), britischer Marineoffizier zur Zeit Nelsons
- Richard Keese (1794–1883), US-amerikanischer Jurist und Politiker
- Richard von Kehler (1866–1943), deutscher Ballonfahrer, Luftschiffpionier, Militär
- Richard Kehr (1898–1963), deutscher Politiker
- Richard Keilholz (1873–1937), schlesischer Heimatforscher
- Richard von Keiser (1867–1946), deutscher Generalmajor
- Richard Matthewson Keith (1933–1967), nordirischer Fußballspieler, siehe Dick Keith
- Richard Keller (* 1961), US-amerikanischer Jazzmusiker, siehe Rick Keller
- Richard Keller (* 1964), US-amerikanischer Politiker, siehe Ric Keller
- Richard Kelly (1924–2005), US-amerikanischer Politiker
- Richard Kelly (* 1975), US-amerikanischer Regisseur, Drehbuchautor und Produzent
- Richard Kennedy (* 1932), US-amerikanischer Autor
- Richard T. Kennedy (1919–1998), US-amerikanischer Offizier und Diplomat
- Richard Kennelly (* 1965), US-amerikanischer Ruderer
- Richard R. Kenney (1856–1931), US-amerikanischer Politiker
- Richard Kenyon (* 1964), US-amerikanischer Mathematiker
- Richard Keogh (* 1986), irischer Fußballspieler
- Richard Ernst Kepler (1851–um 1930), deutscher Illustrator und Maler
- Richard Kepp (1912–1984), deutscher Gynäkologe und Geburtshelfer
- Richard Kermode (* 1955), fidschianischer Leichtathlet
- Richard Kern (* 1954), US-amerikanischer Underground-Regisseur und Fotograf
- Richard Kern (1867–nach 1907), deutscher Rittergutsbesitzer und Politiker
- Richard Kerschagl (1896–1976), österreichischer Nationalökonom
- Richard Kersten (* 1949), britisch-deutscher Musiker
- Richard Keßler (auch Richard Kessler; 1875–1960), deutscher Librettist
- Richard Keßler (1940–2016), deutscher Politiker
- Richard von Ketteler (1819–1855), deutscher Geistlicher und Ordensoberer
- Richard von Khevenhüller-Metsch (1813–1877), 5. Reichsfürst von Khevenhüller-Metsch sowie kaiserlicher und königlicher Geheimer Rat, Naturforscher
- Richard Kick (* 1947), deutscher Dreispringer
- Richard Kidder (1633–1703), britischer Theologe und Bischof von Bath und Wells
- Richard Kieckhefer (* 1946), US-amerikanischer Historiker
- Richard Kiefer  (1939–2025), US-amerikanischer Jazztrompeter, siehe Rick Kiefer
- Richard Kieffer (1905–1983), deutscher Pulvermetallurge und Hartmetallfachmann
- Richard Kiel (1939–2014), US-amerikanischer Schauspieler
- Richard Kienast (1892–1976), deutscher Germanist
- Richard von Kienle (1908–1985), deutscher Linguist
- Richard Kiepert (1846–1915), deutscher Geograph und Kartograf
- Richard Kiessler (* 1944), deutscher Journalist und Publizist
- Richard Kiley (1922–1999), US-amerikanischer Film- und Theaterschauspieler
- Richard Kiliani (1861–1927), deutscher Jurist, Diplomat und Buchautor
- Richard Kilty (* 1989), britischer Sprinter
- Richard Kim (1917–2001), US-amerikanischer Kampfkunstmeister
- Richard Kind (* 1956), US-amerikanischer Schauspieler und Synchronsprecher
- Richard King, US-amerikanischer Tontechniker
- Richard A. H. King (* 1962), britischer Philosophiehistoriker und Sinologe
- Richard Kingson (* 1978), ghanaischer Fußballtorwart
- Richard P. Kinkade (1939–2020), US-amerikanischer Romanist
- Richard Timothy Kinney (1916–1985), US-amerikanischer Trickfilm- und Comic-Autor, siehe Dick Kinney
- Richard Kiprop (* 1989), kenianischer Langstreckenläufer
- Richard H. Kirk (1956–2021), britischer Musiker, Komponist und Musikproduzent
- Richard Kirman (1877–1959), US-amerikanischer Politiker, Gouverneur von Nevada
- Richard Kirn (1902–1988), deutscher Politiker
- Richard Kirn (1905–1979), deutscher Zeitungsjournalist und Autor
- Richard Kirsch (1915–1971), deutscher Chirurg und Hochschullehrer
- Richard Kirstein (1844–1926), deutscher Pfarrer
- Richard Kirwan (1733–1812), irischer Jurist und Chemiker
- Richard Kissling (1848–1919), Schweizer Bildhauer und Medailleur
- Richard Kitschigin (1930–2015), deutscher Journalist, Moderator, Buchautor und Fotograf
- Richard Kittler (1924–2009), österreichischer Komponist und Pädagoge
- Richard Kitzbichler (* 1974), österreichischer Fußballspieler und -trainer
- Richard Klapheck (1883–1939), deutscher Kunsthistoriker, Professor für Kunstgeschichte
- Richard Klapp (1841–nach 1894), deutscher Verwaltungsjurist, Rechtsanwalt und königlich-preußischer Landrat
- Richard D. Klausner (* 1951), US-amerikanischer Zellbiologe und Biotechnologie-Unternehmer
- Richard M. Kleberg (1887–1955), US-amerikanischer Politiker
- Richard Klebs (1850–1911), deutscher Geologe und Pharmakologe
- Richard Kleffel (1850–1919), deutscher Sanitätsoffizier
- Richard Klein (1888–nach 1932), deutscher Politiker
- Richard Klein (1890–1967), deutscher Maler und Grafiker
- Richard Klein (1934–2006), deutscher Althistoriker
- Richard Klein (1953–2021), deutscher Musikwissenschaftler, Musikphilosoph und Organist
- Richard Klein, Pseudonym von Herbert Knötzl, österreichischer Kabarettist, siehe Projekt X
- Richard Rudolf Klein (1921–2011), deutscher Musiker, Komponist und Hochschullehrer
- Richard G. Kleindienst (1923–2000), US-amerikanischer Politiker
- Richard Kleine (1874–1948), deutscher Entomologe, Koleopterologe und Phytopathologe
- Richard Kleineibst (1886–1976), deutsch-schweizerischer Politiker und Journalist
- Richard Kleinmichel (1846–1901), deutscher Komponist, Kapellmeister und Pianist
- Richard Klemm (1902–1988), deutscher Cellist, Komponist und Hochschullehrer
- Richard Klepzig (vor 1879–nach 1912), deutsch-schweizerischer Architekt
- Richard Klett (1867–1948), deutscher Tierarzt
- Richard Klewer (1898–1973), deutscher Kommunalpolitiker
- Richard Klima (* 1972), österreichischer Amateurkickboxer
- Richard Kline (Richard Klein; * 1944), US-amerikanischer Schauspieler und Fernsehregisseur
- Richard C. Kline (* vor 1978), US-amerikanischer Tontechniker, siehe Rick Kline
- Richard H. Kline (1926–2018), US-amerikanischer Kameramann
- Richard Kling (1905–1990), deutscher Kommunalpolitiker
- Richard Klingen (1873–1924), deutscher Landschafts-, Genre- und Porträtmaler
- Richard Klinkhardt (1916–2011), deutscher Ingenieur und Unternehmer
- Richard von Klitzing (1842–1907), preußischer General der Infanterie
- Richard Klophaus (* 1965), deutscher Ökonom und Hochschullehrer
- Richard Klotzbücher (1902–1945), deutscher Arbeiter und Opfer der NS-Kriegsjustiz
- Richard Kloß (1867–1934), deutscher Jurist und Präsident des Reichsfinanzhofs
- Richard A. Knaak (* 1961), US-amerikanischer Autor
- Richard Knabl (1789–1874), österreichischer Altertumsforscher
- Richard Knaus (1889–1974), österreichischer Landschafts- und Porträtmaler
- Richard Knecht (1887–1966), deutscher Bildhauer und Maler
- Richard F. Kneip (1933–1987), US-amerikanischer Politiker, Gouverneur von South Dakota
- Richard Charles Knellar (1941–1969), britischer Pop-Musiker, siehe Dickie Pride
- Richard Payne Knight (1750–1824), britischer Kunstkenner, Sammler und Amateurarchäologe
- Richard Knoller (1869–1926),  österreichischer Fahrzeugkonstrukteur und Flugwissenschaftler
- Richard Knorre (1900–1964), tschechoslowakischer Politiker
- Richard Knötel (1857–1914), deutscher Maler, Lithograf und Schriftsteller
- Richard T. Knowles (1916–2013), US-amerikanischer Offizier, Generalleutnant der US Army
- Richard Knussert (1907–1966), deutscher Lehrer, Gymnasialprofessor und Erforscher römischer Straßen
- Richard Kobrak (1890–1944),  deutscher Sozialpolitiker
- Richard Koch (Richard von Koch; 1834–1910), deutscher Jurist und Reichsbankpräsident
- Richard Koch (1863–1927), deutscher Konteradmiral
- Richard Koch (1882–1949), deutscher Mediziner und Medizinhistoriker
- Richard Koch (1887–1972), deutscher Ingenieur und Fertigungsplaner
- Richard Koch (1895–1970), deutscher Schriftsteller
- Richard Koch (1916–1992), deutscher Landwirt und Politiker
- Richard Koch (* 1979), österreichischer Jazztrompeter
- Richard Kockel (1865–1934), deutscher Pathologe und Universitätsprofessor
- Richard Koebner (1885–1958), deutsch-israelischer Historiker
- Richard Koenigs (1853–1921), deutscher Verwaltungsbeamter
- Richard Kohlberger (1911–1990), deutscher Gewerkschafter und Politiker
- Richard Kohler (* vor 1980), US-amerikanischer technischer Wracktaucher und Historiker für Schiffswracks
- Richard Köhler (1886–1964), tschechoslowakischer Politiker
- Richard Köhler (1916–1948), deutscher SS-Unterscharführer
- Richard Köhler (1936–2020), deutscher Wirtschaftswissenschaftler
- Richard Kohn (1888–1963), österreichischer Fußballspieler
- Richard H. Kohn (* 1940), US-amerikanischer Militärhistoriker
- Richard Köhn (19./20. Jh.), deutscher Politiker, Bürgermeister von Pinneberg
- Richard Kolb (1891–1945), deutscher Rundfunkintendant zur Zeit des Nationalsozialismus
- Richard Kölbl (* 1967), deutscher Geologe und Übersetzer
- Richard Kolewe (1853–1943), preußischer General der Infanterie
- Richard Kolitsch (1989–2014),  deutscher Fußballspieler
- Richard Kolkwitz (1873–1956), deutscher Botaniker
- Richard Koll (1897–1963), deutscher Generalleutnant im Zweiten Weltkrieg
- Richard D. Kolodner (* 1951), US-amerikanischer Genetiker, Biochemiker und Molekularbiologe
- Richard Konetzke (1897–1980), deutscher Historiker
- Richard König (1863–1937), deutscher Bildhauer
- Richard König (1867–1937), deutscher Rauchwarenhändler, siehe Richard König, Rauchwarenhandlung
- Richard König (1890–1949), Schweizer Politiker
- Richard König (1900–1961), deutscher Filmproduzent
- Richard von König-Warthausen (1830–1911), deutscher Naturforscher
- Richard von Könneritz (1828–1910), deutscher Rittergutsbesitzer, Diplomat und Politiker, Landtagspräsident im Königreich Sachsen
- Richard Konwiarz (1883–1960), deutscher Architekt und Baubeamter
- Richard Koo (* 1954), taiwanischer Ökonom
- Richard Koppe (1916–1973), US-amerikanischer Maler
- Richard Korherr (1903–1989), deutscher Nationalökonom und Statistiker
- Richard Korn (1871–1940), deutscher Politiker, Bürgermeister von Gladbeck
- Richard Körner (1874–1915), österreichischer Oberstleutnant
- Richard Koss (1850–1932), deutscher Bauingenieur und preußischer Baubeamter
- Richard von Kossel (1830–1905), preußischer Generalleutnant
- Richard Koßwig (19./20. Jh.), deutscher Fußballspieler
- Richard Kostelanetz (* 1940), US-amerikanischer Autor und Medienkünstler
- Richard Köstner (vor 1934–1967), deutscher Unternehmer, Gründer der Richard Köstner AG
- Richard Kothe (1863–1925), deutscher Chemiker
- Richard Kotuk (1942–1998), US-amerikanischer Journalist, Filmregisseur und Filmproduzent
- Richard Dale Kotzen Jr. (* 1970), US-amerikanischer Gitarrist und Sänger, siehe Richie Kotzen
- Sécré Richard Kouamé (* 1958), ivorischer Politiker
- Richard von Kraewel (1861–1943), preußischer General der Infanterie
- Richard von Krafft-Ebing (1840–1902), deutscher Psychiater und Gerichtsmediziner
- Richard Krajicek (* 1971), niederländischer Tennisspieler
- Richard Krajčo (* 1977), tschechischer Theater- und Filmschauspieler, Sänger und Songschreiber
- Richard Král (* 1970), tschechischer Eishockeyspieler
- Richard von Kralik (1852–1934), österreichischer Schriftsteller und Kulturphilosoph
- Richard Kramer (1895–1974), deutscher Politiker
- Richard A. Kramer (* 1938), US-amerikanischer Musikwissenschaftler
- Richard Krams (1920–1998), deutscher Berufspädagoge, Direktor eines Chemieunternehmens
- Richard C. Kratina (1928–1999), US-amerikanischer Kameramann
- Richard Kraus (1902–1978), deutscher Dirigent
- Richard M. Krause (1925–2015), US-amerikanischer Immunologe und Mikrobiologe
- Richard Kräusel (1890–1966), deutscher Paläobotaniker
- Richard Kraut (* 1944), US-amerikanischer Philosoph und Philosophiehistoriker
- Richard Krautheimer (1897–1994), deutsch-amerikanischer Kunsthistoriker
- Richard Krawczyk (* 1947), französischer Fußballspieler
- Richard Krebs (1906–1996), deutscher Leichtathlet
- Richard Herrmann Julius Krebs (1905–1951), deutscher Geheimagent und Autor, siehe Jan Valtin
- Richard Krentzlin (1864–1956), deutscher Klavierpädagoge, Pianist, Arrangeur und Komponist
- Richard Kreß (1925–1996), deutscher Fußballspieler
- Richard Kreutz (* 1997), deutscher Schauspieler
- Richard Franz Kreutel (1916–1981), österreichischer Turkologe, Übersetzer und Botschafter
- Richard Krieger (1818–1906), deutscher Jurist, Beamter und Politiker
- Richard Krieger (1856–1920), deutscher Lehrer und Entomologe
- Richard Kriesche (* 1940), österreichischer Künstler, Kunst- und Medientheoretiker
- Richard Kriese (1925–2019), deutscher Evangelist
- Richard Carl Krogmann (1859–1932), deutscher Kaufmann, Reeder und Verbandspolitiker
- Richard Kröll (1968–1996), österreichischer Skirennläufer
- Richard Kromm (* 1964), US-amerikanischer Eishockeyspieler
- Richard Kroner (1884–1974), deutscher Philosoph und Theologe
- Richard Kropf (* 1979), deutscher Drehbuchautor, Dramatiker und Schauspieler
- Richard Krotschak (1904–1989), österreichischer Cellist und Musikpädagoge
- Richard Krüger (1880–1965), deutscher Politiker
- Richard Krüger (1930–1995), deutscher Schauspieler
- Richard Krummel (1925–2017), US-amerikanischer Germanist
- Richard Kruspe (* 1967), deutscher Musiker
- Richard Krust (* 1928), deutscher Bogenschütze
- Richard Krzymowski (1875–1960), deutscher Agrarwissenschaftler
- Richard Kubus (1914–1987), deutscher Fußballspieler
- Richard Küch (1860–1915), deutscher Physiker und Chemiker
- Richard Kucharczyk (1908–1985), deutscher kommunistischer Widerstandskämpfer und politischer KZ-Häftling
- Richard Küchen (1898–1974), deutscher Ingenieur
- Richard Kuder (1852–1912), deutscher Architekt
- Richard Kuenzer (1875–1945), deutscher Jurist und Diplomat
- Richard Kühle (1894–nach 1920), deutscher Schriftsteller und Drehbuchautor
- Richard von Kühlmann (1873–1948), deutscher Diplomat und Industrieller
- Richard Kuhlo (1850–1923), deutscher Unternehmer
- Richard Kuhn (1900–1967), österreichisch-deutscher Chemiker
- Richard Kühn (19./20. Jh.), deutscher Fußballspieler
- Richard Kühnel (* 1969), österreichischer EU-Beamter
- Richard Kühnelt (1877–1930), österreichischer Schriftsteller
- Richard Kuklinski (1935–2006), US-amerikanischer Schwerverbrecher
- Richard Cornelius Kukula (1862–1919), österreichischer Philologe
- Richard Kulenkamp (1885–1950), deutscher Jurist
- Richard Kümmel (1822–1888), deutscher Turner und Turnpädagoge
- Richard Kummer (1884–1971), deutscher Landrat
- Richard Kund (1852–1904), deutscher Offizier und Forschungsreisender
- Richard Kunisch (1907–nach 1970), deutscher Politiker und Diplomat
- Richard Kunisch von Richthofen (1828–1885), deutscher Landrat
- Richard Kunze (1872–1945), deutscher Lehrer, Publizist und Politiker
- Richard Kuöhl (1880–1961), deutscher Bildhauer
- Richard Kuremaa (1912–1991), estnischer Fußballspieler
- Richard Kurfürst (1909–1991), österreichischer Journalist
- Richard Kurth (1908–1970), deutscher Konditor
- Richard Kürth (1875–1964), österreichischer Politiker
- Richard Küter (1877–1949), deutscher Politiker
- Richard Kuthan (1891–1958), österreichischer Fußballspieler
- Richard Emil Kutterer (1904–2003), deutscher Physiker, Ingenieur und Hochschuldozent
- Richard Kuykendoll (* 1999), US-amerikanischer Leichtathlet
- Richard Kwietniowski (ursprünglich Richard Dessent; * 1957), britischer Autor und Regisseur

#### L
- Richard Laabs (1895–1979), deutscher Theologe und Hochschullehrer
- Richard Labonté (1949–2022), kanadischer Autor, Journalist, Buchhändler und Literaturkritiker
- Richard Lachmann (1885–1916), deutscher Geologe
- Richard Lackner (1919–2011), deutscher Bildhauer und Heimatforscher
- Richard de la Croix (1824–1902), preußischer Jurist
- Richard LaGravenese (* 1959), US-amerikanischer Drehbuchautor und Filmregisseur
- Richard Lainhart (1953–2011), US-amerikanischer Komponist, Musiker und Filmemacher
- Richard Laird  (1941–2021), neuseeländischer Jazz-Bassist, siehe Rick Laird
- Richard Stuart Lake (1860–1950), kanadischer Politiker
- Richard Lakowski (* 1938), deutscher Militärhistoriker
- Richard-William Lamb (1907–1974), australischer Radrennfahrer
- Richard Lambart, 6. Earl of Cavan (vor 1725–1778), irischer Peer und britischer General
- Richard Lambourne (* 1975), US-amerikanischer Volleyballspieler
- Richard Laming (um 1798–1879), englischer Arzt, Naturforscher, Erfinder, Chemiker und Industrieller
- Richard Lamm (1935–2021), US-amerikanischer Politiker
- Richard Lammel (1899–1951), deutscher Politiker
- Richard Lander (1804–1834), englischer Afrikaforscher
- Richard Landes (* 1949), US-amerikanischer Historiker und Autor
- Richard Landry (* 1938), US-amerikanischer Musiker und Künstler
- Richard Landsberg (1873–1940), deutscher Architekt
- Richard Landström (* 1991), schwedischer E-Sportler
- Richard Landwehrmeyer (1929–2006), deutscher Bibliothekar
- Richard Lane (1899–1982), US-amerikanischer Schauspieler und Fernsehansager
- Richard Lane (1918–2008), australischer Schriftsteller und Drehbuchautor
- Richard Lane (1928–2002), US-amerikanischer American-Football-Spieler, siehe Dick Lane
- Richard Lang (1882–1935), deutscher Geologe
- Richard Lang (* 1956), britischer Schachprogrammierer
- Richard Lang (* 1989), australischer Radrennfahrer
- Richard Lange (1845–1932), deutscher Uhrmacher und Unternehmer
- Richard Lange (1868–1939), deutscher Konteradmiral und Marineattaché
- Richard Lange (1879–1944), deutscher Bildhauer
- Richard Lange (1881–nach 1932), deutscher Politiker
- Richard Lange (1887–1963), deutscher Politiker
- Richard Lange (1888–1969), deutscher Lehrer, Natur- und Heimatfreund
- Richard Lange (1906–1995), deutscher Rechtswissenschaftler und Kriminologe
- Richard Langeheine (1900–1995), deutscher Jurist, Verwaltungsbeamter und Politiker
- Richard Langer (1879–1950), deutscher Bildhauer und Hochschullehrer
- Richard Langin (* 1963), französischer Schauspieler und Pornodarsteller
- Richard La Nicca (1794–1883), Schweizer Ingenieur
- Richard Lankford (1914–2003), US-amerikanischer Politiker
- Richard LaPiere (1899–1986), US-amerikanischer Soziologe
- Richard La Pierre (1842–1893), deutscher Architekt und preußischer Baubeamter
- Richard Paul Lapointe (1955–1999), kanadischer Eishockeyspieler, siehe Rick Lapointe
- Richard Laqueur (1881–1959), deutscher Althistoriker und Klassischer Philologe
- Richard F. Larsen (* 1936), US-amerikanischer Politiker
- Richard Ray Larsen (* 1965), US-amerikanischer Politiker, siehe Rick Larsen
- Richard LaSalle (1918–2015), US-amerikanischer Filmkomponist
- Richard Lashof (1922–2010), US-amerikanischer Mathematiker
- Richard O. Latham (1906–1980), englischer Organist, Chorleiter und Komponist
- Richard Lattorf (1864–1959), deutscher Kaufmann und Industrie-Manager
- Richard Latzel (* 1985), deutscher Sportwissenschaftler und Hochschullehrer
- Richard Lauchert (1823–1868), deutscher Maler
- Richard Lauffen (1907–1990), deutscher Schauspieler
- Richard Laufner (1916–2014), österreichisch-deutscher Historiker, Bibliothekar und Archivar
- Richard Laugs (1907–1978), deutscher Dirigent, Pianist und Hochschullehrer
- Richard Laurenson (* 1968), neuseeländischer Geistlicher, Bischof von Hamilton
- Richard Lauterbach (1914–1950), US-amerikanischer Journalist
- Richard Lauxmann (1898–1959), deutscher Jurist und Präsident der deutschen Post Osten
- Richard Lavenda (* 1955), US-amerikanischer Komponist
- Richard Law (1733–1806), US-amerikanischer Jurist und Politiker
- Richard Law, 1. Baron Coleraine (1901–1980), britischer Politiker
- Richard Law, 8. Baron Ellenborough (1926–2013), britischer Peer und Politiker
- Richard Lawrence (Richard Webster Lawrence; 1906–1974), US-amerikanischer Bobfahrer
- Richard Lawrence (Richard James Lawrence), Szenenbildner und Artdirector
- Richard D. Lawrence (1930–2016), US-amerikanischer Offizier, Generalleutnant der US-Army
- Richard Lawson (1927–2023), britischer Heeresoffizier, General
- Richard Lawson (* 1947), US-amerikanischer Schauspieler
- Richard Layard (* 1934), britischer Nationalökonom, Hochschullehrer und Politiker
- Richard Laymon (1947–2001), US-amerikanischer Schriftsteller
- Richard Lazarus (1922–2002), US-amerikanischer Psychologe, Stressforscher und Hochschullehrer
- Richard N. Leach Sr. (1940–2023), US-amerikanischer Tennisspieler und -trainer, siehe Dick Leach
- Richard Leacock (1921–2011), britischer Kameramann und Regisseur von Dokumentarfilmen
- Richard Leacock (* 1968), kanadischer Schauspieler
- Richard Leakey (1944–2022), kenianischer Paläoanthropologe
- Richard Lebküchner (1902–1981), deutscher SS-Führer und Kriminalrat
- Richard Ned Lebow (* 20. Jh.), US-amerikanischer Politikwissenschaftler
- Richard W. Leche (1898–1965), US-amerikanischer Politiker, Gouverneur von Louisiana
- Richard LeCounte (* 1998), US-amerikanischer American-Football-Spieler
- Richard Leder (* 20. Jh.), deutscher Automobilrennfahrer
- Richard Ledgett (* 1958), US-amerikanischer Geheimdienstler
- Richard Leduc (1941–2022), französischer Schauspieler
- Richard Lee (* 1933), US-amerikanischer Kampfsportler
- Richard B. Lee (* 1937), kanadischer Anthropologe
- Richard Bland Lee (1761–1827), US-amerikanischer Politiker
- Richard Henry Lee (1732–1794), sechster Präsident des Kontinentalkongresses, Unterzeichner der Verfassung der Vereinigten Staaten
- Richard Lee (* 1978), US-amerikanischer Filmregisseur, siehe Rich Lee
- Richard Leech (1922–2004), irischer Schauspieler
- Richard Henry Leffler (1932–1998), australischer Hammerwerfer, siehe Dick Leffler
- Richard LeFrak (* 1945), US-amerikanischer Geschäftsmann
- Richard Legh, 5. Baron Newton (* 1950), britischer Peer, Anwalt und Politiker
- Richard H. Lehman (* 1948), US-amerikanischer Politiker
- Richard Lehmann (1845–1942), deutscher Geograph und Hochschullehrer
- Richard Lehmann (1864–1943), deutscher Ingenieur und Industrieller
- Richard Lehmann (1900–1945), deutscher Widerstandskämpfer
- Richard Lehmann (1911–1934), österreichischer Widerstandskämpfer
- Richard Lehners (1918–2000), deutscher Gewerkschafter und Politiker
- Richard von Leibbrand (1851–1929), deutscher Bauingenieur und württembergischer Baubeamter
- Richard Leibinger (* 1949), deutscher Politiker, Oberbürgermeister von Waldkirch
- Richard Leibler (1914–2003), US-amerikanischer Mathematiker und Kryptologe
- Richard Leidholdt (1821–1878), deutscher Unternehmer und Politiker
- Richard Leinert (1903–1962), deutscher Politiker
- Richard Leising (1934–1997), deutscher Lyriker
- Richard Leißling (1878–1957), deutscher Lehrer, Biologe, Heimatforscher und Naturschutzbeauftragter
- Richard Leman (* 1959), britischer Hockeyspieler
- Richard Lenel (1869–1950), deutscher Industriepionier
- Richard Lengyel (1902–1940), ungarischer Kommunist, Journalist und Schriftsteller
- Richard Gerard Lennon (1947–2019), US-amerikanischer Geistlicher, Bischof von Cleveland
- Richard Lenski (* 1956), US-amerikanischer Evolutionsbiologe
- Richard Palmer Lenz (* 1939), US-amerikanischer Schauspieler, siehe Rick Lenz
- Richard Lenzmann (1856–1927), deutscher Mediziner
- Richard Leopold (1873–1929), deutscher Komiker
- Richard Leopold (1909–1997), deutscher Gewichtheber
- Richard LeParmentier (1946–2013), US-amerikanischer Schauspieler und Drehbuchautor
- Richard Le Poer (* 1987), englischer Polospieler
- Richard Lepsius (1851–1915), deutscher Geologe
- Richard Lepsius (1885–1969), Reichswirtschaftsrichter
- Richard A. Lerner (1938–2021), US-amerikanischer Biochemiker
- Richard Lert (ursprünglich Johann Friedrich Löw, eigentlich Levi; 1885–1980),  österreichisch-US-amerikanischer Dirigent
- Richard Lester (* 1932), US-amerikanischer Filmregisseur, Produzent und Autor
- Richard Lester (* 1949), britischer Ruderer
- Richard Neville Lester (1937–2006), britischer Botaniker
- Richard Leupold (* 1997), deutscher Skilangläufer
- Richard Leupoldt (1907–1983), deutscher Politiker
- Richard Leutheußer (1867–1945), deutscher Verwaltungsjurist und Politiker
- Richard Leutner (* 1955), österreichischer Politiker
- Richard Levinson (1934–1987), US-amerikanischer Drehbuchautor und Filmproduzent
- Richard Levitt (1935–2017), US-amerikanischer Countertenor und Gesangspädagoge
- Richard S. Levy (1940–2021), US-amerikanischer Historiker und Antisemitismusforscher
- Richard Lewinsohn (1894–1968), deutscher Wirtschafts-Journalist und Schriftsteller
- Richard Lewis (1920–2009), US-amerikanischer Fernsehproduzent
- Richard Lewis (1943–2020), britischer Theologe, Bischof von St. Edmundsbury und Ipswich
- Richard Lewis (1947–2024), US-amerikanischer Schauspieler und Komiker
- Richard Lewisohn (1875–1961), deutsch-US-amerikanischer Chirurg
- Richard Lewontin (1929–2021), US-amerikanischer Evolutionsbiologe, Genetiker und Gesellschaftskritiker
- Richard Lewy (1827–1883), österreichischer Waldhornist, Opernregisseur und Gesangslehrer
- Richard Norman Ley (* 1948), kanadischer Eishockeyspieler und -trainer, siehe Rick Ley
- Richard Leyton (* 1987), chilenischer Fußballtorwart
- Richard Li (* 1966), kanadischer Unternehmer
- Richard Libertini (1933–2016), US-amerikanischer Schauspieler
- Richard Liberty (1932–2000), US-amerikanischer Schauspieler
- Richard L. Liboff (1931–2014), US-amerikanischer Physiker
- Richard A. Licht (* 1948), US-amerikanischer Politiker
- Richard Lichtenstern (1870–1937), österreichischer Unternehmer
- Richard Lichtheim (1885–1963), zionistischer Politiker
- Richard Liebermann (1900–1966), deutscher Porträt- und Landschaftsmaler
- Richard Liebich (1810–1867), deutscher Richter und Politiker
- Richard Liebmann (1811–1871), deutscher Richter und Politiker
- Richard Liebreich (1830–1917), deutscher Physiologe und Pionier auf dem Gebiet der Augenheilkunde
- Richard Liebscher (1910–1990), deutscher Fechter
- Richard Lien (* 1943), US-amerikanischer Basketballtrainer
- Richard Lienhard (1919–2014), Schweizer Jurist, Journalist und Politiker
- Richard Liesche (1890–1957), deutscher Domkantor und Kirchenmusiker
- Richard Lietz (* 1983), österreichischer Automobilrennfahrer
- Richard P. Lifton (* 1953), US-amerikanischer Nephrologe
- Richard Ligon (ca. 1585–1662), britischer Schriftsteller
- Richard Lillehei (1927–1981), US-amerikanischer Chirurg
- Richard zu Limburg-Stirum (1874–1931), deutscher Rittergutsbesitzer und Verwaltungsbeamter
- Richard Limo (* 1980), kenianischer Langstreckenläufer
- Richard Limpert (1922–1991), deutscher Schriftsteller
- Richard Lin (1933–2011), britischer Maler und Bildhauer chinesischer Abstammung
- Richard Linde (1860–1926), deutscher Lehrer und Heimatforscher
- Richard Linde (1880–1965), deutscher Widerstandskämpfer gegen den Nationalsozialismus
- Richard Lindenberg (1869–1925), deutscher Unternehmer in der Stahlindustrie, Erbauer des ersten Elektrostahlofens
- Richard Lindner (19./20. Jh.), deutscher Unternehmer, siehe Richard Lindner, Rauchwaren-Zurichterei und -Färberei
- Richard Lindner (1901–1978), US-amerikanischer Maler deutscher Herkunft
- Richard Lindzen (* 1940), US-amerikanischer Atmosphärenphysiker und Klimaskeptiker
- Richard Lineback (* 1952), US-amerikanischer Schauspieler
- Richard Linke (1909–1995), deutscher Kapitän zur See der Bundesmarine
- Richard Linklater (* 1960), US-amerikanischer Filmregisseur
- Richard M. Linnehan (* 1957), US-amerikanischer Astronaut
- Richard Linsert (1899–1933), deutscher Publizist und Sexualwissenschaftler
- Richard Lintern (* 1962), englischer Theater- und Filmschauspieler
- Richard Lintner (* 1977), slowakischer Eishockeyspieler
- Richard Linz (1814–1893), preußischer Verwaltungsbeamter und Landrat des Landkreises Ottweiler
- Richard Lipez (1938–2022), US-amerikanischer Krimiautor
- Richard Lipiec (* 1948), Schweizer Jazzmusiker polnischer Herkunft
- Richard Lipinski (1867–1936), deutscher Gewerkschafter, Politiker und Schriftsteller
- Richard Lipps (1857–1926), deutscher Landschafts- und Architekturmaler
- Richard Adelbert Lipsius (1830–1892), deutscher Theologe
- Richard J. Lipton (* 1946), US-amerikanischer Informatiker
- Richard Little (* 1944), britischer Politikwissenschaftler
- Richard Livsey, Baron Livsey of Talgarth (1935–2010), britischer Politiker
- Richard Llewellyn (1906–1983), britischer Schriftsteller
- Richard Llewelyn-Davies, Baron Llewelyn-Davies (1912–1981),  britischer Architekt und Stadtplaner
- Richard Lloyd (1932–2012), iranischer Schauspieler, siehe Iloosh Khoshabe
- Richard Lloyd (1945–2008), britischer Automobilrennfahrer und Unternehmer
- Richard Lloyd (* 1951), US-amerikanischer Gitarrist
- Richard Carl Löblich (1849–1936), sächsischer Generalleutnant
- Richard Löber (1828–1907), deutscher Pfarrer und Theologe
- Richard Lochhead (* 1969), schottischer Politiker
- Richard Loeb (1905–1936), US-amerikanischer Mörder, siehe Leopold und Loeb
- Richard Loening (eigentlich Löwenthal; 1848–1913), deutscher Rechtswissenschaftler
- Richard von Loewe (1832–1896), preußischer Generalleutnant
- Richard von Loewis of Menar (1900–1931), deutscher politischer Aktivist
- Richard Lohmann (1881–1935), deutscher Lehrer, Journalist und Politiker
- Richard Löhmann (1845–1913), deutscher Jurist und Politiker
- Richard Lohrmann (1896–1970), deutscher Forstmann und Naturschützer
- Richard Paul Lohse (1902–1988), Schweizer Maler und Grafiker
- Richard Loibl (* 1965), deutscher Historiker und Museumsfachmann
- Richard Loncraine (* 1946), britischer Filmregisseur
- Richard Long (1927–1974), US-amerikanischer Schauspieler
- Richard Long (* 1945), britischer Land-Art-Künstler
- Richard Loo (1903–1983), US-amerikanischer Schauspieler chinesischer Herkunft
- Richard Looker (* 1971), US-amerikanischer Eishockeyschiedsrichter, siehe Rick Looker
- Richard Lörcher (1907–1970), deutscher Geistlicher, Posaunenwart, Lieddichter, Komponist und Diakon
- Richard Lorenz (1858–1915), deutschamerikanischer Pferde-, Landschafts- und Genremaler
- Richard Lorenz (1863–1929), österreichischer Chemiker
- Richard Lorenz (1847–1937), deutscher Lehrer, Turner und Heimatkundler
- Richard Lorenz (* 1934), deutscher Osteuropahistoriker
- Richard Lorenz (* 1972), deutscher Schriftsteller
- Richard Löscher (1860–nach 1918), deutscher Gutsbesitzer und Politiker
- Richard Losick (* 1943), US-amerikanischer Molekular- und Zellbiologe
- Richard Louis (1964–2025), barbadischer Leichtathlet
- Richard Lounello (* 1964), US-amerikanischer Schauspieler
- Richard Lourie (* 1940), US-amerikanischer Schriftsteller, Übersetzer und Publizist
- Richard Peter Lovato (* 1992), US-amerikanischer American-Football-Spieler, siehe Rick Lovato
- Richard Lovelace (1618–1657), englischer Dichter
- Richard Barrett Lowe (1902–1972), US-amerikanischer Politiker
- Richard Thomas Lowe (1802–1874), englischer Geistlicher und Naturforscher
- Richard Löwenbein (1894–1943), österreichischer Filmregisseur, Drehbuchautor und Filmarchitekt
- Richard Löwenthal (1908–1991), deutscher Politikwissenschaftler
- Richard Lower (1631–1691), englischer Arzt und Physiologe
- Richard Lower (1929–2008), US-amerikanischer Herzchirurg
- Richard Lubbock (1759–1808), englischer Chemiker
- Richard Lucae (1829–1877), deutscher Architekt, Direktor der Berliner Bauakademie
- Richard Luce, Baron Luce (* 1936), britischer Peer und Politiker
- Richard Luchsinger (1900–1993), Schweizer HNO-Arzt und Hochschullehrer
- Richard Lucke (1858–1928), deutscher Verwaltungsjurist
- Richard Ludloff (1860–nach 1913), deutscher Übersetzer, Autor und Dichter
- Richard Ludwig (1822–1909), deutscher Jurist und Politiker
- Richard Ludwig (1877–1946), deutscher Rugbyspieler
- Richard Ludwig (1881–1949), deutscher Schauspieler
- Richard Lugar (1932–2019), US-amerikanischer Politiker
- Richard Lugner (1932–2024), österreichischer Bauunternehmer
- Richard C. Lukas (* 1937), US-amerikanischer Historiker und Autor
- Richard Luksch (1872–1936), österreichisch-deutscher Bildhauer, Keramiker und Kunsthandwerker
- Richard Lumley, 12. Earl of Scarbrough (1932–2004), britischer Peer und Politiker
- Richard A. Lupoff (1935–2020), US-amerikanischer Schriftsteller
- Richard Lutz (* 1964), deutscher Betriebswirt und Manager
- Richard Lydekker (1849–1915), englischer Naturforscher, Geologe und Paläontologe
- Richard Lyle (* 1950), schottischer Politiker
- Richard Lee Lyman (* 1951), US-amerikanischer Archäozoologe, siehe R. Lee Lyman
- Richard Wall Lyman (1923–2012), US-amerikanischer Historiker und Hochschullehrer
- Richard Lynch (1940–2012), US-amerikanischer Schauspieler
- Richard Edmund Lyng (1918–2003), US-amerikanischer Politiker
- Richard Lynn (1930–2023), britischer Psychologe
- Richard Lyon (1939–2019), US-amerikanischer Ruderer
- Richard Lyon-Dalberg-Acton, 2. Baron Acton (1870–1924), britischer Peer und Diplomat
- Richard Lyon-Dalberg-Acton, 4. Baron Acton (1941–2010), britischer Peer und Politiker
- Richard Lyons, 1. Viscount Lyons (1817–1887), britischer Diplomat
- Richard Lyons (* 1945), US-amerikanischer Mathematiker
- Richard Lyons (* 1979), britischer Automobilrennfahrer

#### M
- Richard Maatsch (1904–1992),  deutscher Pflanzenbiologe und Sachbuchautor für Zierpflanzenbau
- Richard Maatz (1905–1989), deutscher Chirurg
- Richard Maack (1825–1886), deutsch-baltisch-russischer Naturforscher, Pädagoge und Entdecker
- Richard Mabuza (1946–2018), eswatinischer Langstreckenläufer
- Richard Macdonald (1919–1993), britischer Filmarchitekt
- Richard Graves MacDonnell (1814–1881), britischer Rechtsanwalt, Richter und Kolonialverwalter
- Richard George MacLeish (1950–2016), kanadischer Eishockeyspieler, siehe Rick MacLeish
- Richard MacNeill (1898–1963), niederländischer Fußballtorhüter, siehe Dick MacNeill
- Richard Machowicz (1965–2017), US-amerikanischer Fernsehmoderator
- Richard C. Macke (1938–2022), US-amerikanischer Marineoffizier, zuletzt Admiral
- Richard Madden (* 1986), schottischer Schauspieler
- Richard Robert Madden (1798–1886), irischer Arzt, Schriftsteller und Historiker
- Richard Leach Maddox (1816–1902), englischer Arzt und Amateurfotograf
- Richard Mademann (* 1968), deutscher Fußballspieler
- Richard Magarey (* 1983), australischer Wrestler, Sänger, Schauspieler und Crossdresser
- Richard Magyar (* 1991), schwedischer Fußballspieler
- Richard Mahkorn (1943–2007), deutscher Journalist und Medienberater
- Richard Mahn (1866–1951), deutscher Kunstmaler
- Richard D. Mahoney (* 1951), US-amerikanischer Professor und Politiker
- Richard Maibaum (1909–1991), US-amerikanischer Drehbuchautor
- Richard Mailänder (* 1958), deutscher Musikwissenschaftler und Erzdiözesankirchenmusikdirektor
- Richard Mainaky (* 1965), indonesischer Badmintonspieler und -trainer
- Richard Maitland (1496–1586), schottischer Staatsmann, Historiker und Dichter
- Richard Henry Major (1818–1891), britischer Geograph und Historiker
- Richard Malik (1909–1945), deutscher Fußballspieler
- Richard W. Mallary (1929–2011), US-amerikanischer Politiker
- Richard Mallié (* 1948), französischer Politiker
- Richard Malloway (1907–1987), kanadischer Häuptling der Stó:lō
- Richard Malone (* 1946), US-amerikanischer Geistlicher, Bischof von Buffalo
- Richard Maloof (1940–2024), US-amerikanischer Jazzmusiker
- Richard Maly (1839–1891), österreichischer Chemiker
- Richard Mamajewski (* 1956), deutscher Fußballspieler
- Richard Manché (1830–1896), preußischer Generalmajor
- Richard D. Mandell (1929–2013), amerikanischer Historiker, Kunstsammler, Langstreckenläufer und Triathlet
- Richard Manderbach (1889–1962), deutscher Politiker und SA-Brigadeführer
- Richard Mandl (1859–1918), österreichischer Komponist
- Richard Manetti (* 1986), französischer Jazzgitarrist
- Richard Manitoba (eigentlich Richard Blum; * 1954), US-amerikanischer Musiker, Radiomoderator und Autor
- Richard Mann (1893–1960), deutscher Politiker
- Richard Manner (1906–1970), deutscher Jurist und Landrat
- Richard Manning (* 20. Jh.), US-amerikanischer Drehbuchautor
- Richard Irvine Manning (1789–1836), US-amerikanischer Politiker, Gouverneur von South Carolina
- Richard Irvine Manning III (1859–1931), US-amerikanischer Politiker, Gouverneur von South Carolina
- Richard Manningham (1690–1759), englischer Geburtshelfer
- Richard Mans (1890–1953), deutscher Augenarzt
- Richard Mansel Philipps (1768–1844), britischer Politiker
- Richard Mansfeld (1865–1943), deutscher Richter
- Richard Mansfield (1857–1907), deutsch-britischer Schauspieler
- Richard Manualpillai (* 1987), deutscher Schauspieler
- Richard Manuel (1888–20. Jh.), österreichischer Wasserballspieler
- Richard Manuel (1943–1986), kanadischer Komponist, Sänger und Multiinstrumentalist
- Richard Manwaring (* 20. Jh.), britischer Toningenieur und Musikproduzent
- Richard Felix Marchand (1813–1850), deutscher Chemiker
- Richard Marcinko (1940–2021), US-amerikanischer Offizier, Navy SEAL und Autor
- Richard Marckhl (1861–1945), österreichischer Politiker
- Richard Marcus (1883–1933), deutscher Verwaltungsbeamter
- Richard Marcus (* 1945), US-amerikanischer Schauspieler
- Richard Marden (1928–2006), britischer Filmeditor
- Richard Dean Margitza (* 1961), US-amerikanischer Jazz-Saxophonist und Komponist, siehe Rick Margitza
- Richard Anthony Marin (* 1946), US-amerikanischer Komiker und Schauspieler, siehe Cheech Marin
- Richard Markert (1891–1957), deutscher Politiker, Bremer Bürgermeister
- Richard E. Markert (* 1948), deutscher Maschinenbauingenieur und Hochschullehrer
- Richard Markgraf (1869–1916), österreichischer Fossiliensammler und Paläontologe
- Richard Marks (1943–2018), US-amerikanischer Filmeditor
- Richard Maroke (1879–nach 1930), deutscher Politiker
- Richard Marquand (1937–1987), britischer Filmregisseur, Drehbuchautor und Filmproduzent
- Richard Marsh, Baron Marsh (1928–2011), britischer Politiker
- Richard Marsh (* 1967), britischer Automobilrennfahrer
- Richard Martin, 1. Baronet of Overbury Court (1838–1916), britischer Adliger und Politiker
- Richard Martin (1876–1951), deutscher Politiker
- Richard Frewen Martin (1918–2006), britischer Testpilot
- Richard Lionel Martin (1951–2011), kanadischer Eishockeyspieler, siehe Rick Martin
- Richard P. Martin (* 1954), US-amerikanischer Klassischer Philologe
- Richard P. Marvin (1803–1892), US-amerikanischer Politiker
- Richard Marx (* 1963), US-amerikanischer Sänger und Songwriter
- Richard H. Marx (1924–1997), US-amerikanischer Jazzpianist, Arrangeur und Komponist für Film und Fernsehen, siehe Dick Marx
- Richard März (* 1947), österreichischer Biochemiker
- Richard Mascarañas (* 1979), uruguayischer Radrennfahrer
- Richard Mason (1919–1997), britischer Schriftsteller
- Richard Barnes Mason (1797–1850), US-amerikanischer Armee-Offizier und Militärgouverneur von Kalifornien
- Richard Mastracchio (* 1960), US-amerikanischer Astronaut
- Richard Masur (* 1948), US-amerikanischer Schauspieler
- Richard Kipkemboi Mateelong (* 1983), kenianischer Hindernisläufer
- Richard Mather (1596–1669), englischer Geistlicher
- Richard Mathes (1940–2005), deutscher Geistlicher
- Richard Matheson (1926–2013), US-amerikanischer Science-Fiction- und Drehbuchautor
- Richard Matt (1966–2015), US-amerikanischer Mörder und Gefängnisausbrecher
- Richard Matthaei (1853–1922), deutscher Politiker und Oberbürgermeister der Stadt Hamm
- Richard Mattis (1886–1946), österreichischer Archivar
- Richard Graf Matuschka-Greiffenclau (1893–1975), deutscher Weingutbesitzer und Politiker
- Richard Matvichuk (* 1973), kanadischer Eishockeyspieler
- Richard Blasius Matzig (1904–1951), Schweizer Literaturwissenschaftler und Schriftsteller
- Richard Mauch (1874–1921), österreichischer Maler und Illustrator
- Richard Maunder (1937–2018), britischer Mathematiker und Musikwissenschaftler
- Richard Mauritius (1836–1901), deutscher Pädagoge und Hochschullehrer
- Richard Maux (1893–1971), österreichischer Komponist, Altphilologe und Musikpädagoge
- Richard Maxfield (1927–1969), US-amerikanischer Komponist
- Richard Maxwell (* 1967), US-amerikanischer Regisseur, Theaterleiter, Autor und Musiker
- Richard May (1886–1970), deutscher Journalist und Schriftsteller
- Richard May (1938–2004), britischer Jurist, Richter und Politiker
- Richard Mayer (1925–2016), deutscher Politiker
- Richard E. Mayer (* 1947), US-amerikanischer Psychologe
- Richard Maynard (1942–2007), US-amerikanischer Schriftsteller, Fernsehproduzent und Pädagoge
- Richard Maynau (* 1965), österreichischer Schauspieler, Regisseur und Sänger
- Richard Charles Mayne (1835–1892), britischer Marineoffizier, Forschungsreisender und Politiker
- Richard Mayo (1902–1996), US-amerikanischer Armeeoffizier und Pentathlet
- Richard Mayr (1877–1935), österreichischer Sänger
- Richard Maß (1837–1917), deutscher Richter und Parlamentarier
- Richard McBride (1870–1917), kanadischer Politiker und Rechtsanwalt
- Richard McBride (* 20. Jh.), Spezialeffektkünstler
- Richard McCabe (* 1960), britischer Schauspieler
- Richard D. McCarthy (1927–1995), US-amerikanischer Politiker
- Richard McCarty (1780–1844), US-amerikanischer Politiker
- Richard Hugh McCaw (* 1980), neuseeländischer Rugby-Union-Spieler, siehe Richie McCaw
- Richard McClure (1935–2024), kanadischer Ruderer
- Richard T. McCormack (* 1941), US-amerikanischer Diplomat und Bankmanager
- Richard W. B. McCormack, Pseudonym des deutschen Amerikanisten und Literaturwissenschaftlers Gert Raeithel
- Richard Cunningham McCormick (1832–1901), US-amerikanischer Politiker
- Richard Dean McCormick (* 1968), US-amerikanischer Politiker, siehe Rich McCormick
- Richard McCray (1937–2021), US-amerikanischer Astronom und Astrophysiker
- Richard McCreery (1898–1967), britischer General im Zweiten Weltkrieg
- Richard McDermott (1940–2023), US-amerikanischer Eisschnellläufer
- Richard McDonald (1902–1972), US-amerikanischer Unternehmer, siehe Richard und Maurice McDonald
- Richard McDonald (* 1949), kanadischer Hürdenläufer
- Richard McDonough (1904–1938), US-amerikanischer Jazz-Gitarrist, siehe Dick McDonough
- Richard McElreath (* 1973), US-amerikanischer Anthropologe
- Richard McGarvie (1926–2003), australischer Richter und Hochschullehrer, Gouverneur von Victoria
- Richard McGeagh (1944–2021), US-amerikanischer Schwimmer
- Richard McGehee (* 1943), US-amerikanischer Mathematiker
- Richard McGregor (* 1958), australischer Journalist und Autor
- Richard Crittenden McGregor (1871–1936), US-amerikanischer Ornithologe
- Richard McGuire (* 1957), US-amerikanischer Musiker, Kinderbuchautor, Spieleentwerfer, Illustrator, Comicautor und Multitalent
- Richard McKenna (1913–1964), US-amerikanischer Schriftsteller und Seemann
- Richard F. McKiniry (1878–1950), US-amerikanischer Jurist und Politiker
- Richard McKinney (* 1953), US-amerikanischer Bogenschütze
- Richard McKirahan (* 1945), US-amerikanischer Klassischer Philologe und Philosophiehistoriker
- Richard McLaren (* 1945), kanadischer Hochschullehrer und Anwalt
- Richard McLean (1934–2014), US-amerikanischer Maler und Grafiker
- Richard McMillan (1951–2017), kanadischer Film- und Theaterschauspieler
- Richard C. McMullen (1868–1944), US-amerikanischer Politiker
- Richard McMurray (1916–1984), US-amerikanischer Schauspieler
- Richard McPartland (1905–1957), US-amerikanischer Jazzmusiker
- Richard Arthur McPhail (* 1970), US-amerikanischer Musiker, siehe Rick McPhail
- Richard McSpadden (1960–2023), US-amerikanischer Pädagoge, Pilot und Luftfahrtsicherheitsexperte
- Richard McWilliams (* 20. Jh.), irischer Theater und Filmschauspieler
- Richard Mead (1673–1754), englischer Arzt
- Richard Meade (1938–2015), britischer Vielseitigkeitsreiter
- Richard Kidder Meade (1803–1862), US-amerikanischer Politiker
- Richard Joseph Meagher (* 1953), kanadischer Eishockeyspieler und -trainer, siehe Rick Meagher
- Richard von Meerheimb (1825–1896), sächsischer Oberst und Schriftsteller
- Richard Meier (1878–1933), deutscher Politiker
- Richard Meier (1888–1964), deutscher Volkskünstler
- Richard Meier (1906–1982), liechtensteinischer Politiker
- Richard Meier (1928–2015), deutscher Jurist und Präsident des Bundesamts für Verfassungsschutz
- Richard Meier (* 1934), US-amerikanischer Architekt
- Richard Meier (* 1937), deutscher Pädagoge und Hochschullehrer
- Richard Meier (* 2004), deutscher Fußballspieler
- Richard Meili (1900–1991), Schweizer Psychologe
- Richard Meinertzhagen (1878–1967), britischer Offizier und Vogelkundler
- Richard Johannes Meiser (1931–1995), deutscher Medizinprofessor und Universitätspräsident
- Richard Meister (1881–1964), österreichischer Altphilologe und Pädagoge
- Richard Meister (1848–1912), deutscher Epigraphiker, Sprachwissenschaftler und Gymnasiallehrer
- Richard Meißner (1868–1938), deutscher Weinbaufachmann
- Richard Anthony Meldonian (1930–2017), US-amerikanischer Jazzmusiker, siehe Dick Meldonian
- Richard Melrose (* 1949), australischer Mathematiker
- Richard Huntington Melton (* 1935), US-amerikanischer Diplomat
- Richard Menapace (1914–2000), italienisch-österreichischer Radrennfahrer
- Richard Menefee (1809–1841), US-amerikanischer Politiker
- Richard Meng (1915–1965), deutscher Fußballspieler
- Richard Meng (* 1954), deutscher Journalist
- Richard Menges (1910–1998), deutscher Steinbildhauer
- Richard Vincent Mercer (* 1969), kanadischer Moderator, siehe Rick Mercer
- Richard Otis Meredith (1932–2025), US-amerikanischer Eishockeyspieler, siehe Dick Meredith
- Richard Mergner (* 1961), deutscher Naturschützer
- Richard Merländer (1874–1942), deutscher Unternehmer
- Richard B. Merrill (1949–2008), US-amerikanischer Erfinder, Ingenieur und Fotograf
- Richard Merton (1881–1960), deutscher Unternehmer, Politiker und Ehrenbürger von Frankfurt am Main
- Richard Merz (1936–2015), Schweizer Tanzkritiker
- Richard A. Meserve (* 1944), US-amerikanischer Physiker, Wissenschaftsorganisator und Anwalt
- Richard Lee Metcalfe (1861–1954), US-amerikanischer Politiker
- Richard Klemens von Metternich (1829–1895), österreichischer Diplomat
- Richard Metz (1865–1945), deutscher Reichsgerichtsrat
- Richard Metzl (1870–1941), österreichischer Schauspieler und Regisseur
- Richard Lee Mewborn (* 1965), US-amerikanischer Skispringer, siehe Rick Mewborn
- Richard Meyer (1846–1926), deutscher Chemiker
- Richard Meyer (1863–1953), deutscher Maler, Kunsterzieher und Schulleiter
- Richard Meyer (1883–1956), deutscher Diplomat
- Richard Meyer (1885–1970), deutscher Pädagoge und Politiker
- Richard Meyer (1893–1974), deutscher Politiker
- Richard Joseph Meyer (1865–1939), deutscher Chemiker
- Richard M. Meyer (1860–1914), deutscher Germanist
- Richard von Meyerinck (1802–1885), preußischer Generalmajor
- Richard Mezger (1886–1981), deutscher Verwaltungsjurist und Leiter der bayerischen Theaterbehörde
- Richard Michael (1869–1928), deutscher Geologe und Paläontologe
- Richard Michaëlis (1856–1941), deutscher Jurist und Richter
- Richard Michaelis (1931–2017), deutscher Kinderarzt
- Richard Michaels (* 1936), US-amerikanischer Filmregisseur
- Richard Michaels, Pseudonym von Richie Hawtin (* 1970), englischer DJ, Musiker und Techno-Produzent
- Richard Freiherr von Michel-Raulino (1864–1926), deutscher Jurist, Zeitungsverleger, Unternehmer und Kommerzienrat
- Richard Mico (1590–1661), englischer Komponist
- Richard Middlemas (* 20. Jh.), Filmproduzent
- Richard Barham Middleton (1882–1911), englischer Schriftsteller
- Richard David Middleton (* 1953), kanadischer Eishockeyspieler, siehe Rick Middleton
- Richard Mildenstrey (1884–1956), deutscher Politiker
- Richard de Mildt (* 1977), niederländischer Hardstyle-DJ und Musikproduzent, siehe DJ Luna
- Richard Miles (1925–2010), US-amerikanischer Tischtennisspieler, siehe Dick Miles
- Richard Paul Franz Milenz (1870–1940), deutscher Stuckateur, Lagerhalter und Politiker
- Richard Miles (1925–2010), US-amerikanischer Tischtennisspieler, siehe Dick Miles
- Richard Miles (* 1937), US-amerikanischer Diplomat
- Richard Pius Miles (1791–1860), US-amerikanischer Geistlicher, Bischof von Nashville
- Richard Mille (* 1951), französischer Unternehmer, Gründer der Schweizer Uhrenmanufaktur Richard Mille
- Richard Miller (1905–1959), deutscher Maler und Grafiker
- Richard Miller (1926–2009), US-amerikanischer Sänger (Tenor), Gesangspädagoge und Musikwissenschaftler
- Richard Miller (1928–2019), US-amerikanischer Schauspieler, siehe Dick Miller
- Richard Miller (1929–2021), britischer Speerwerfer
- Richard Millet (* 1953), französischer Schriftsteller und Verlagslektor
- Richard Charles Mills (1886–1952), australischer Wirtschaftswissenschaftler
- Richard Milner (* 1956), irisch-amerikanischer Physiker
- Richard Mique (1728–1794), französischer Architekt
- Richard Mirando (* 1961), US-amerikanischer Graffiti-Künstler, siehe Seen
- Richard Franklin Mirer (* 1970), US-amerikanischer American-Football-Spieler, siehe Rick Mirer
- Richard von Mirus (1812–1880), preußischer Generalleutnant
- Richard von Mises (1883–1953), österreichisch-US-amerikanischer Mathematiker
- Richard Allen Mitchell, (1930–1979), US-amerikanischer Jazz-Trompeter und Komponist, siehe Blue Mitchell
- Richard Charles Mitchell (1955–2021), australischer Sprinter, siehe Rick Mitchell
- Richard Mize (* 1935), US-amerikanischer Skilangläufer und Biathlet
- Richard Möbius (1859–1945), deutscher Architekt und Baubeamter
- Richard Moderhack (1907–2010), deutscher Historiker und Archivar
- Richard Modlinger (1911–2000), deutscher Ingenieur und Wissenschaftler
- Richard Moeller (1890–1945), deutscher Historiker, Lehrer, Politiker und Autor
- Richard Moes (1887–1968), deutscher Politiker, Bürgermeister von Bünde und von Detmold
- Richard Moest (1841–1906), deutscher Bildhauer, Restaurator und Kunstsammler
- Richard Mohaupt (1904–1957), deutscher Komponist und Kapellmeister
- Richard Möhlau (1857–1940), deutscher Chemiker und Hochschullehrer
- Richard Mohr (1879–1918), französischer Fechter
- Richard Moll (1943–2023), US-amerikanischer Schauspieler
- Richard Möll (1927–2013), deutscher Sportlehrer und Sportfunktionär
- Richard Möller (1927–2020), deutscher Politiker
- Richard Møller Nielsen (1937–2014), dänischer Fußballspieler und -trainer
- Richard Mollier (1863–1935), deutscher Hochschullehrer
- Richard S. Molony (1811–1891), US-amerikanischer Politiker
- Richard Monckton Milnes, 1. Baron Houghton (1809–1885), britischer Literat, Mäzen, Politiker und Sammler erotischer Literatur
- Richard Mondt (1873–1959), deutscher Komponist und Dichter
- Richard Monette (1944–2008), kanadischer Schauspieler und Regisseur
- Richard Money (* 1955), englischer Fußballspieler und -trainer
- Richard Mönnig (1903–1980), deutscher Publizist
- Richard Anthony Monsour, (1937–2019), US-amerikanischer Musiker, siehe Dick Dale
- Richard Arnold Moores (1909–1986), US-amerikanischer Comiczeichner, siehe Dick Moores
- Richard Montague (1930–1971), US-amerikanischer Mathematiker, Philosoph und Linguist
- Richard Montanari (* 1952), US-amerikanischer Schriftsteller, Drehbuchautor und Essayist
- Richard Montgomery (1738–1775), amerikanischer General im Amerikanischen Unabhängigkeitskrieg
- Richard Moore (1910–2005), US-amerikanischer Segler
- Richard Moore (1925–2009), US-amerikanischer Kameramann und Regisseur
- Richard Winston Moore (1931–2015), kanadischer Eishockeyspieler, siehe Dickie Moore
- Richard M. Moose (1932–2015), US-amerikanischer Diplomat und Wirtschaftsmanager
- Richard Morales (* 1975), uruguayischer Fußballspieler
- Richard Morgan (1958–2006), australischer Schauspieler
- Richard Morgan (* 1965), britischer Schriftsteller
- Richard Morison (1513–1556), englischer humanistischer Gelehrter und Diplomat
- Richard E. Morley (1932–2017), US-amerikanischer Ingenieur auf dem Gebiet Elektronik und Computertechnik, siehe Dick Morley
- Richard Allen Morris (* 1933), US-amerikanischer Maler
- Richard B. Morris (1904–1989), US-amerikanischer Historiker
- Richard G. Morris (* 1948), britischer Neurowissenschaftler
- Richard S. Morris (* 1948), US-amerikanischer Polit-Berater und Spin-Doctor, siehe Dick Morris
- Richard Edwin Morrissey (1940–2000), britischer Jazzmusiker, siehe Dick Morrissey
- Richard Morse (* 1957), haitianisch-amerikanischer Musiker und Hotelier
- Richard Mortensen (1910–1993), dänischer Maler
- Richard Morton (* 1966), US-amerikanischer Basketballspieler
- Richard Moser (1874–1924), österreichischer Maler und Radierer
- Richard Ernst Moser (1885–1967), Hamburger Kaufmann und Gerechter unter den Völkern
- Richard Cantrell Moses II (* 1952), US-amerikanischer Schauspieler und Musiker, siehe Rick Moses
- Richard Mosse (* 1980), irischer Dokumentar-Fotograf
- Richard Moth (* 1958), britischer Geistlicher, Bischof von Arundel und Brighton
- Richard Motsch (* 1937), deutscher Ministerialbeamter und Rechtswissenschaftler
- Richard Mott (1804–1888), US-amerikanischer Politiker
- Richard Fouʻa Moʻunga (* 1994), neuseeländischer Rugby-Union-Spieler, siehe Richie Moʻunga
- Richard Mountjoy (1932–2015), US-amerikanischer Politiker
- Richard Muck (1878–1945), deutscher Forstmann und Schriftsteller
- Richard Mucke (1846–1925), deutscher Geograph, Ethnologe und Statistiker
- Richard Muckermann (1891–1981), deutscher Politiker
- Richard Mudge (1718–1763), englischer Pfarrer und Komponist
- Richard Mueller (* 1982), kanadisch-deutscher Eishockeyspieler
- Richard Mühe (1929–2009), deutscher Uhrmacher, Technikhistoriker und Physiker
- Richard Mühlfeld (1856–1907), deutscher Klarinettist
- Richard Mühlmann (1815–1850), deutscher Verleger
- Richard Mulcahy (1886–1971), irischer General und Politiker
- Richard Mulhern (* 1955), kanadischer Eishockeyspieler
- Richard A. Muller (* 1944), US-amerikanischer Physiker
- Richard Müller (1851–1931), deutscher Unternehmer, Philanthrop und Finanzpolitiker
- Richard Müller (1861–1924), deutscher Heimatdichter
- Richard Müller (1874–1954), deutscher Künstler und Hochschullehrer
- Richard Müller (1877–1930), deutscher Bauingenieur, Architekt und Hochschullehrer
- Richard Müller, deutscher Fußballspieler
- Richard Müller (1884–1957), österreichischer Fotograf
- Richard Müller (1880–1943), deutscher Politiker und Gewerkschafter
- Richard Müller (1903–1999), deutscher Chemiker
- Richard Müller (1912–2005), deutscher Agrarwissenschaftler und Hochschullehrer
- Richard Müller (1913–1986), Schweizer Politiker
- Richard Müller (1920–1986), deutscher Verwaltungsbeamter und Politiker
- Richard Müller (1932–2013), Schweizer Journalist
- Richard Müller, Schweizer Fußballspieler
- Richard Müller (* 1961), slowakischer Sänger
- Richard Müller-Freienfels (1882–1949), deutscher Philosoph und Psychologe
- Richard Müller-Goldegg (1852–1932), deutscher Verwaltungsjurist
- Richard Müller-Lampertz (1910–1982), deutscher Pianist, Dirigent und Komponist
- Richard Müller-Mattil (1873–1961), deutscher Jurist und Politiker
- Richard Müller-Uri (1859–1929), deutscher Glasbläser und Instrumentenbauer
- Richard G. E. Müller (1910–1993), deutscher Psychologe
- Richard Mulligan (1932–2000), US-amerikanischer Schauspieler
- Richard Mummendey (1900–1978), deutscher Bibliothekar, Buchwissenschaftler, Autor, Übersetzer und Herausgeber
- Richard Münch (1889–1968), deutscher Jurist und Politiker, Stadtältester von Berlin
- Richard Münch (1916–1987), deutscher Schauspieler
- Richard Münch (* 1945), deutscher Soziologe
- Richard Münchmeier (* 1944), deutscher Psychologe
- Richard Daniel von Münchow (1703–1757), preußischer Militär und Adliger
- Richard Mund (1885–1968), deutscher Kunstmaler
- Richard Münnich (1877–1970), deutscher Musikwissenschaftler und Musikpädagoge
- Richard Murnane (* 1945), US-amerikanischer Bildungsökonom und Hochschullehrer
- Richard Murphy (1912–1993), US-amerikanischer Drehbuchautor
- Richard Murphy (* 1931), US-amerikanischer Ruderer
- Richard L. Murphy (1875–1936), US-amerikanischer Politiker
- Richard W. Murphy (1929–2024), US-amerikanischer Diplomat
- Richard Murray (* 1989), niederländischer Duathlet und Triathlet südafrikanischer Herkunft
- Richard Mursch (1882–1966), deutscher Politiker
- Richard Murunga (1949–2018), kenianischer Boxer
- Richard Musgrave (1910–2007), deutschamerikanischer Ökonom
- Richard von Muth (1848–1902), österreichischer Lehrer und Germanist
- Richard Muth (1868–1933), deutscher Maler
- Richard F. Muth (1927–2018), US-amerikanischer Wirtschaftswissenschaftler und Hochschullehrer
- Richard Muther (1860–1909), deutscher Kunsthistoriker
- Richard Anthony Muttkowski (1887–1943), US-amerikanischer Entomologe
- Richard Mutz (1872–1931), deutscher Keramiker
- Richard Myers (1901–1977), US-amerikanischer Songwriter, Komponist und Produzent
- Richard B. Myers (* 1942), General der US Air Force

#### N
- Richard Nacken (1884–1971), deutscher Mineraloge, und Physikochemiker
- Richard Nagel (1857–1941), deutscher Ornithologe und Maler
- Richard Naill, US-amerikanischer Cellist und Musikpädagoge
- Richard Narita (* 1951), US-amerikanischer Schauspieler
- Richard Nash (1674–1761), walisischer Dandy, siehe Beau Nash
- Richard Nathschläger (1904–1979), österreichischer Politiker
- Richard Naumann (1906–1978), deutscher Richter und Rechtswissenschaftler
- Richard Neal (* 1949), US-amerikanischer Politiker
- Richard Needon (1861–1931), deutscher Pädagoge, Historiker und Heimatforscher
- Richard Neile (1562–1640), englischer Geistlicher, Erzbischof von York
- Richard Alvin Neilson (1937–1997), britischer Diplomat
- Richard Nelson, Tarnname von Werner Mauss (* 1940), deutscher Privatdetektiv
- Richard Nelson (* 1960), irischer Jazz- und Unterhaltungsmusiker
- Richard Nelson (* ≈1965), US-amerikanischer Jazzmusiker
- Richard R. Nelson (1930–2025), US-amerikanischer Wirtschaftswissenschaftler
- Richard Nemec (* 1972), slowakischer Volleyballspieler
- Richard Nerurkar (* 1964), britischer Langstreckenläufer
- Richard Neudecker (* 1949), deutscher Archäologe
- Richard Neudecker (* 1996), deutscher Fußballspieler
- Richard Neudorfer (1900–1977), österreichischer Pädagoge, Heimatforscher, Naturschützer und Schriftsteller
- Richard Neuhauss (1855–1915), deutscher Arzt und Anthropologe
- Richard Neumann (1878–1955), deutscher Jurist
- Richard Neumann (1879–1961), österreichischer Kunstsammler
- Richard Neutra (1892–1970), österreichischer Architekt
- Richard Neuz (1894–1976), deutscher Maler und Illustrator
- Richard Nevill, 2. Baron Latymer (1468–1530), englischer Adliger und Politiker
- Richard Neville, 5. Earl of Salisbury (1400–1460), englischer Adliger
- Richard Neville, 16. Earl of Warwick (Warwick der Königsmacher; 1428–1471), englischer Adliger
- Richard Newby, Baron Newby (* 1953), britischer Verwaltungsbeamter, Wirtschaftsmanager und Politiker
- Richard Newton (1777–1798), britischer Karikaturist
- Richard Newton (* 1948), US-amerikanischer Performance- und Videokünstler
- Richard Ney (1916–2004), US-amerikanischer Schauspieler
- Richard Ng (1939–2023), chinesischer Schauspieler
- Richard Ng (* 1966), malaysischer Geistlicher, Bischof von Miri
- Richard Ngolepus (* 1975), kenianischer Marathonläufer
- Richard Nicolls (1624–1672), englischer Gouverneur
- Richard Niederbacher (* 1961), österreichischer Fußballspieler und -trainer
- Richard Niesel (* 1935), deutscher Motocrossrennfahrer
- Richard Nimmerrichter (1920–2022), österreichischer Journalist und Kolumnist
- Richard Nisbett (* 1941), US-amerikanischer Psychologe
- Richard Nixon (1913–1994), US-amerikanischer Politiker, Präsident 1969 bis 1974
- Richard Noltsch (1888–1962), deutscher Landrat
- Richard Nonas (1936–2021), US-amerikanischer Bildhauer und Fotograf
- Richard Nord, US-amerikanischer Filmeditor
- Richard Nordhausen (1868–1941), deutscher Dichter und Schriftsteller
- Richard Norton (1498–1588), englischer Sheriff und Aufständischer
- Richard Norton (1950–2025), australischer Schauspieler
- Richard Henry Norton (1849–1918), US-amerikanischer Politiker
- Richard Nospers (1948–2009), deutscher Politiker
- Richard Nowakowski (* 1955), deutscher Boxer
- Richard Núñez (* 1976), uruguayischer Fußballspieler
- Richard Nürnberger (1912–1999), deutscher Historiker
- Richard Nutzinger (1896–1963), deutscher Schriftsteller, Dialektdichter und Pfarrer
- Richard Nutzinger sen. (1867–1950), deutscher Theologe, Volkskundler und Familienhistoriker

#### O
- Richard Obermayr (* 1970), österreichischer Schriftsteller
- Richard Ochmann (1918–2008), deutscher Jurist und Richter
- Richard Ochoa (1984–2015), venezolanischer Radrennfahrer
- Richard Oechsle (1898–1986), deutscher Verwaltungsbeamter und Politiker
- Richard Oehler (1878–1948), deutscher Bibliothekar und Herausgeber
- Richard Oehm (1909–1975), deutscher Fußballspieler
- Richard Oehmann (* 1967), deutscher Autor, Musiker, Puppenspieler und Filmkritiker
- Richard Oehring (1891–1940), deutscher politischer Aktivist, Schriftsteller und Wirtschaftswissenschaftler
- Richard Oelze (1900–1980), deutscher Maler
- Richard Oertel (1860–1932), deutscher Pfarrer und Politiker (NLP, DVP), MdR
- Richard Oertel (1865–1943), deutscher Kunsthistoriker und Sammler
- Richard Oesterheld (1880–nach 1945), deutscher Richter
- Richard Oesterreicher (1932–2023), österreichischer Dirigent und Jazzmusiker
- Richard Oetker (* 1951), deutscher Unternehmer
- Richard Oetzel (1901–1985), deutscher Ingenieur, Unternehmer und Politiker
- Richard Offenberg (1854–1910), deutscher Richter
- Richard Ofshe (* 1941), US-amerikanischer Psychologe, Soziologe und Hochschullehrer
- Richard B. Ogilvie (1923–1988), US-amerikanischer Politiker und Gouverneur von Illinois
- Richard Ohling (1908–1985), deutscher Politiker
- Richard Ohlrogge (1866–1949), deutscher Nautiker und Unternehmer
- Richard Ohmann (1850–1910), deutscher Bildhauer
- Richard Ohnsorg (1876–1947), deutscher Schauspieler, Theatergründer und Intendant
- Richard Ojeda (* 1970), US-amerikanischer Politiker und Major
- Richard Olechowski (* 1936), österreichischer Erziehungswissenschaftler und Hochschullehrer
- Richard Olivier (* 1961), englischer Regisseur, Drehbuchautor und Schauspieler
- Richard Olmstead (* 1951), US-amerikanischer Botaniker
- Richard Olney (1835–1917), US-amerikanischer Politiker, Minister
- Richard Olney (1871–1939), US-amerikanischer Politiker, Kongressabgeordneter
- Richard Olsen (1911–1956),  dänischer Ruderer
- Richard Onslow (1601–1664), englischer Politiker und Militär
- Richard Onslow, 1. Baron Onslow (1654–1717), englischer Adliger und Politiker
- Richard Onslow, 3. Baron Onslow (1713–1776), englischer Politiker
- Richard Onslow, 5. Earl of Onslow (1876–1945), britischer Diplomat und Politiker (Liberal Party)
- Richard Ormond (* 1939), britischer Historiker und Kunsthistoriker
- Richard Oschanitzky (1939–1979), rumänischer Komponist, Arrangeur, Pianist und Dirigent
- Richard Ostwald (1882–1951), deutscher Politiker
- Richard Oswald (1880–1963), österreichischer Filmregisseur und Drehbuchautor
- Richard Otcasek (1944–2019), US-amerikanischer Musiker und Musikproduzent, siehe Ric Ocasek
- Richard Ott (1908–1974), deutscher Reformpädagoge und Künstler
- Richard Ott (1928–2008), deutscher Ordenspriester und Philologe
- Richard Ottinger (* 1929), US-amerikanischer Politiker
- Richard Ottmar (1889–1956), deutscher Theologe, Lehrer und Fahrplansachverständiger
- Richard Otto (1872–1952), deutscher Sanitätsoffizier und Bakteriologe
- Richard Outterside (* 1962), englischer Badmintonspieler
- Richard Overton (* vor 1963), US-amerikanischer Tontechniker
- Richard Overy (* 1947), britischer Historiker
- Richard Owe (1889–1970), deutscher Politiker
- Richard Owen (1804–1892), britischer Mediziner, Physiologe, Zoologe und Paläontologe
- Richard O’Barry (* 1939), US-amerikanischer Tierschützer
- Richard O’Brien (* 1942), britischer Schauspieler, Autor und Komponist
- Richard O’Cahan (1666–1736), irischer Militär und Gouverneur
- Richard O’Connor (1889–1981), britischer General
- Richard O’Connor (* 1978), anguillischer Fußballspieler
- Richard O’Sullivan (* 1944), irisch-britischer Schauspieler

#### P
- Richard Pacheco (* 1948), US-amerikanischer Pornodarsteller und Filmregisseur
- Richard Palmer († 1195), Erzbischof von Messina
- Richard Palmer-James (* 1947), britischer Songtexter
- Richard Pampuri (1897–1930), italienischer Franziskaner und Mediziner, siehe Riccardo Pampuri
- Richard Bruce Paris (1946–2022), schottischer Mathematiker
- Richard Parker (1810–1893), US-amerikanischer Politiker
- Richard Parker, 9. Earl of Macclesfield (* 1943), britischer Peer und Politiker
- Richard Anthony Parker (1905–1993), US-amerikanischer Ägyptologe
- Richard Blake Parker (* 1985), US-amerikanischer Baseballspieler, siehe Blake Parker
- Richard E. Parker (1783–1840), US-amerikanischer Politiker
- Richard W. Parker (1848–1923), US-amerikanischer Politiker
- Richard Patrick (* 1968), US-amerikanischer Sänger und Gitarrist
- Richard North Patterson (* 1947), US-amerikanischer Schriftsteller und Jurist
- Richard Paul (eigentlich Richard Wurst; 1843–1900), deutscher Maler und Schriftsteller
- Richard Paul (1940–1998), US-amerikanischer Schauspieler
- Richard Joseph Paul (* 1962), US-amerikanischer Schauspieler
- Richard Paulick (1876–1952), deutscher Politiker (SPD)
- Richard Paulick (1903–1979), deutscher Architekt
- Richard Pavlikovský (* 1975), slowakischer Eishockeyspieler
- Richard Pearson (1918–2011), walisischer Schauspieler
- Richard Pearson (* 1961), US-amerikanischer Filmeditor und Produzent
- Richard Wayne Penniman (1932–2020), US-amerikanischer Musiker, siehe Little Richard
- Richard Alexander Fullerton Penrose, Jr. (1863–1931), amerikanischer Geologe und Unternehmer
- Richard Petty (* 1937), US-amerikanischer Automobilrennfahrer, Teambesitzer und Sportkommentator
- Richard Austin Pierce (1918–2004), US-amerikanischer Geschichtswissenschaftler, Autor und Herausgeber
- Richard Plant (1910–1998), deutsch-US-amerikanischer Schriftsteller
- Richard Plattensteiner (1878–1956), österreichischer Schriftsteller
- Richard Poe (* 1946), US-amerikanischer Film- und Theaterschauspieler
- Richard Porta (* 1983), uruguayisch-australischer Fußballspieler
- Richard Portnow (* 1947), US-amerikanischer Schauspieler
- Richard Jay Potash (1946–2018), amerikanischer Zauberkünstler, Schauspieler und Autor, siehe Ricky Jay
- Richard Prager (1883–1945), deutscher Astronom, Hochschullehrer
- Richard David Precht (* 1964), deutscher Schriftsteller, Philosoph, Publizist und Moderator
- Richard Preßburger (1862–1938), österreichischer Jurist
- Richard Prey (1908–1953), Todesopfer an der Sektorengrenze in Berlin vor dem Bau der Berliner Mauer
- Richard B. Primack (* 1950), US-amerikanischer Biologe
- Richard Prince (* 1949), US-amerikanischer Maler und Fotograf
- Richard Anthony Proctor (1837–1888), englischer Astronom und Autor
- Richard Pruchtnow (1892–1943), deutscher SS-Offizier
- Richard O. Prum (* 1961), US-amerikanischer Ornithologe und Hochschullehrer

#### Q
- Richard Quast (1896–1966), deutscher Politiker und Widerstandskämpfer
- Richard Queck (1888–1968), deutscher Fußballspieler
- Richard Quelle (1870–1926), deutscher Verleger
- Richard Quest (* 1962), britischer Nachrichtenmoderator
- Richard Quine (1920–1989), US-amerikanischer Schauspieler, Drehbuchautor, Komponist, Produzent und Filmregisseur
- Richard Quitzow (1853–1927), deutscher Buchhändler und Politiker

Ö==== R ====
- Richard Rado (1906–1989), deutscher Mathematiker
- Richard Ramírez (1960–2013), US-amerikanischer Serienmörder
- Richard Raskind, Geburtsname von Renée Richards (* 1934), US-amerikanische transgeschlechtliche Tennisspielerin sowie Buchautorin und Augenärztin
- Richard Reckewerth (1897–1970), deutscher Politiker (NSDAP), MdR
- Richard Reid (* 1973), britischer islamistischer Terrorist
- Richard Gavin Reid (1879–1980), kanadischer Politiker
- Richard Reitzner (1893–1962), deutscher Politiker (DSAP, SPD), MdB
- Richard Joshua „R. J.“ Reynolds (1850–1918), US-amerikanischer Geschäftsmann und Gründer der R. J. Reynolds Tobacco Company
- Richard Richard (≈1870 – n. 1902), Theaterschauspieler und Sänger (Bass)
- Richard N. Richards (* 1964), US-amerikanischer Astronaut
- Richard van Rijssen (* 1953), niederländischer Diplomat
- Richard Ring (1938–2018), kanadischer Jazzgitarrist
- Richard O. Ristine (1920–2009), US-amerikanischer Politiker
- Richard A. Robison (* 1933), US-amerikanischer Paläontologe
- Richard Rodgers (1902–1979), US-amerikanischer Komponist
- Richard Rodriguez (* 1958), amerikanischer Rekordfahrer auf Achterbahnen
- Richard Rogers (1933–2021), britischer Architekt
- Richard D. Rogers, US-amerikanischer Tontechniker
- Richard Reid Rogers (1868–1949), US-amerikanischer Jurist
- Richard Rogler (1949–2024), deutscher Kabarettist
- Richard Rokita (1894–1976), deutscher SS-Untersturmführer und Stellvertreter des Lagerkommandanten im Zwangsarbeitslager Lemberg-Janowska
- Richard Erwin Rood (1958–1999), US-amerikanischer Wrestler, siehe Rick Rude
- Richard Rosato (* 1988), US-amerikanischer Jazzmusiker, siehe Rick Rosato
- Richard Rosenheim (1883–1964), deutscher Theaterdirektor, Journalist und Hochschullehrer
- Richard Alfred Rossiter (1886–1977), südafrikanischer Astronom
- Richard A. Roth (1940–2017), US-amerikanischer Filmproduzent
- Richard Rowley (* 1975), US-amerikanischer Journalist und Dokumentarfilmer
- Richard Rüdinger, deutscher Fußballspieler
- Richard Russell (1687–1759), britischer Mediziner und Balneologe
- Richard B. Russell (1897–1971), US-amerikanischer Politiker
- Richard M. Russell (1891–1977), US-amerikanischer Politiker
- Richard R. Russell (* ≈1928), australischer Badmintonspieler, siehe Dick Russell
- Richard Paul Russo (* 1954), US-amerikanischer Science-Fiction-Autor
- Richard Rusy (1897–?), sudetendeutscher Kaufmann und Kommunalpolitiker

#### S
- Richard Sahla (1855–1931), österreichischer Geiger, Dirigent und Komponist
- Richard Sahla (1900–1942), deutscher Springreiter
- Richard Sainct (1970–2004), französischer Offroad-Motorradrennfahrer
- Richard Anthony Salisbury (eigentlich Richard Markham; 1761–1829), britischer Botaniker
- Richard Salomon (1884–1966), deutscher Historiker
- Richard Stephen Sambora (* 1959), US-amerikanischer Musiker und Gitarrist, siehe Richie Sambora
- Richard Samuel (1900–1983), deutsch-britischer Germanist
- Richard Graham Sarstedt (* 1940), britischer Sänger, siehe Eden Kane
- Richard Schabl (* 1959), deutscher Freestyle-Skier
- Richard Schallert (* 1964), österreichischer Skispringer
- Richard Schiff (* 1955), US-amerikanischer Schauspieler
- Richard Schirrmann (1874–1961), Gründer des Deutschen Jugendherbergswerkes
- Richard von Schlieben (1848–1908), deutscher Gutsbesitzer, Sächsischer Staats- und Kultusminister
- Richard Schmid (1899–1986), deutscher Jurist, Politiker und Widerstandskämpfer gegen den Nationalsozialismus
- Richard Schmidt (Richard Karl Bernhard Schmidt; 1862–1944), deutscher Politik- und Rechtswissenschaftler
- Richard Schmidt (1864–1948), deutscher Politiker (SPD)
- Richard Schmidt (Johann Wilhelm Richard Schmidt; 1866–1939), deutscher Indologe und Übersetzer
- Richard Schmidt (1871–1945), deutscher Politiker (SPD)
- Richard Schmidt (1877–1958), deutscher Kantor und Organist
- Richard Schmidt (1882–1946), deutscher Politiker, Bürgermeister von Greifswald
- Richard Schmidt (1883–1959), von 1930 bis 1931 Präsident der Landeskunstschule Hamburg
- Richard Schmidt (1889–1973), deutscher Kunsthistoriker und Denkmalpfleger
- Richard Schmidt (* 1987), deutscher Ruderer
- Richard Schmidt (* 1992), deutscher Degenfechter
- Richard Schmidt-Cabanis (1838–1903), deutscher Schauspieler und Schriftsteller
- Richard A. Schmidt (1941–2015), US-amerikanischer Bewegungsforscher
- Richard R. Schmidt (* 1935), deutscher Chemiker und Hochschullehrer
- Richard Schmied, österreichischer Radrennfahrer
- Richard Schultz (Richard Schultz-Donato; 1863–1928), österreichischer Schauspieler und Theaterleiter
- Richard von Schulz (1849–1923), sächsischer Generalmajor
- Richard Schulz (1906–1997), deutscher Romanist, Esperantist und Schriftsteller
- Richard Schulz (1913–1965), deutscher Politiker (CDU), MdBB
- Richard Schulze (1892–nach 1937), deutscher Jurist und Kommunalpolitiker der NSDAP
- Richard Schulze (1898–1969), deutscher SS-Obersturmbannführer
- Richard Schulze-Kossens (1914–1988), deutscher SS-Offizier, Adjutant von Adolf Hitler
- Richard M. Schulze (* 1940), US-amerikanischer Unternehmer
- Richard T. Schulze (* 1929), US-amerikanischer Politiker
- Richard Schur (* 1971), deutscher Maler
- Richard Schweizer (1900–1965), Schweizer Drehbuchautor
- Richard Seaman (1913–1939), britischer Automobilrennfahrer
- Richard Alan Searfoss (1956–2018), US-amerikanischer Astronaut
- Richard B. Setlow (1921–2015), US-amerikanischer Biophysiker
- Richard Norman Shaw (1831–1912), schottischer Architekt
- Richard Sherman (* 1988), US-amerikanischer American-Football-Spieler
- Richard A. Shore (* 1946), US-amerikanischer mathematischer Logiker
- Richard of Shrewsbury, 1. Duke of York (1473–1483?), Sohn von König Eduard IV.
- Richard B. Shull (1929–1999), US-amerikanischer Schauspieler
- Richard Skarabis (1895–1990), deutscher SS-Führer
- Richard Smith (1735–1803), US-amerikanischer Politiker
- Richard Smith (1931–2016), englischer Maler
- Richard Smith (* 1971), englischer Gitarrist
- Richard Allan Smith (* 1948), kanadischer Eishockeyspieler, siehe Rick Smith
- Richard Emerson Smith (1922–2014), US-amerikanischer Maskenbildner, siehe Dick Smith
- Richard Langham Smith (* 1947), englischer Musikwissenschaftler
- Richard M. Smith (* 1946), englischer historischer Geograph
- Richard William Smith (* 1959), kanadischer Geistlicher, Erzbischof von Vancouver
- Richard Michael Smith (* 1970), US-amerikanischer Rapper und Musikproduzent, siehe Raz-Ma-Taz
- Richard Smyth († 1563), englischer Hochschullehrer, Theologe
- Richard A. Snelling (1927–1991), US-amerikanischer Politiker und Gouverneur von Vermont
- Richard Somauroo (* 1969), mauritischer Snookerspieler
- Richard Sorge (1895–1944), deutscher Journalist und Spion für die Sowjetunion in Japan
- Richard Spalinger (* 1975), Schweizer Ski-Crosser
- Richard Speck (1941–1991), US-amerikanischer Serienmörder
- Richard Spencer (1796–1868), US-amerikanischer Politiker
- Richard B. Spencer (* 1978), US-amerikanischer White-Supremacy-Aktivist
- Richard V. Spencer, US-amerikanischer Marine-Minister
- Richard Spring, Baron Risby (* 1946), britischer Politiker
- Richard St. Barbe Baker (1889–1982), britischer Forstwissenschaftler, Umweltaktivist und Autor
- Richard Stallman (* 1953), US-amerikanischer Aktivist
- Richard Starkey (* 1940), britischer Musiker und Schlagzeuger, siehe Ringo Starr
- Richard Steiff (1877–1939), deutscher Unternehmer
- Richard Stein (1834–1917), deutscher Bergbeamter
- Richard Stein (1871–1932), österreichischer Verleger
- Richard Štochl (* 1975), slowakischer Handballtorwart
- Richard Stokes (1897–1957), britischer Politiker der Labour Party und Mitglied des House of Commons
- Richard Stöss (* 1944), deutscher Politologe und Hochschullehrer
- Richard Strauss (1864–1949), deutscher Komponist
- Richard Strauss († 1975), israelischer Unternehmer, Gründer der Strauss Group
- Richard Adolf Strigl (1926–1985), deutscher Professor für Kirchenrecht
- Richard Stücklen (1916–2002), deutscher Politiker (CSU)
- Richard Suchenwirth (1896–1965), österreichischer Historiker und Politiker (NSDAP), MdR, Landtagsabgeordneter
- Richard Sundberg (* 1992), finnischer Handballspieler

#### T
- Richard Tandy (1948–2024), britischer Keyboarder
- Richard A. Tapia (* 1939), US-amerikanischer Mathematiker
- Richard Taruskin (1945–2022), US-amerikanischer Musikwissenschaftler, -kritiker und -historiker
- Richard Tauber (1891–1948), österreichischer Tenor
- Richard Taylor (1819–1904), britischer General
- Richard Taylor (1826–1879), US-amerikanischer Politiker und General
- Richard Taylor (1934–2024), englischer Arzt und Politiker
- Richard Taylor (* 1962), britischer Mathematiker
- Richard Taylor (* 1965), neuseeländischer Filmdesigner
- Richard C. Taylor (* 1950), US-amerikanischer Philosophiehistoriker
- Richard Edward Taylor (1929–2018), kanadischer Physiker
- Richard Thomalla (1903–1945?), deutscher SS-Hauptsturmführer
- Richard Thomas (1744–1832), US-amerikanischer Politiker
- Richard Thomas (* 1938), britischer Diplomat
- Richard Thomas (* 1938), US-amerikanischer Zoologe
- Richard Thomas (* 1949), britischer Datenschützer
- Richard Thomas (* 1951), US-amerikanischer Schauspieler
- Richard Thomas (* 1972), britischer Mathematiker
- Richard C. Thomas (1937–1991), US-amerikanischer Politiker
- Richard Thorpe (1896–1991), US-amerikanischer Filmregisseur
- Richard Bolton Tinsley (1875–1944), britischer Geschäftsmann und Nachrichtendienstler
- Richard Alvin Tonry (1935–2012), US-amerikanischer Politiker
- Richard Harrison Truly (1937–2024), US-amerikanischer Astronaut
- Richard Trunk (1879–1968), deutscher Komponist
- Karl Richard Tschon (1923–1993), deutscher Schriftsteller und Hörspielautor
- Richard Türk (1903–1984), deutscher Politiker (NSDAP), MdR, MdL, SS-Hauptsturmführer
- Richard Gordon Turnbull (1909–1998), britischer Generalgouverneur von Tanganjika

#### U
- Richard Ulfsäter (* 1975), schwedischer Schauspieler
- Richard Ungewitter (1869–1958), deutscher Organisator der FKK-Bewegung

#### V
- Richard B. Vail (1895–1955), US-amerikanischer Politiker
- Richard VanHuizen (* 1975), kanadischer Beachvolleyballspieler
- Richard Versalle (1932–1996), US-amerikanischer Opernsänger
- Richard Verschoor (* 2000), niederländischer Automobilrennfahrer
- Richard Virenque (* 1969), französischer Radrennfahrer
- Richard Vitale (* 1954), US-amerikanischer Jazzmusiker, siehe Richie Vitale
- Richard Vogel  (1881–1955), deutscher Zoologe
- Richard Vogel  (1886–1955), deutscher Lehrer und Pädagoge
- Richard Vogel  (* 1964), tschechischer Tennisspieler
- Richard Otto Voigt (1895–1971), deutscher Maler und Grafiker
- Richard von Volkmann (1830–1889), deutscher Chirurg, Hochschullehrer, Poet und Märchendichter
- Richard Volkmann (1832–1892), deutscher Altphilologe
- Richard D. Volkmann (1870–1954), deutscher Kolonialoffizier
- Richard Vyškovský (1929–2019), tschechischer Architekt und Autor von Kartonmodellen

#### W
- Richard Wagenbauer (1896–1942), deutscher Politiker (NSDAP), MdR und SA-Führer
- Richard Wagner (1813–1883), deutscher Komponist und Schriftsteller
- Richard Wagner (1847–1932), deutscher Lehrer, Geologe und Paläontologe
- Richard Wagner (1860–1928), deutscher Lehrer, Klassischer Philologe und Historiker
- Richard Wagner (1860–1937), deutscher Lehrer und Klassischer Philologe
- Richard Wagner (1861–1925), deutscher Politiker (FVP), MdR
- Richard Wagner (1868–1927), deutscher Journalist und Schriftsteller
- Richard Wagner, deutscher Politiker, Bürgermeister von Ronsdorf
- Richard Wagner (1887–1974), österreichisch-US-amerikanischer Kinderarzt
- Richard Wagner (1893–1935), deutscher Pilot
- Richard Wagner (1893–1970), deutscher Physiologe
- Richard Wagner (1902–1973), deutscher Agraringenieur und Politiker (NSDAP)
- Richard Wagner (1914–1979), deutscher Politiker (CSU), MdL Bayern
- Richard Wagner (1952–2023), deutscher Schriftsteller
- Richard Wagner (* 1957), kanadischer Richter
- Richard Paul Wagner (1882–1953), deutscher Eisenbahningenieur
- Richard Robert Wagner (1888–um 1941), österreichischer Antifaschist und Schriftsteller
- Richard Rudolf Walzer (1900–1975), deutsch-britischer Altphilologe, Philosoph und Orientalist
- Richard Webb (1915–1993), US-amerikanischer Schauspieler und Autor
- Richard A. Webb (1946–2016), US-amerikanischer Festkörperphysiker
- Richard Wilson Webb (1901–1970), US-amerikanischer Schriftsteller, siehe Patrick Quentin
- Richard von Weizsäcker (1920–2015), deutscher Politiker, Bundespräsident 1984 bis 1994
- Richard Wendler (1898–1972), deutscher nationalsozialistischer Politiker
- Richard Nikolaus Wenzel (* 1959), deutscher Komponist und Organist
- Richard A. Werner (* 1967), deutscher Wirtschaftswissenschaftler und Hochschullehrer
- Richard Wershe, Jr. (* 1969), US-amerikanischer Drogenhändler und FBI-Informant
- Richard Westbrook (* 1975), britischer Automobilrennfahrer
- Richard van Weyden (* 1966), deutscher Schauspieler und Synchronsprecher
- Richard William Wheaton III (* 1972), US-amerikanischer Schauspieler und Schriftsteller, siehe Wil Wheaton
- Richard A. Whiting (1891–1938), US-amerikanischer Komponist und Liedtexter
- Richard Widmark (1914–2008), US-amerikanischer Schauspieler
- Richard Wiechert (1906–1978), deutscher SS-Untersturmführer
- Richard B. Wigglesworth (1891–1960), US-amerikanischer Politiker
- Richard Kay Wildung (1921–2006), US-amerikanischer American-Football-Spieler, siehe Dick Wildung
- Richard Wilhelm (1873–1930), deutscher Sinologe, Theologe und Missionar
- Richard Wilhelm (1888–1917), deutscher Leichtathlet
- Richard Wilhelm (* 1962), österreichischer Politiker (SPÖ)
- Richard H. Wilhelm (Richard Herman Wilhelm; 1909–1968), US-amerikanischer Chemieingenieur
- Richard O. Wilhelm (* 1932), deutscher Glasgestalter und Politiker (LDPD)
- Richard Williams (1836–1914), US-amerikanischer Politiker
- Richard Williams (1890–1980), australischer Luftmarschall
- Richard Norris Williams (1891–1968), US-amerikanischer Tennisspieler
- Richard Williams (1927–2020), US-amerikanischer Chemiker
- Richard Williams (1931–1985), US-amerikanischer Trompeter
- Richard Williams (1933–2019), kanadischer Trickfilmregisseur und -produzent
- Richard Williams (* 1947), britischer Sport- und Musikjournalist
- Richard Stanley Williams (* 1951), US-amerikanischer Physiker
- Richard Wilson (1714–1782), walisischer Maler
- Richard Wilson (1911–1941), US-amerikanischer Jazzmusiker, siehe Dick Wilson
- Richard Wilson (1920–1987), US-amerikanischer Science-Fiction-Autor
- Richard Wilson (1926–2018), britisch-amerikanischer Physiker und Hochschullehrer
- Richard Wilson (* 1936), britischer Schauspieler und Regisseur
- Richard Wilson, 2. Baron Moran (1924–2014), britischer Diplomat, Soldat und Politiker
- Richard Wilson, Baron Wilson of Dinton (* 1942), britischer Adeliger und Politiker
- Richard Wilson-Smith (1852–1912), kanadischer Politiker
- Richard A. Wilson (1934–1990), US-amerikanischer Politiker und Oglala-Indianer, siehe Dick Wilson
- Richard Gordon Wilson (* 1950), kanadischer Eishockeyspieler, -trainer und -funktionär, siehe Rick Wilson
- Richard M. Wilson (* 1945), US-amerikanischer Mathematiker
- Richard Olaf Winstedt (1878–1966), britischer Orientalist und Kolonialbeamter
- Richard Alsop Wise (1843–1900), US-amerikanischer Politiker
- Richard Wittsack (1887–1952), deutscher Sprechwissenschaftler
- Richard Wolf (1875–1955), deutscher Politiker (HBB)
- Richard Wolf (1888–1953), österreichischer Politiker (SPÖ)
- Richard Wolf (1894–1972), deutscher Stabsoffizier
- Richard Wolf (1900–1995), deutscher Lehrer und Schriftsteller
- Richard Wolf (1906–1958), deutscher Industrieller
- Richard Anthony Wolf (* 1946), US-amerikanischer Fernsehproduzent, siehe Dick Wolf
- Richard Georg Wolf (1932–2020), deutscher Schriftsteller und Künstler, siehe Ror Wolf
- Richard Wolff (* 1948), deutscher Ringer
- Richard Wolff (* 1957), Schweizer Geograph, Stadtforscher und Politiker
- Richard D. Wolff (* 1942), US-amerikanischer Ökonom
- Richard-Salvador Wolff (* 1990), deutscher Musicaldarsteller
- Richard Wolfram (1901–1995), österreichischer Volkskundler und Neuskandinavist
- Richard Caton Woodville (1825–1855), US-amerikanischer Maler
- Richard Wossidlo (1859–1939), deutscher Gymnasiallehrer und Ethnologe
- Richard Alexander Georg Wühner (1872–1919), deutsch-baltischer Pastor und Märtyrer

#### Y
- Richard Yates senior (1818–1873), US-amerikanischer Politiker
- Richard Yates junior (1860–1936), US-amerikanischer Politiker
- Richard Yates (1926–1992), US-amerikanischer Schriftsteller
- Richard Yeager (1917–1979), US-amerikanischer Badmintonspieler
- Richard Yong (* 1957), malaysischer Geschäftsmann und Pokerspieler
- Richard Young (1846–1935), US-amerikanischer Jurist und Politiker irischer Herkunft
- Richard M. Young (1798–1861), US-amerikanischer Politiker
- Richard Yule (* 1950), schottischer Tischtennisspieler und -trainer
- Richard Yuricich, US-amerikanischer Spezialeffektkünstler und Kameramann

#### Z
- Richard D. Zanuck (1934–2012), US-amerikanischer Filmproduzent
- Richard Zimmermann (1820–1875), deutscher Maler
- Richard Zimmermann (1876–1969), deutscher Politiker
- Richard Otto Zoepffel (1843–1891), deutscher Theologe und Kirchenhistoriker
- Richard Adolf Zutt (1887–1938),  Schweizer Bildhauer, Maler und Medailleur
- Richard, 2. Duke of Gloucester (* 1944), britischer Adeliger, Mitglied des britischen Königshauses

### Familienname

#### A
- Aaron Richard (* 1999), lucianischer Fußballspieler
- Abbé Richard (1822–1882), französischer Theologe und Wünschelrutengänger
- Achille Richard (1794–1852), französischer Botaniker
- Alain Richard (* 1945), französischer Politiker
- Albert Richard (1801–1881), Schweizer Schriftsteller und Romanist
- Alexia Richard (* 1996), französische Beachvolleyballspielerin
- Alison Richard (* 1948), englische Anthropologin und Hochschullehrerin
- André Richard (Autor), französischer Autor
- André Richard (Erzbischof) (* 1937), kanadischer Geistlicher, Erzbischof von Moncton
- André Richard (Schauspieler) (* 1937), kanadischer Komiker und Schauspieler
- André Richard (Komponist) (* 1944), Schweizer Komponist und Dirigent
- Angélina Richard, Geburtsname von Nana de Varennes (1885–1981), kanadische Schauspielerin
- Antoine Richard (* 1960), französischer Leichtathlet
- Antoine Richard (Kunsthändler) (* 1978), deutsch-französischer Kunsthändler und Moderator
- Arsène Richard (1935–1989), kanadischer Geistlicher, römisch-katholischer Bischof von Bathurst

#### B
- Balthazar Richard (1600–nach 1660), belgischer Komponist und Zinkenist
- Buddy Richard (* 1943), chilenischer Sänger und Komponist

#### C
- Carl Richard (1783–1850), deutscher Redakteur und Übersetzer
- Carl Friedrich Wilhelm Richard (um 1725–um 1770), deutscher Zeichner, Radierer und Maler
- Charles Richard (Komponist) (1620–1652), französischer Komponist
- Charles Richard-Hamelin (* 1989), kanadischer Pianist
- Charles A. Richard (Charles Anthony Richard; * 1959), US-amerikanischer Admiral
- Charles-Louis Richard (1711–1794), französischer Theologe und Publizist
- Chris Richard (Baseballspieler) (Christopher Robert Richard; * 1974), US-amerikanischer Baseballspieler
- Chris Richard (Basketballspieler) (* 1984), US-amerikanischer Basketballspieler
- Christian Rémi Richard (* 1941), madagassischer Politiker und Diplomat
- Claude Richard († 2010), französischer Architekt
- Cliff Richard (* 1940), britischer Sänger
- Cyprien Richard (* 1979), französischer Skirennläufer

#### D
- Dawn Richard (* 1983), US-amerikanische Sängerin und Songwriterin
- Dieter Richard (* 1952), deutscher Fußballspieler und -trainer

#### E
- Edmond Richard (1927–2018), französischer Kameramann
- Emily Richard (1948–2024), britische Schauspielerin
- Eric Richard (* 1940), englischer Schauspieler
- Ernst Heinrich Richard (1819–1899), deutscher Maler

#### F
- Felix Richard (1915–1984), Schweizer Forstwissenschaftler
- Firmine Richard (* 1947), französische Schauspielerin
- François-Marie-Benjamin Richard de la Vergne (1819–1908), französischer Geistlicher, Erzbischof von Paris
- Franz Richard (1838–1901), deutscher Fotograf
- Fred Richard (* 2004), US-amerikanischer Geräteturner
- Frida Richard (1873–1946), österreichische Schauspielerin
- Fritz Richard (1870–1933), österreichischer Schauspieler

#### G
- Gabriel Richard (Politiker) (1767–1832), französisch-US-amerikanischer Politiker
- Gabriel Richard (Radsportler) (* 1985), argentinischer Radsportler
- Gaston Richard (1860–1945), französischer Soziologe
- Gisbert Richard (* 1949), deutscher Ophthalmologe und Hochschullehrer

#### H
- Hans Richard (1923–2000), Schweizer Architekt
- Henri Richard (1936–2020), kanadischer Eishockeyspieler
- Herbert Richard (* 1946), deutscher Politiker (CDU)

#### I
- Ivor Richard (1932–2018), britischer Politiker

#### J
- Jacqueline Richard (1928–2015), kanadische Pianistin, Korrepetitorin und Dirigentin
- Jacques Richard (Eishockeyspieler) (1952–2002), kanadischer Eishockeyspieler
- Jacques Richard (Regisseur) (* 1954), französischer Filmregisseur und Drehbuchautor
- James Richard (1928–2002), Tontechniker
- Janet Richard (* 1998), maltesische Sprinterin
- Jean Richard (1921–2001), französischer Schauspieler, Regisseur und Zirkusdirektor
- Jean-Charles Richard (* 1974), französischer Jazzmusiker
- Jean-Jules Richard (1911–1975), kanadischer Schriftsteller und Journalist
- Jean-Louis Richard (1927–2012), französischer Schauspieler, Filmregisseur, Drehbuchautor
- Jean-Pierre Richard (1922–2019), französischer Literaturwissenschaftler
- Jeanne Richard (* 2002), französische Biathletin
- Jonathan Richard (* 1991), Fußballspieler für Aruba
- Joseph Richard (1829–1898), Schweizer Politiker
- Jules Richard (Fotograf) (1848–1930), französischer Hersteller von Fotoapparaten und Fotograf
- Jules Richard (Mathematiker) (1862–1956), französischer Mathematiker
- Jules Richard (Ozeanograf) (1863–1945), monegassischer Ozeanograf
- Justin Richard (* 1979), südsudanesischer Fußballspieler

#### K
- Karl Richard (Maler) (auch Franz Carl Richard; 1816–1858), deutscher Maler
- Karl Richard (Oberamtmann) (1821–1893), badischer Oberamtmann
- Karl Richard, Pseudonym von Richard Blasius (1885–1968), deutscher Schriftsteller
- Keith Richard, Geburtsname von Keith Richards (* 1943), britischer Musiker und Songwriter
- Kris Richard (* 1979), US-amerikanischer  American-Football-Spieler und -Trainer

#### L
- Lena Richard (1892 oder 1899 – 1950), US-Köchin, Kochbuchautorin, Moderatorin und Gastwirtin
- Lionel Richard (* 1938), französischer Historiker, Kulturwissenschaftler und Schriftsteller
- Livia Anne Richard (* 1969), Schweizer Theaterregisseurin und -autorin
- Louis Richard (Komponist, um 1595) (um 1595–um 1640), französischer Komponist
- Louis Richard (Komponist, um 1604) (um 1604–1646), französischer Komponist
- Louis Richard (Mathematiker) (1795–1849), französischer Mathematiker
- Louis Richard (Sänger) (1889–1977), belgischer Sänger
- Louis Richard (Fussballspieler), Schweizer Fußballspieler
- Louis Richard (Radsportler)  (* 1996), französischer Radsportler
- Louis Richard (Beachvolleyballspieler)  (* 1996), US-amerikanischer Beachvolleyballspieler
- Louis Claude Marie Richard (1754–1821), französischer Botaniker

#### M
- Marc-Eugène Richard (1843–1925), Schweizer Politiker (LPS) und Jurist
- Marthe Richard (1889–1982), französische Prostituierte und Politikerin
- Martin Richard (* 1951), deutscher Politiker (CDU), Bürgermeister von Limburg an der Lahn
- Maurice Richard (1921–2000), kanadischer Eishockeyspieler
- Max Richard (Politiker) (1818–1901), französischer Unternehmer und Politiker
- Max Richard (Mediziner) (1897–1953), Schweizer Chirurg
- Mike Richard (* 1966), kanadischer Eishockeyspieler und -trainer

#### N
- Nathalie Richard (* 1963), französische Schauspielerin
- Nicole Richard (1957–2014), deutsche Gerontologin

#### O
- Odette Richard (1988–2020), südafrikanische Rhythmische Sportgymnastin

#### P
- Pablo Richard (1939–2021), chilenischer Theologe
- Pascal Richard (* 1964), Schweizer Radrennfahrer
- Paul Richard (1840–1915), deutscher Schauspieler, Theaterdirektor und Regisseur
- Peter Richard (* 1961), Schweizer Landschaftsgärtner und Unternehmer
- Philippe Richard (Schauspieler) (1891–1973), französischer Schauspieler
- Philippe Richard (Künstler) (* 1962), französischer Künstler
- Philippe Richard (Tontechniker), Tontechniker und Komponist
- Pierre Richard (Komponist, um 1580) (um 1580–1630), französischer Komponist
- Pierre Richard (Komponist, um 1595) (um 1595–1652), französischer Komponist
- Pierre Richard (Ökologe) (1918–1968), französischer Mediziner und Ökologe
- Pierre Richard (* 1934), französischer Schauspieler
- Pierre Richard-Willm (geb. Alexandre Pierre Richard; 1895–1983), französischer Schauspieler

#### R
- Renald Richard (1925–2021), US-amerikanischer Trompeter und Songwriter
- Richard Richard (1858–1933), Schauspieler und Sänger (Bass)
- Robert Richard (Musiker) (* 1924), US-amerikanischer Musiker und Sänger
- Robert Richard (Diplomat) (* 1926), französischer Diplomat
- Robert Ri’chard (Robert Andrew Richard; * 1983), US-amerikanischer Schauspieler
- Rod Richard (* 1932), US-amerikanischer Sprinter
- Ruth Ingrid Richard (1902/1903–??), deutsche Schönheitskönigin
- Richard Rutt (1925–2011), britischer anglikanischer Bischof, römisch-katholischer Priester und Koreanist

#### S
- Salomé Richard (* 1987), belgische Schauspielerin
- Sarah Richard-Mingas (* 1998), französische Sprinterin
- Stéphane Richard (* 1961), französischer Manager

#### T
- Tanner Richard (* 1993), Schweizer Eishockeyspieler
- Timothy Richard (1845–1919), britischer Missionar
- Tyrell Richard (* 1997), US-amerikanischer Sprinter

#### U
- Ursula Richard (* 1955), deutsche buddhistische Übersetzerin, Verlegerin und Autorin
- Uwe Busbach-Richard (* 1963), deutscher Informatiker und Hochschullehrer

#### V
- Viola Richard (1904–1973), amerikanische Filmschauspielerin

#### W
- Walter Richard (Gartenarchitekt) (* um 1938), Schweizer Gartenarchitekt
- Walter Richard (Radsportler) (* 1939), Schweizer Radsportler
- Wendy Richard (geb. Wendy Emerton; 1943–2009), britische Schauspielerin
- Wilhelm Richard (1816–1900), deutscher Architekt

#### Y
- Yvan Richard (* 1950), französischer Skispringer

#### Z
- Zachary Richard (* 1950), US-amerikanischer Singer-Songwriter und Autor

## Sonstiges
- Richard ist der Name eines Hurrikans, der im Oktober 2010 in der Karibik auftrat.
- Richard Point ist eine Landspitze von Signy Island, Südliche Orkneyinseln, Antarktis.
- Richard Toll ist eine Stadt im Senegal.
- Richard ist der Deckname von im Zweiten Weltkrieg errichteten deutschen U-Verlagerungs-Anlagen in Tschechien.
- Richard ist der Name eines seit 1964 betriebenen kerntechnischen Endlagers in Tschechien.
- Dr. Richard ist ein österreichisches Verkehrsunternehmen.
- Charles Richard war ein französischer Hersteller von Automobilen und Nutzfahrzeugen (1901 bis 1902) in Troyes.
- Georges Richard war eine französische Automobilfabrik (1893 bis 1907) in Porte d’Ivry, einem Vorort von Paris.
- Richard Automobile Manufacturing Company war ein US-amerikanischer Automobilhersteller (1914 bis 1919) in Cleveland, Ohio.
- Richard Mille ist eine nach dem gleichnamigen Gründer benannte Schweizer Uhrenmanufaktur.
- Richard Wolf ist ein deutscher Medizintechnikhersteller.